# Biserica de lemn din Nadășu

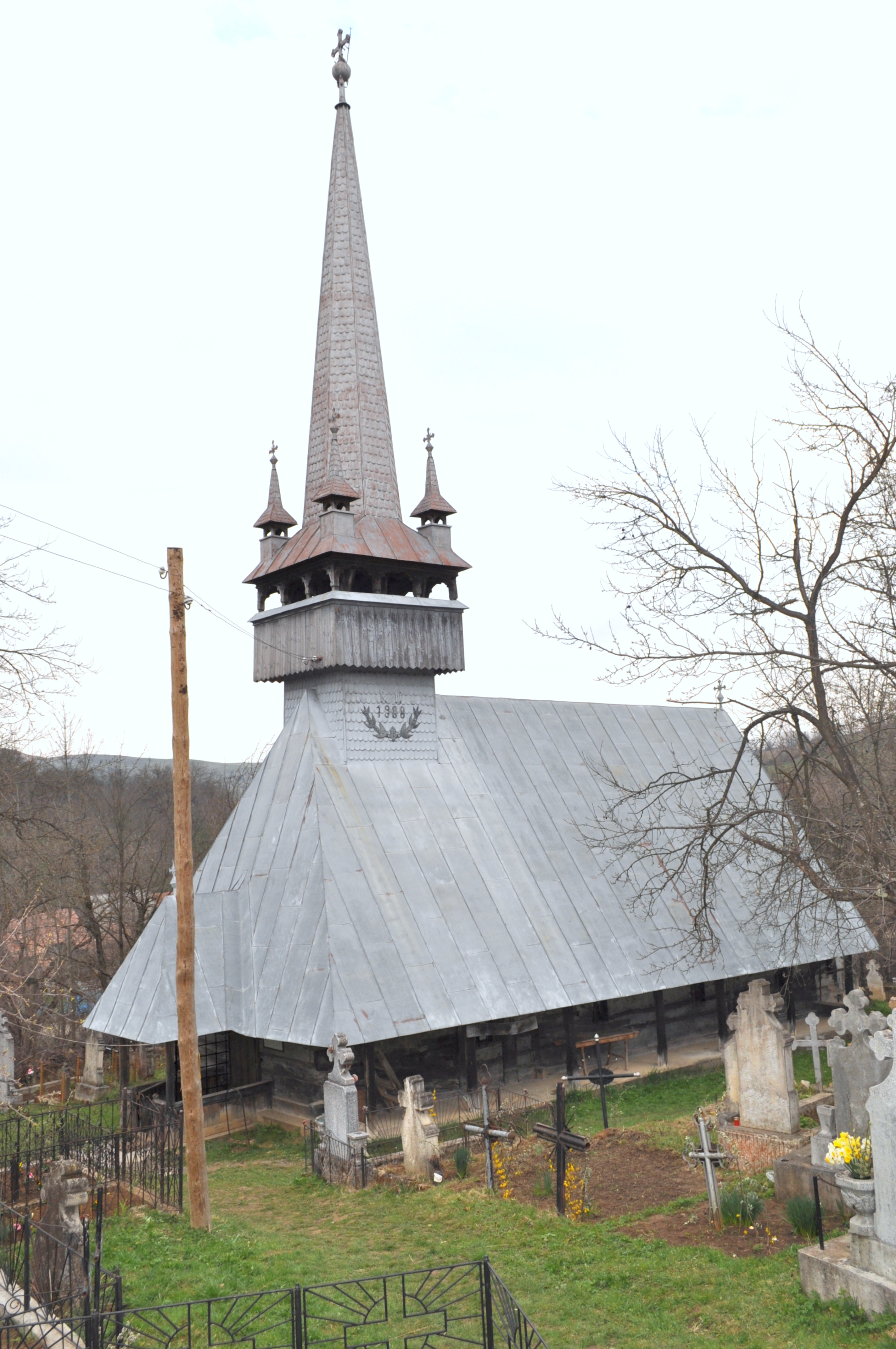
Biserica de lemn „Sfinții Arhangheli Mihail și Gavriil” din Nadășu, județul Cluj, foto: aprilie, 2011.

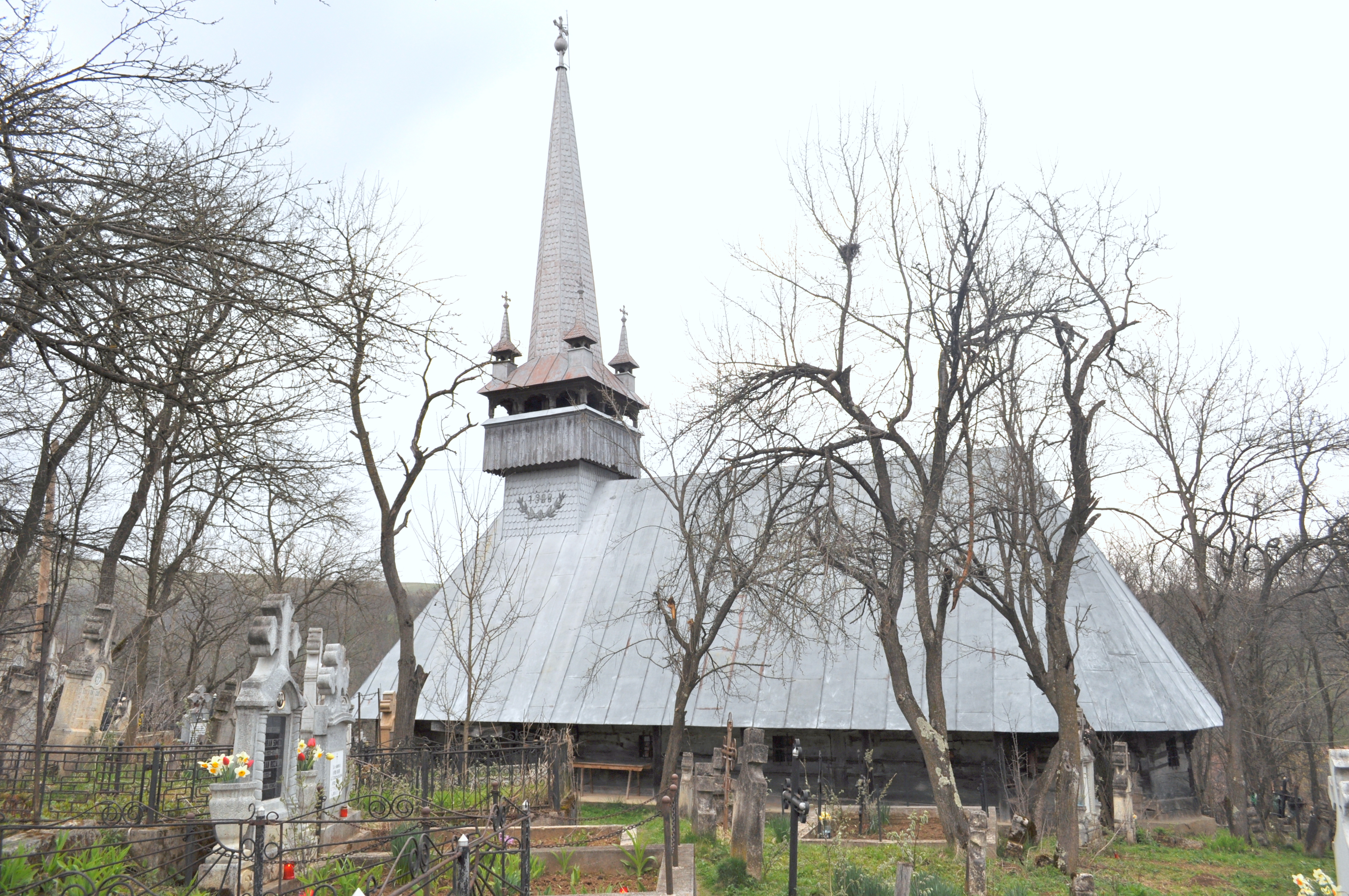
Biserica (nord)

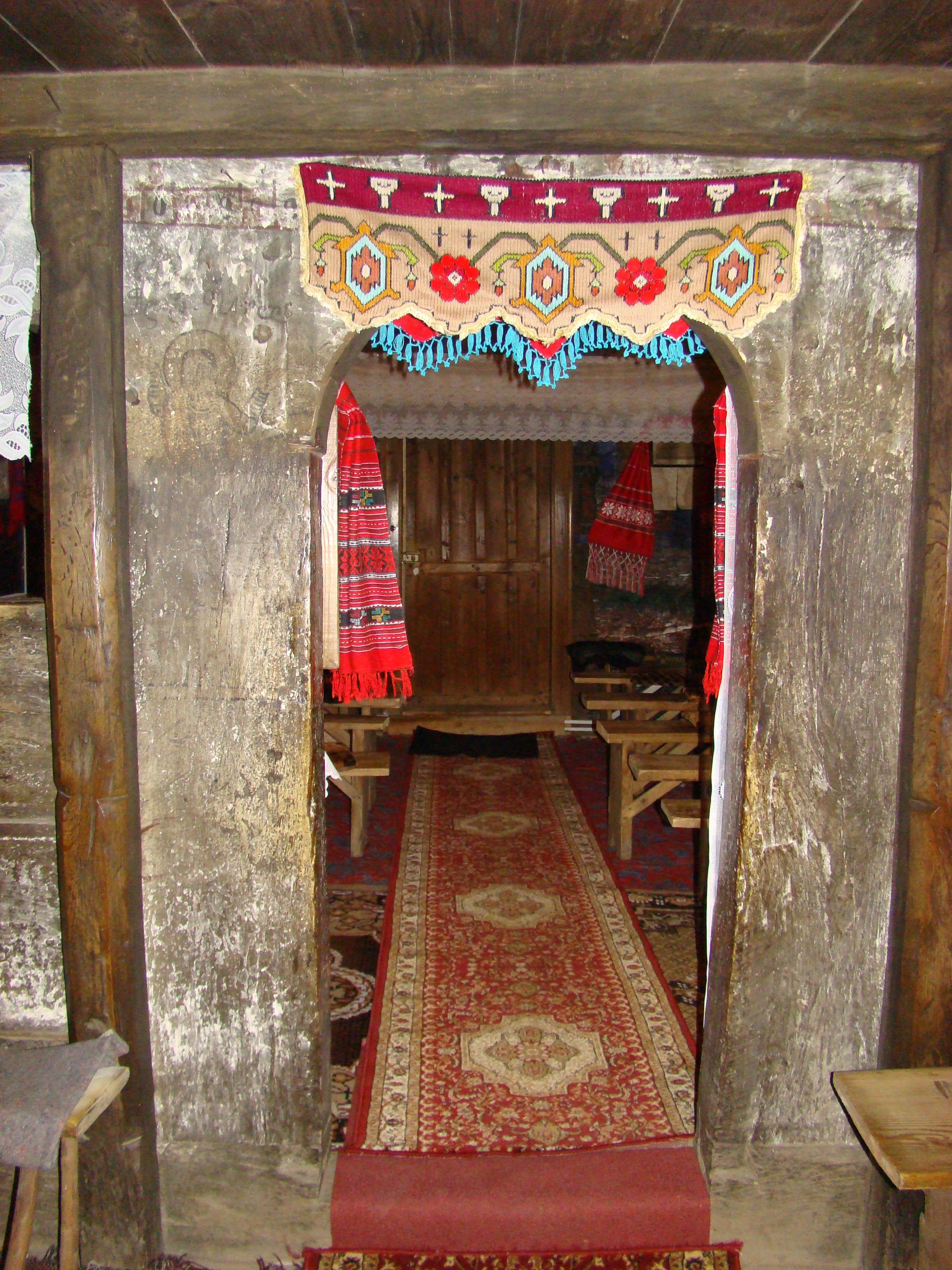
Portalul interior

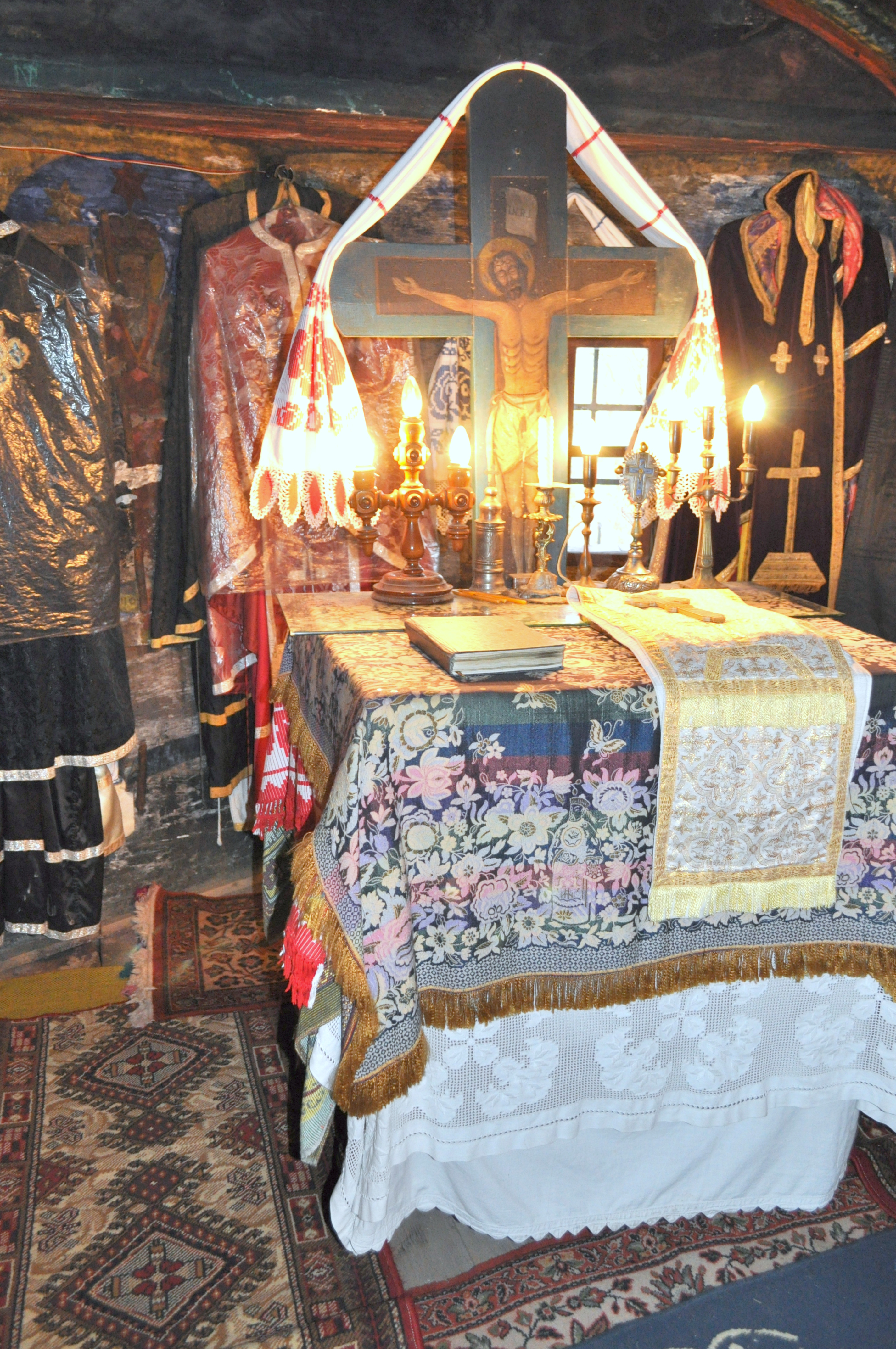
În altar

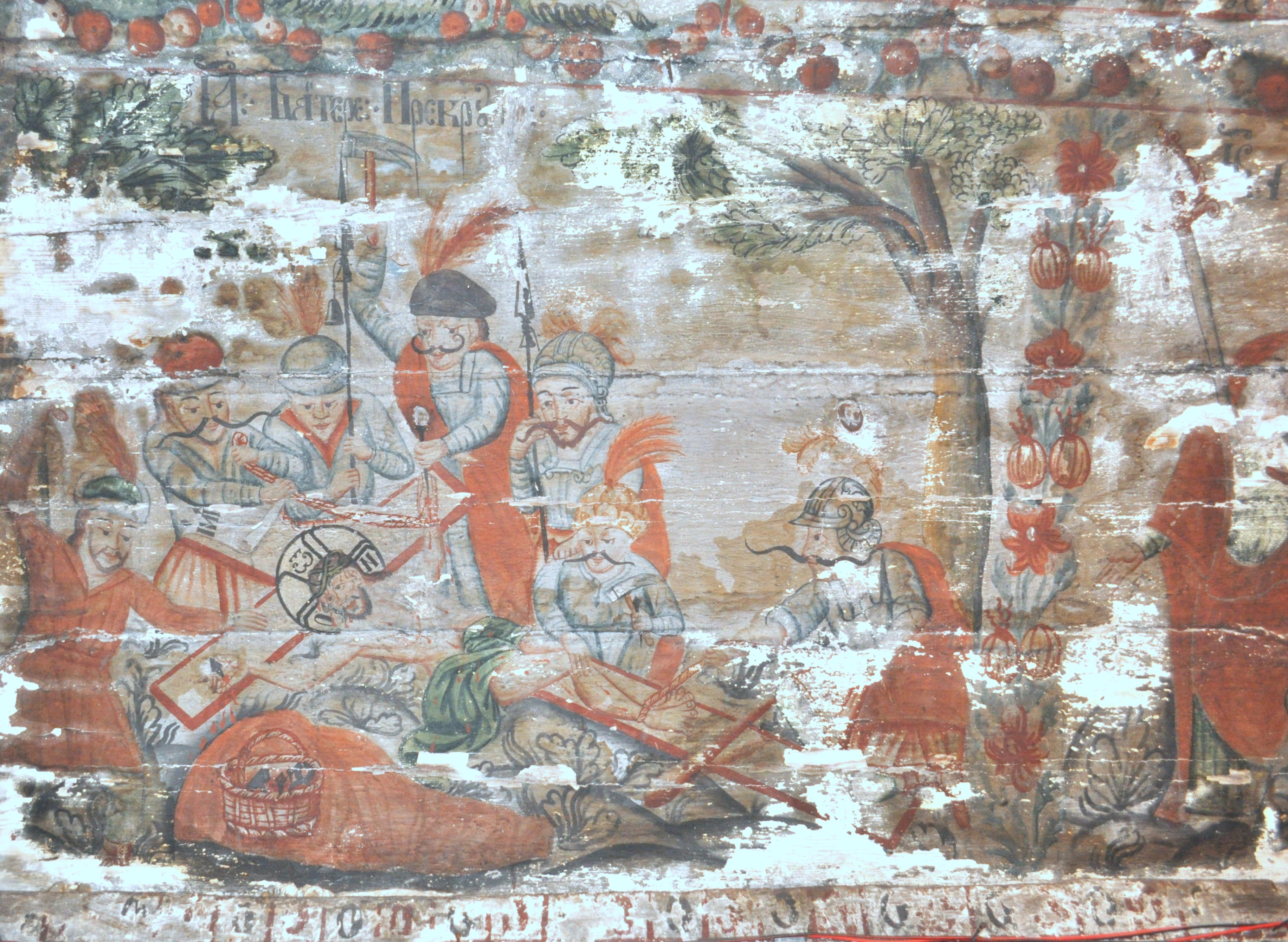
Punerea pe cruce

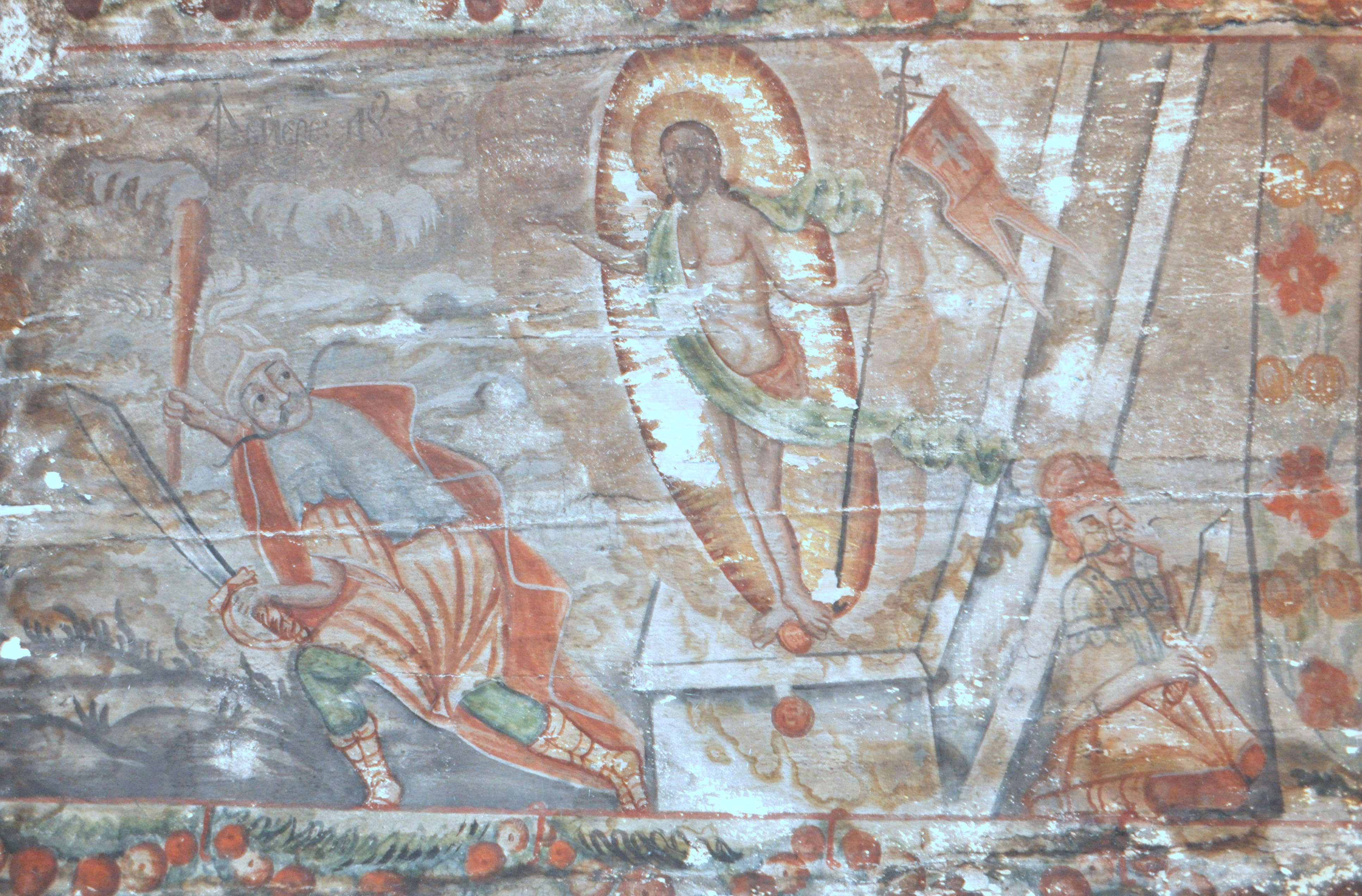
Învierea Domnului

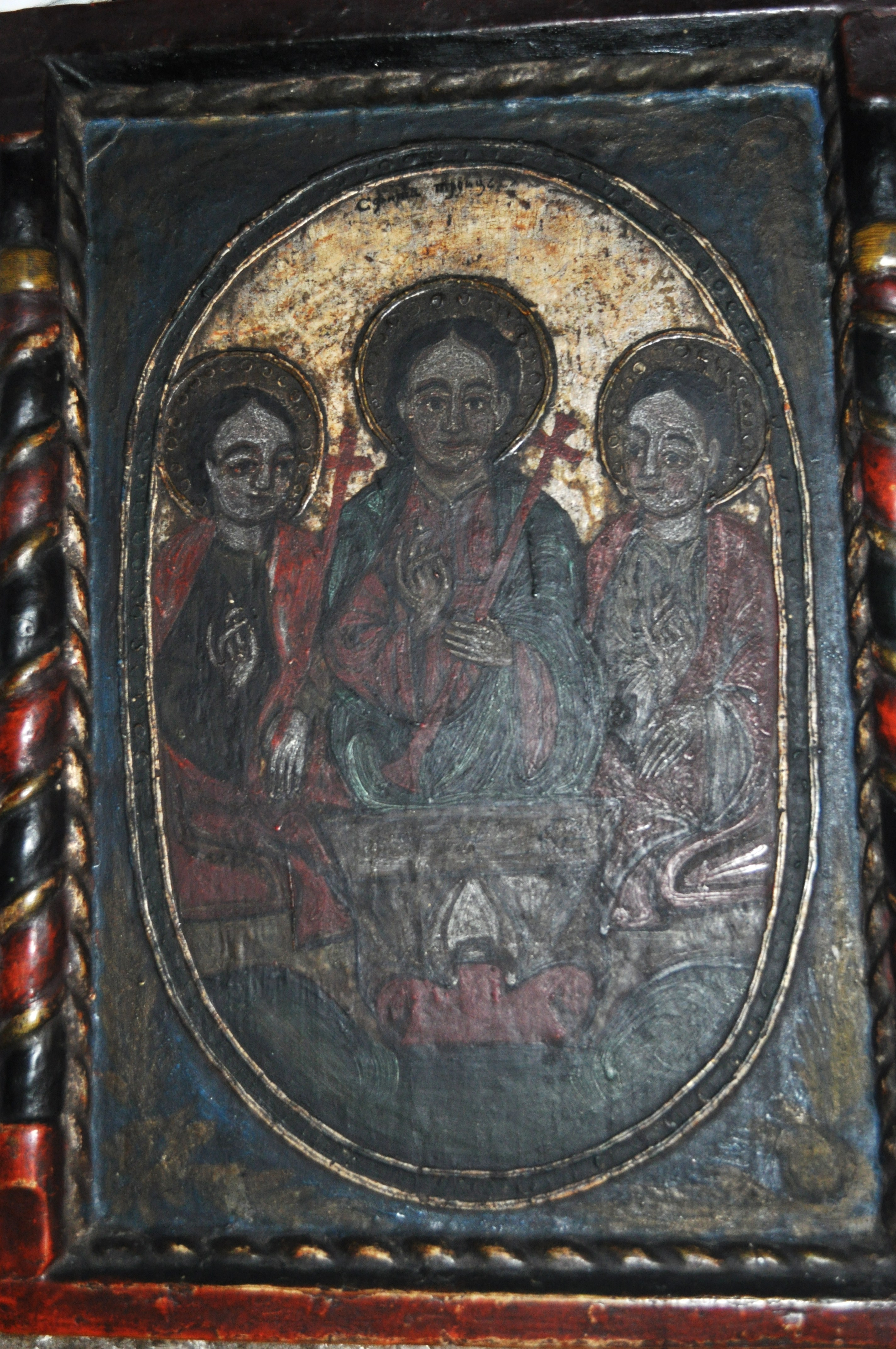
Icoană pe lemn

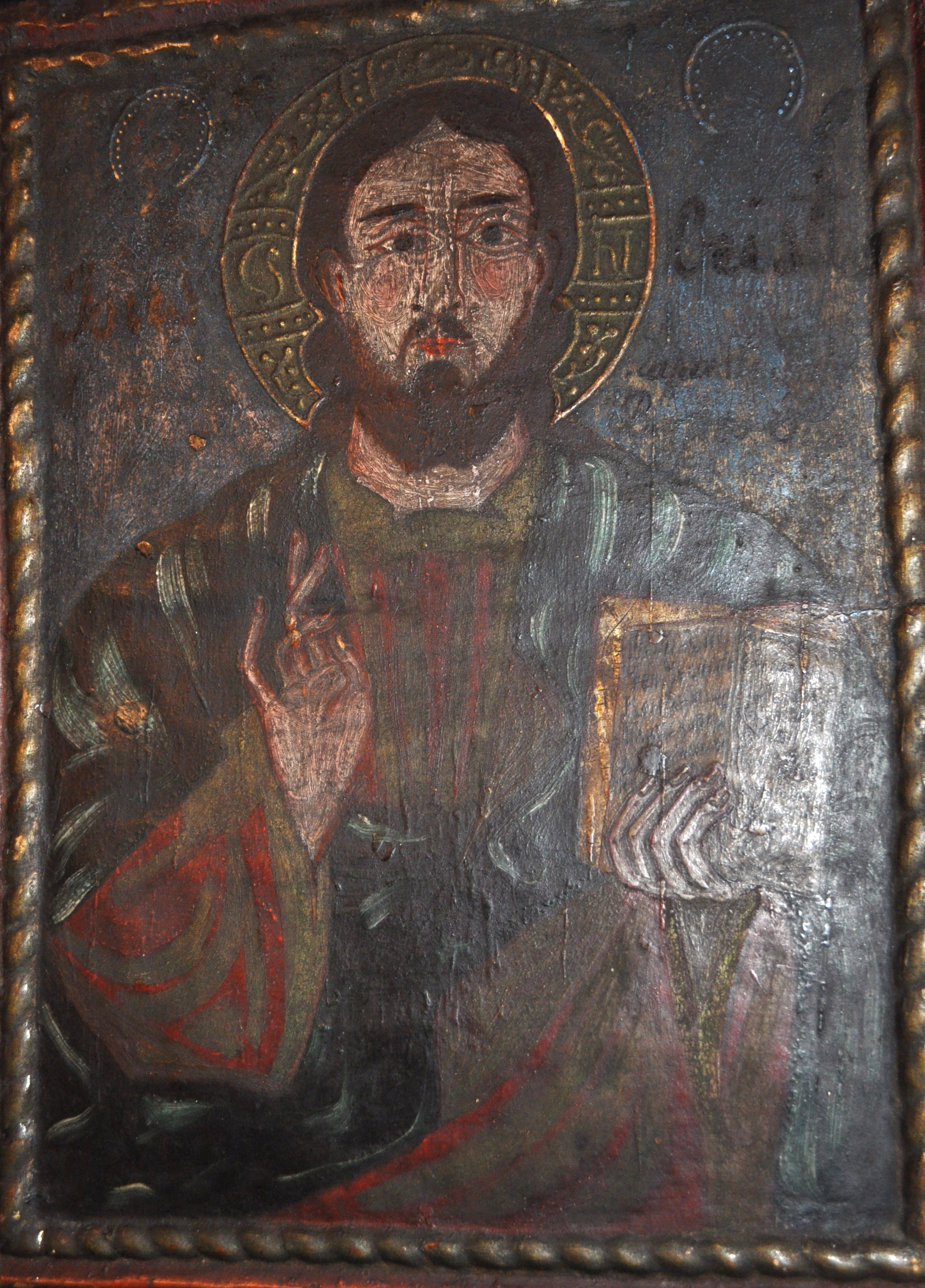
Iisus binecuvântând

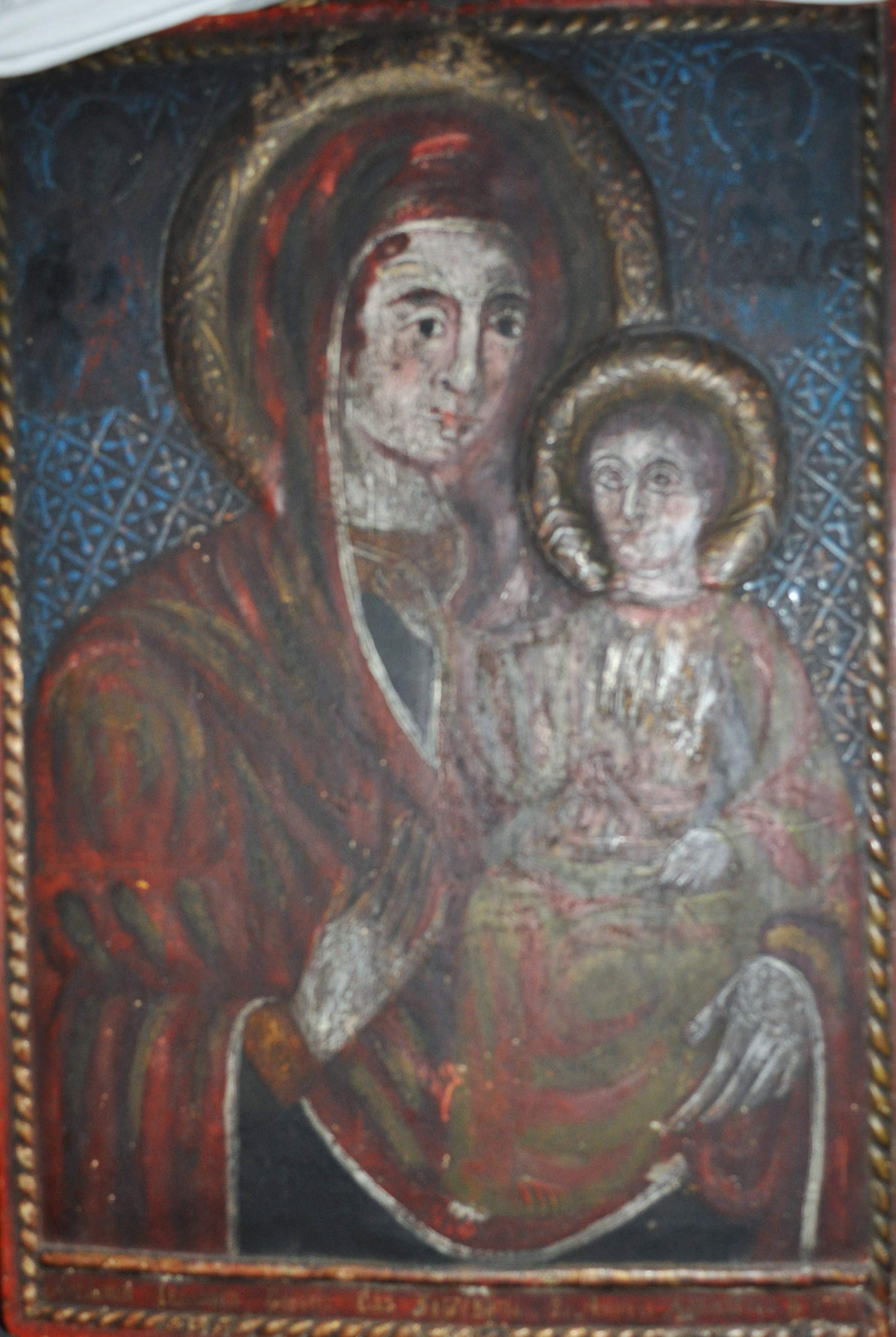
Icoană pe lemn „Maica Domnului cu Pruncul”

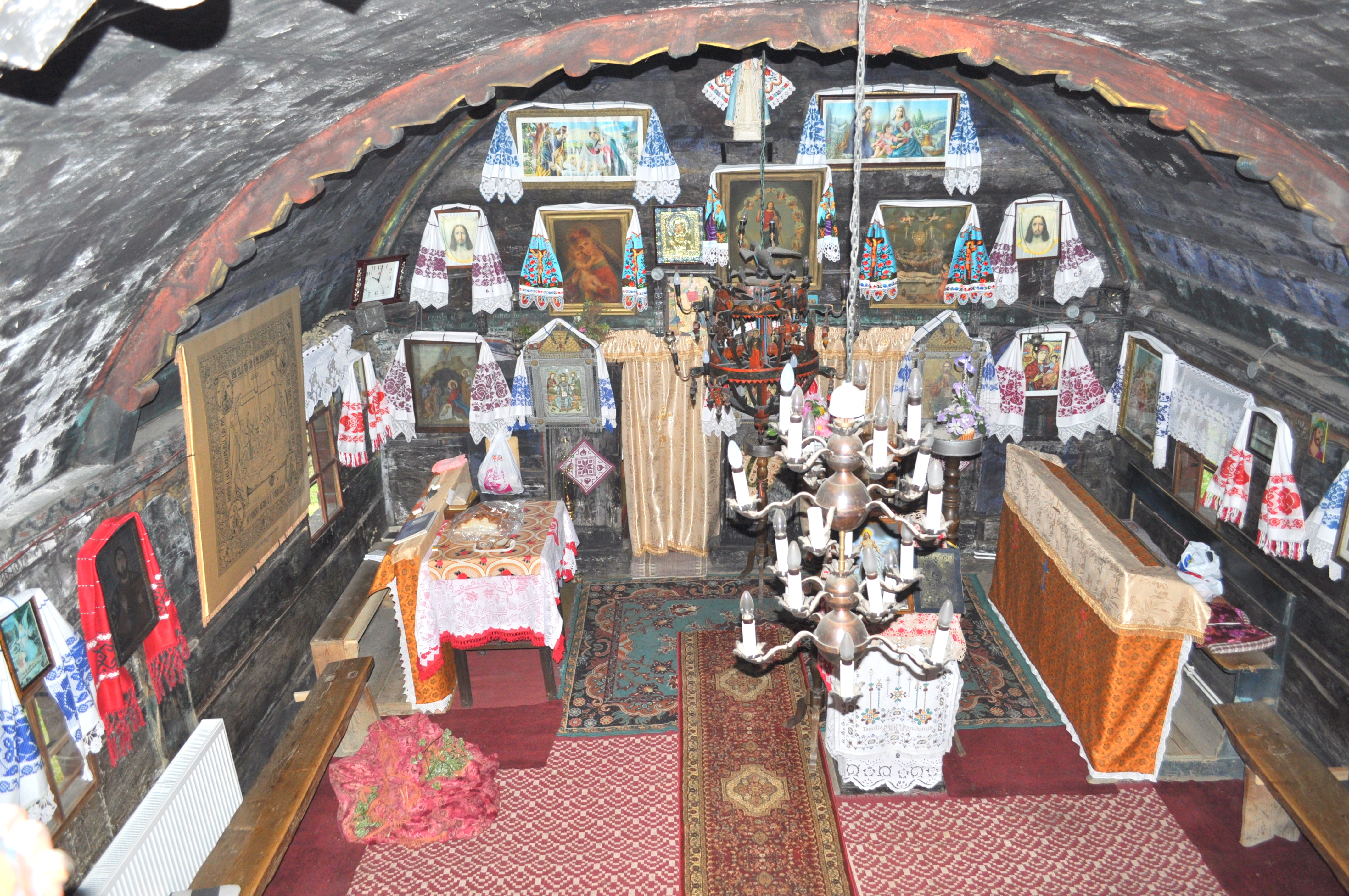
Interiorul navei

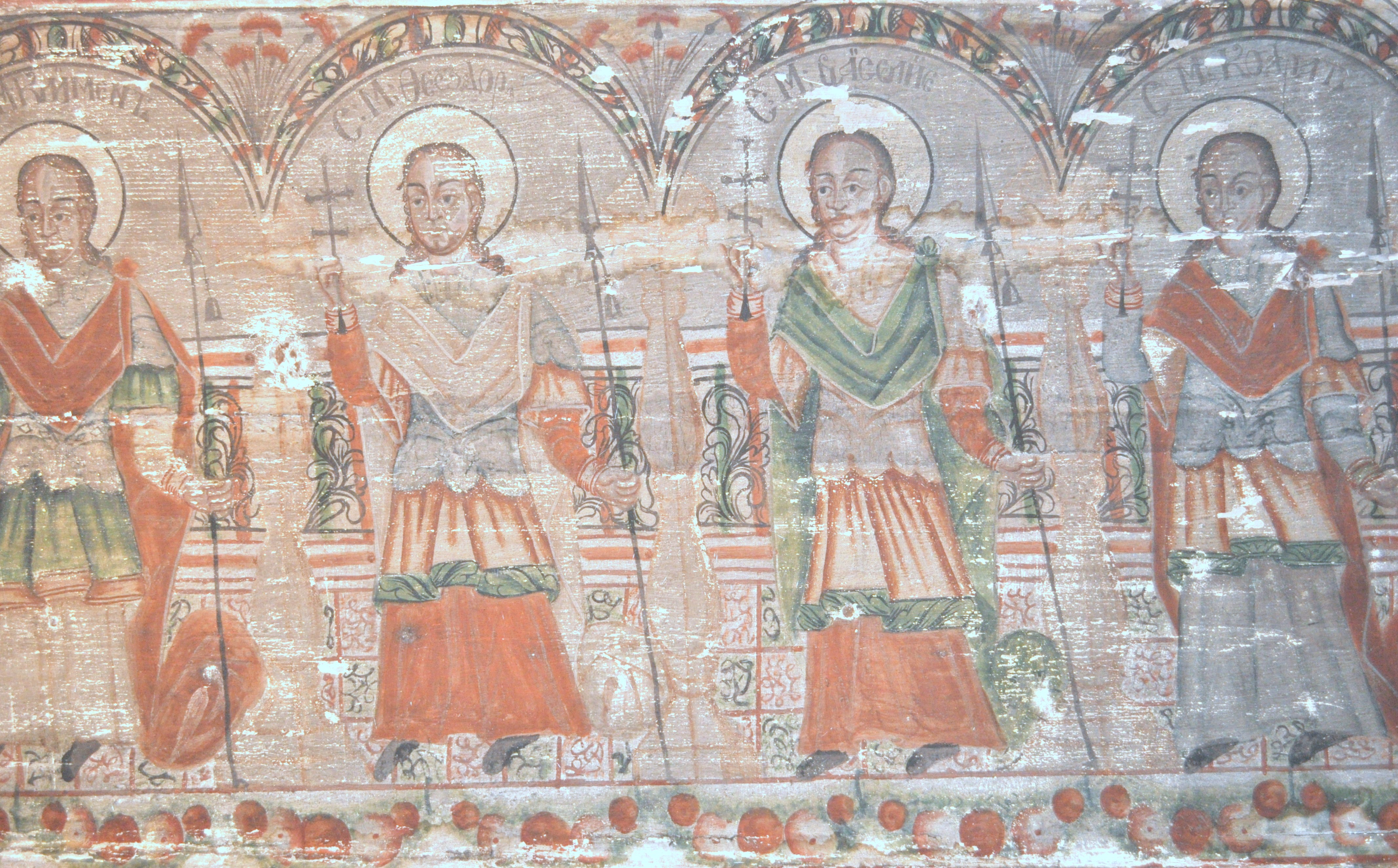
Sfinții Militari

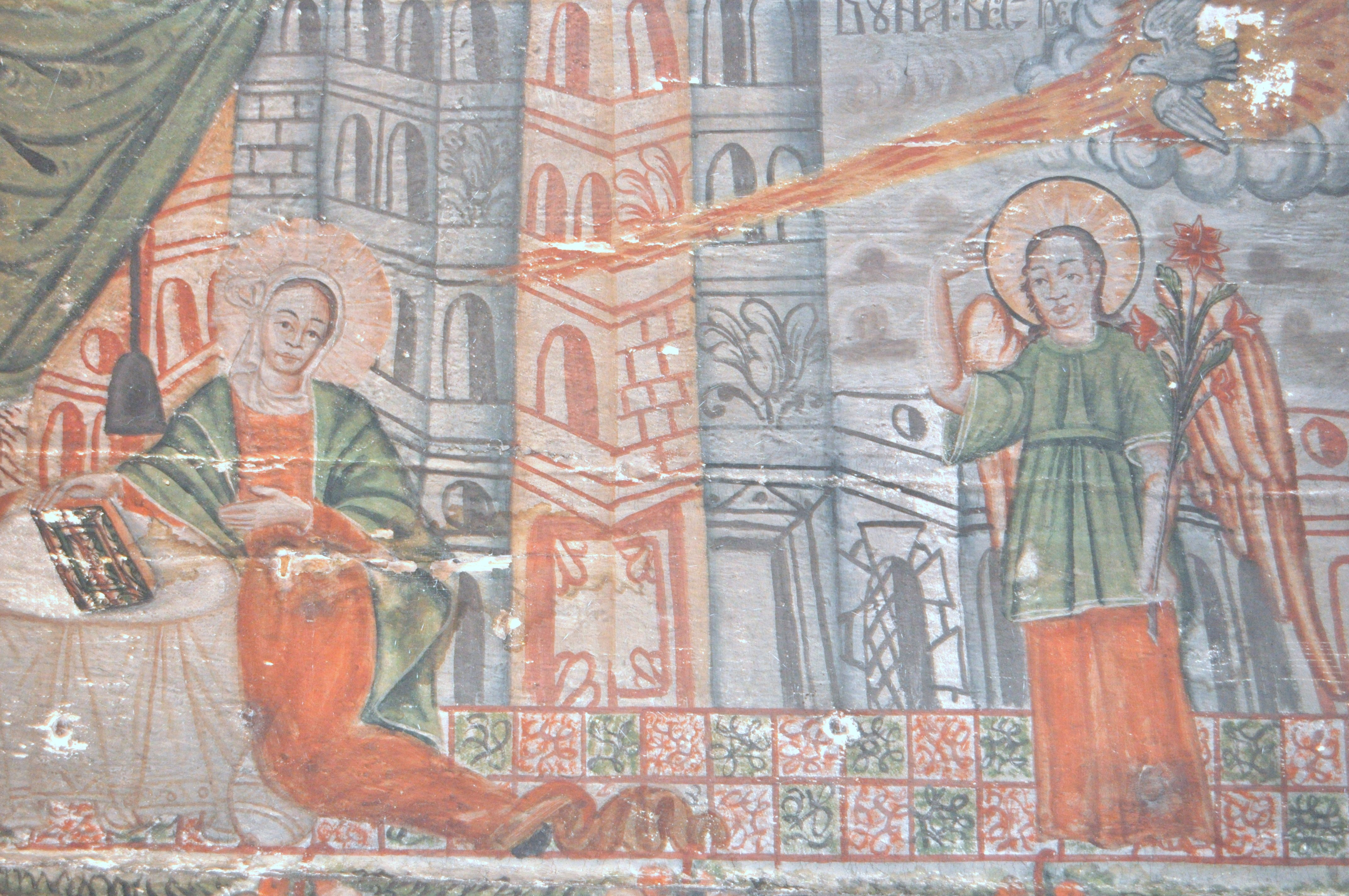
Buna Vestire

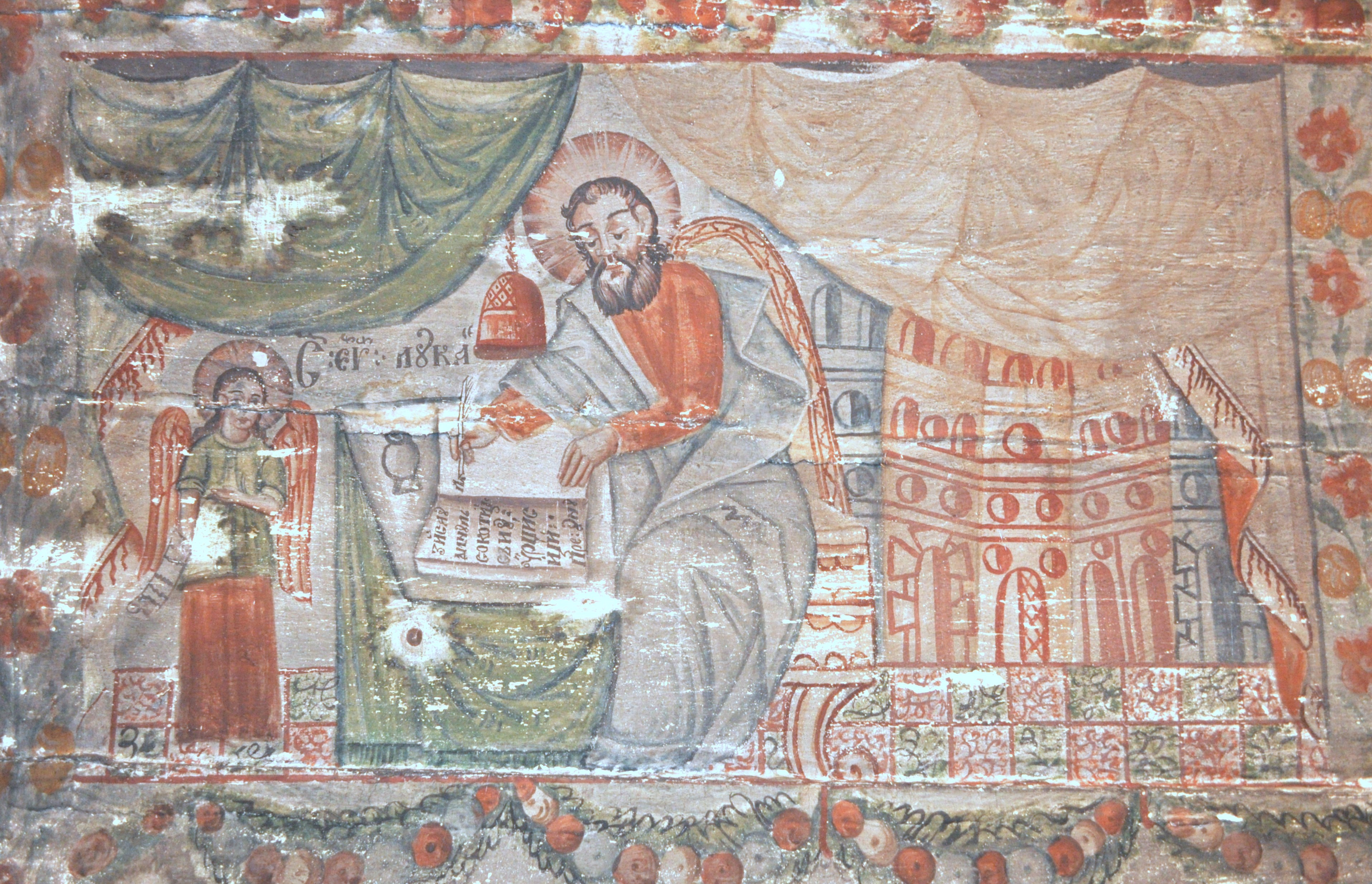
Evanghelistul Luca

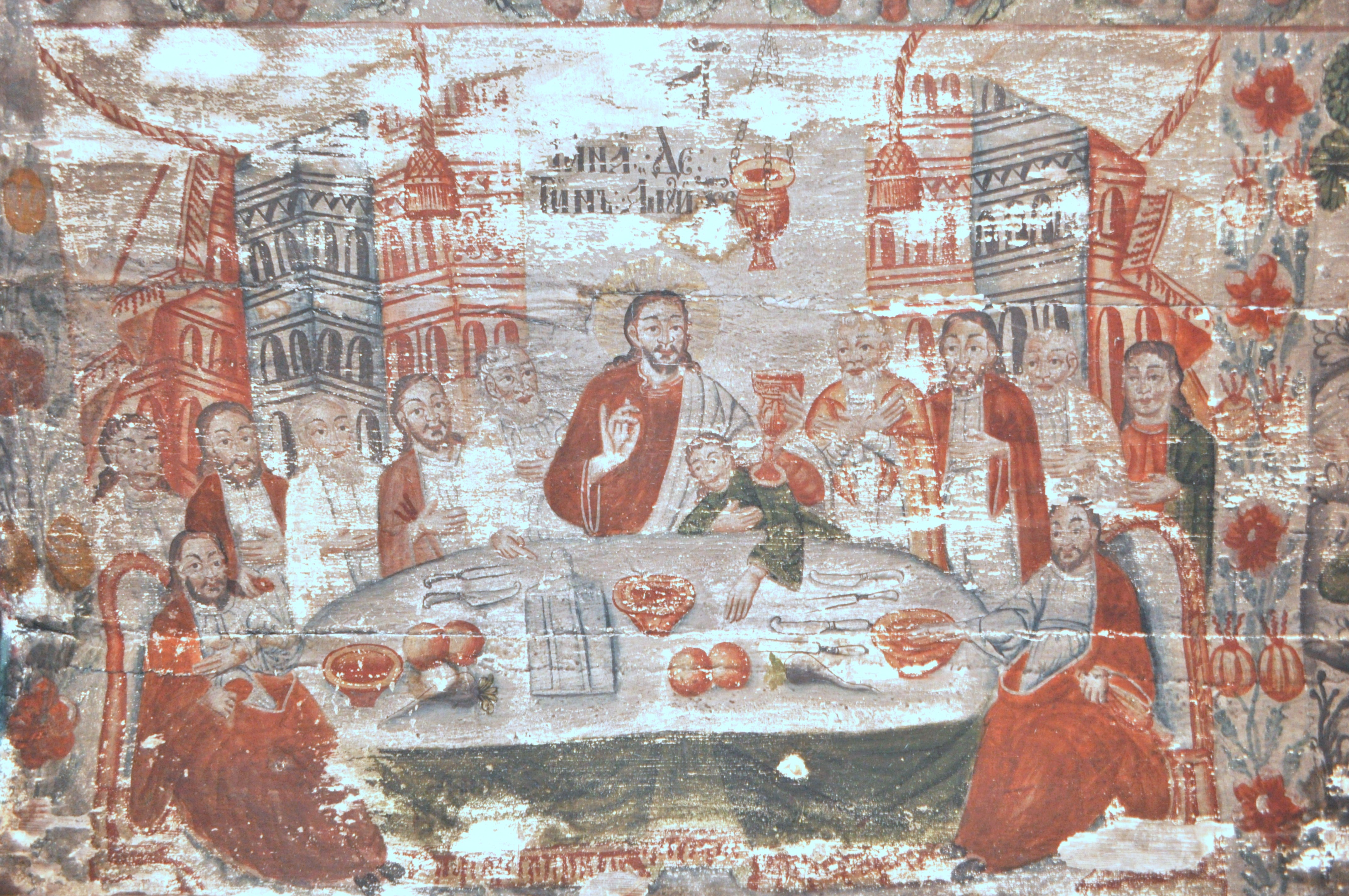
Cina cea de Taină

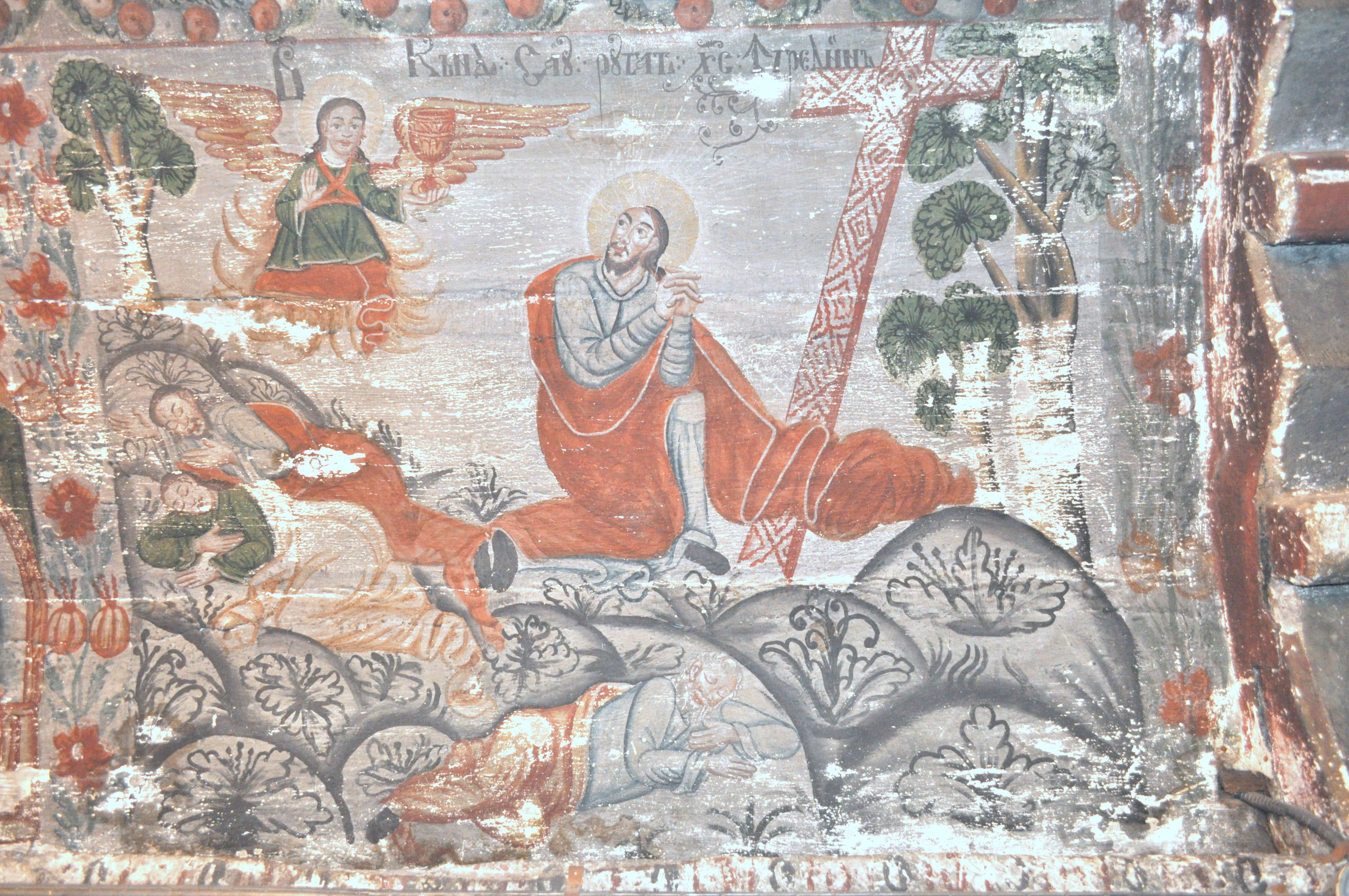
Rugăciunea de pe Muntele Măslinilor

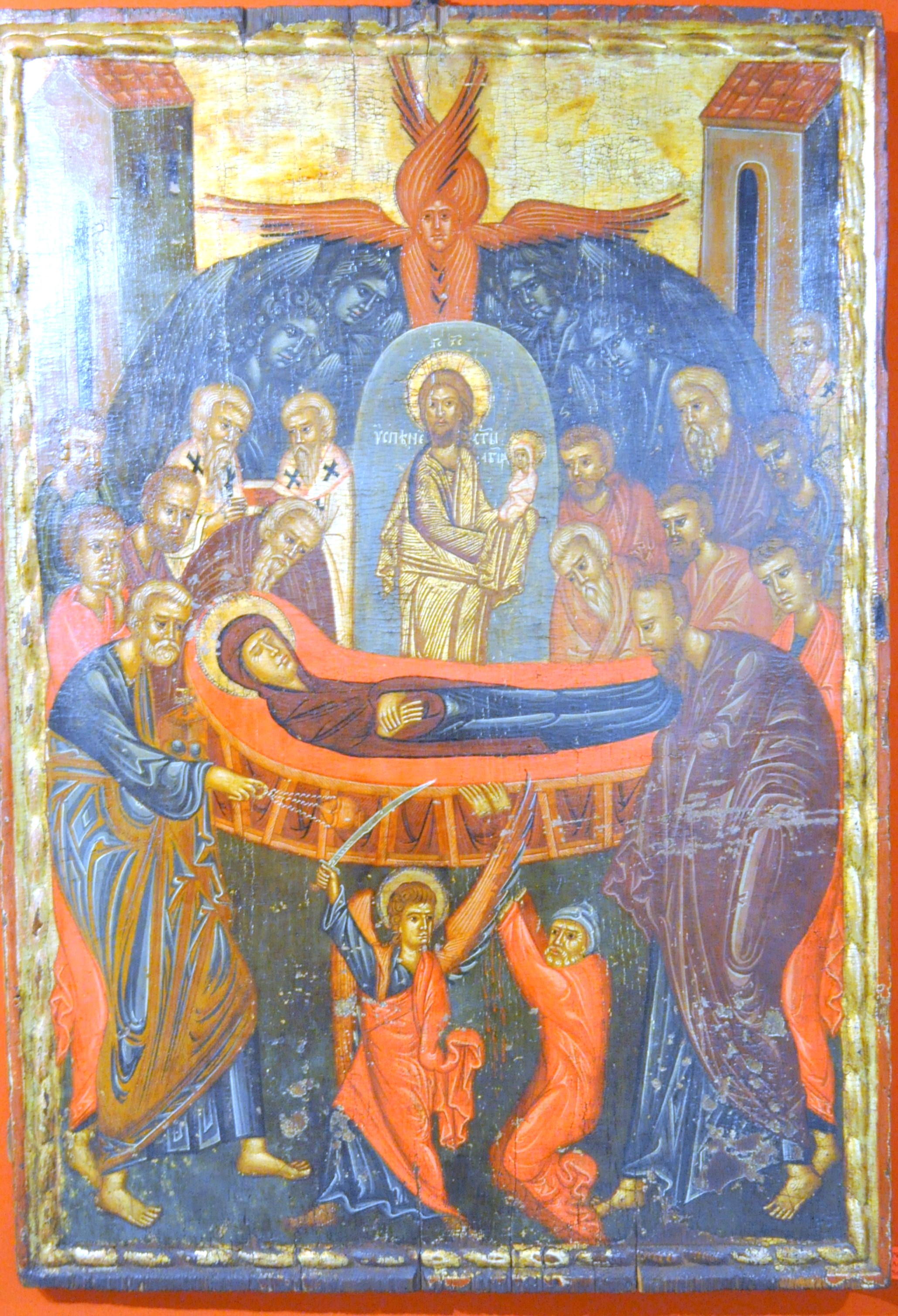
Adormirea Maicii Domnului (pictor moldovean, începutul secolului XVI)

Biserica de lemn din Nadășu, comuna Izvoru Crișului, județul Cluj, este construită în 1720. Are hramul „Sfinții Arhangheli Mihail și Gavriil”. Biserica se află pe noua listă a monumentelor istorice sub codul LMI:  CJ-II-m-B-07718.

## Istoric
Vârstnicii își aminteau în anii 1970 că pe portalul bisericii existase o inscripție în care stătea scris: „1720, cu banii satului, meșter Chiran Ion a Surdului”. Biserica satului Nadășu, cu hramul „Sfinții Arhangheli Mihail și Gavril”, s-a construit în anul 1720 de către credincioșii satului.
Meșterii constructori au fost: Ghiran Ioan, zis al Surdului cu fiul său tot Ghiran Ioan.
Nu se știe de cine a fost sfințită biserica și nici în timpul cărui preot paroh.
Primul preot cunoscut este Simion Popovici, care a păstorit de la un an necunoscut și până în anul 1851. Între anii 1851-1861 a păstorit preotul Gligor Popovici, care conducea matricolele cu litere chirilice. Între anii 1861-1913 a păstorit preotul Nicolae Roșescu, iar de la această dată și până în 1963 a păstorit preotul Păltineanu Dumitru. Între anii 1963-1968 a păstorit preotul Enache Gheorghe. Între anii 1969-1975 a păstorit preotul Semerean David, iar între anii 1975-1982 a păstorit preotul Pop Simion. Între anii 1983-1988 a păstorit preotul Rogozan Eugen, după care, între anii 1989-1991 a urmat preotul Ștescu Gligore. Între anii 1991- 1992 a păstorit preotul Herdea Traian. Între 1992-2011 preotul Sîmpelean Dănuț, fiu al satului, iar din 2011-prezent pr. Văcariu Nicolae Marian.
Pictura de pe bolți și de pe pereții laterali este foarte veche, având o valoare artistică foarte mare.
În anul 1862 naosul bisericii a fost mărit cu 3 metri și pronaosul cu 1 metru.
Partea prelungită a bisericii a fost pictată în anul 1890 de către un pictor de la mănăstirea Nicula, pe nume Dionisie Iuga.
În anul 1930 a fost restaurată, acoperită în întregime cu șindrilă, iar mai târziu s-a acoperit din nou partea nordică a bisericii tot cu șindrilă.
Biserica nefiind atestată ca monument istoric, în timpul comunismului, fiind într-o stare avansată de degradare, în anul 1988, în timpul păstoriri preotului Rogozan Eugen, a fost restaurată din nou și acoperită cu tablă.
Din anul 1992, de când preotul Sîmpelean Dănuț a păstorit această parohie, s-au făcut mai multe lucrări de întreținere, atât la lăcașul de cult, cât și la casa parohială. În ultimii ani, biserica din Nadășu are un nou preot, Marian Văcariu, care a utilizat fiecare oportunitate pentru infrumusețarea bisericii și a inspirat enoriasii din sat. 

## Trăsături
Biserica de lemn Sfinții Arhangheli Mihail și Gavriil, din satul Nadăș, comuna Izvoru Crișului, înconjurată de toate părțile de crucile cimitirului sătesc, a fost edificată din bârne de stejar, în tehnică Blockbau, unde grinzile sunt îmbinate în cheotoare dreaptă și în coadă de rândunică, pe o temelie de piatră peste care tălpile construcției se remarcă prin dimensiunile lor mai mari.
Sub aspect planimetric distingem pronaosul, de 5,80/5 și naosul 9,30/5m, înscrise într-o formă rectangulară, ce se continuă prin absida decroșată a altarului cu pereții retrași și unghi în ax. Pe latura sudică a dreptunghiului pronaosului și naosului există un pridvor destul de spațios, marcat de opt stâlpi prinși jos în talpa prispei, iar sus în cunună, cu contrafișe. Pe această latură se afla și ușa inițială de intrare în pronaos.
Pronaosul este tăvănit, de pe grinzile laterale fiind înălțați și consolidați stâlpii care formează structura de bază a turnului clopotniță și sistemul de susținere a coifului. Acesta se ridică peste galeria dechisă, cu câte trei arcade semicirculare pe latură, situate cam la nivelul coamei acoperișului. De aceea, coiful octogonal înscris în baza pătrată, flancat pe poală de patru turnulețe, de o deosebită distincție, pare mult mai înalt și mai svelt decât este el în realitate.
În pereții Blockbau ai naosului se poate observa cum, la una din restaurările efectuate, probabil în a doua jumătate a veacului al XIX-lea, naosul a fost prelungit cu 3,25 m, desigur cu scopul de a face față sporului natural al populației din Nadăș, care avea în 1891, de trei ori mai multe suflete decât cu un secol mai devreme.
La intrarea în cimitir și la biserică există o portiță monumentală din stejar, decorată cu motive geometrice (rozete) și cu motivul vrejul viței de vie, stilizat, dar, din păcate, cu acoperișul distrus. În 1988, biserica a fost acoperită cu tablă, pierzând astfel sub aspect estetic.

## Imagini din exterior

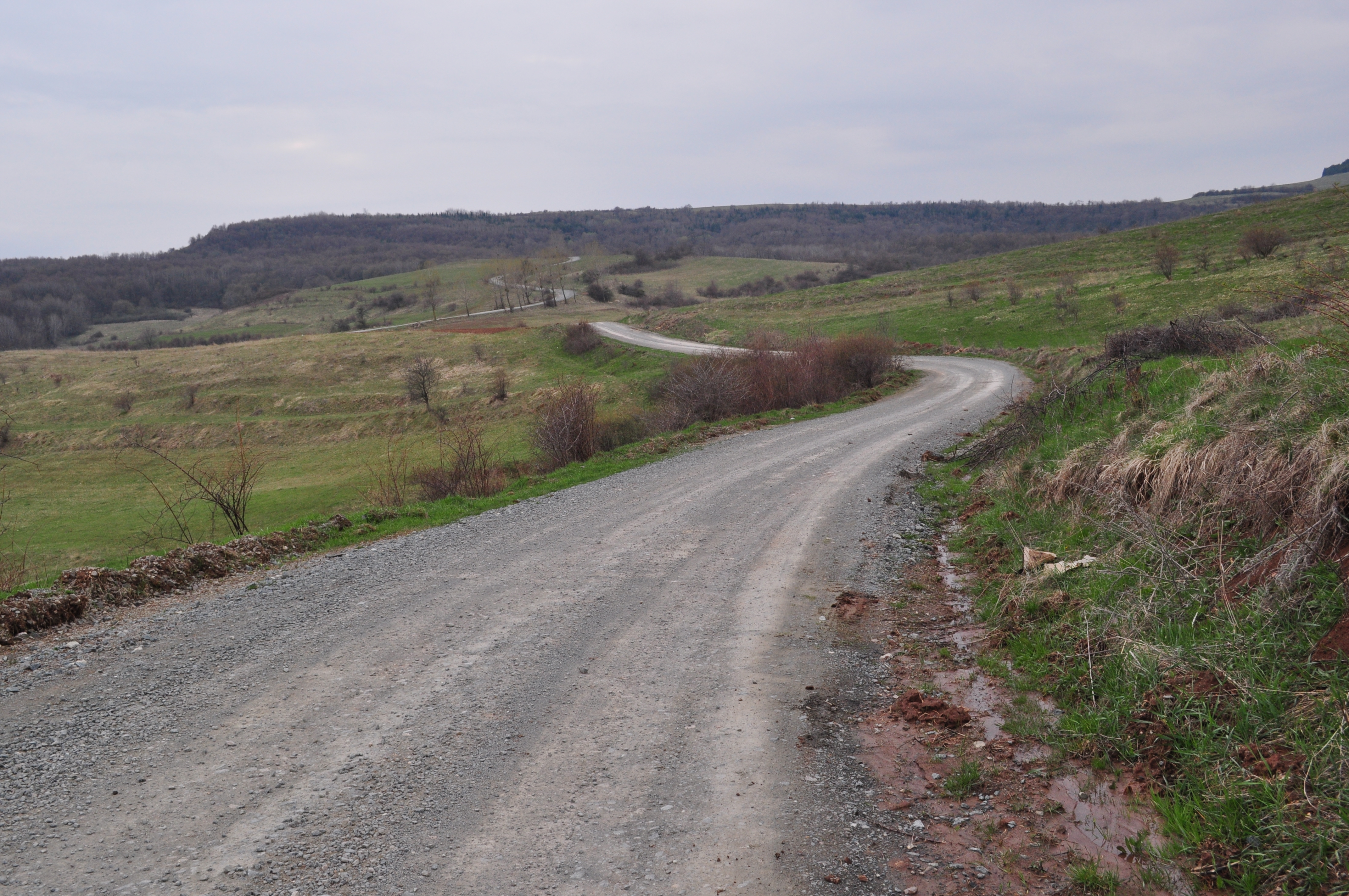
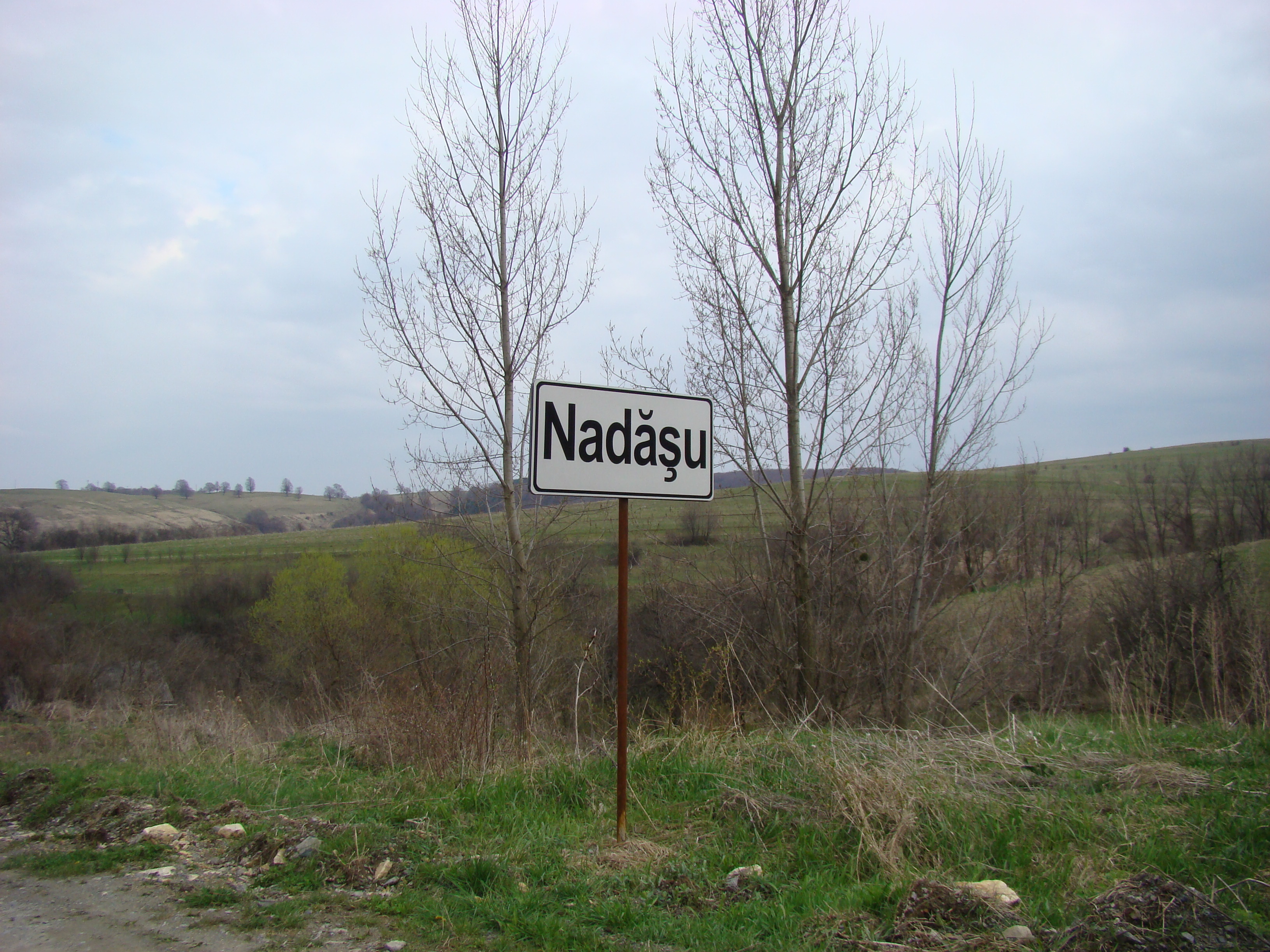
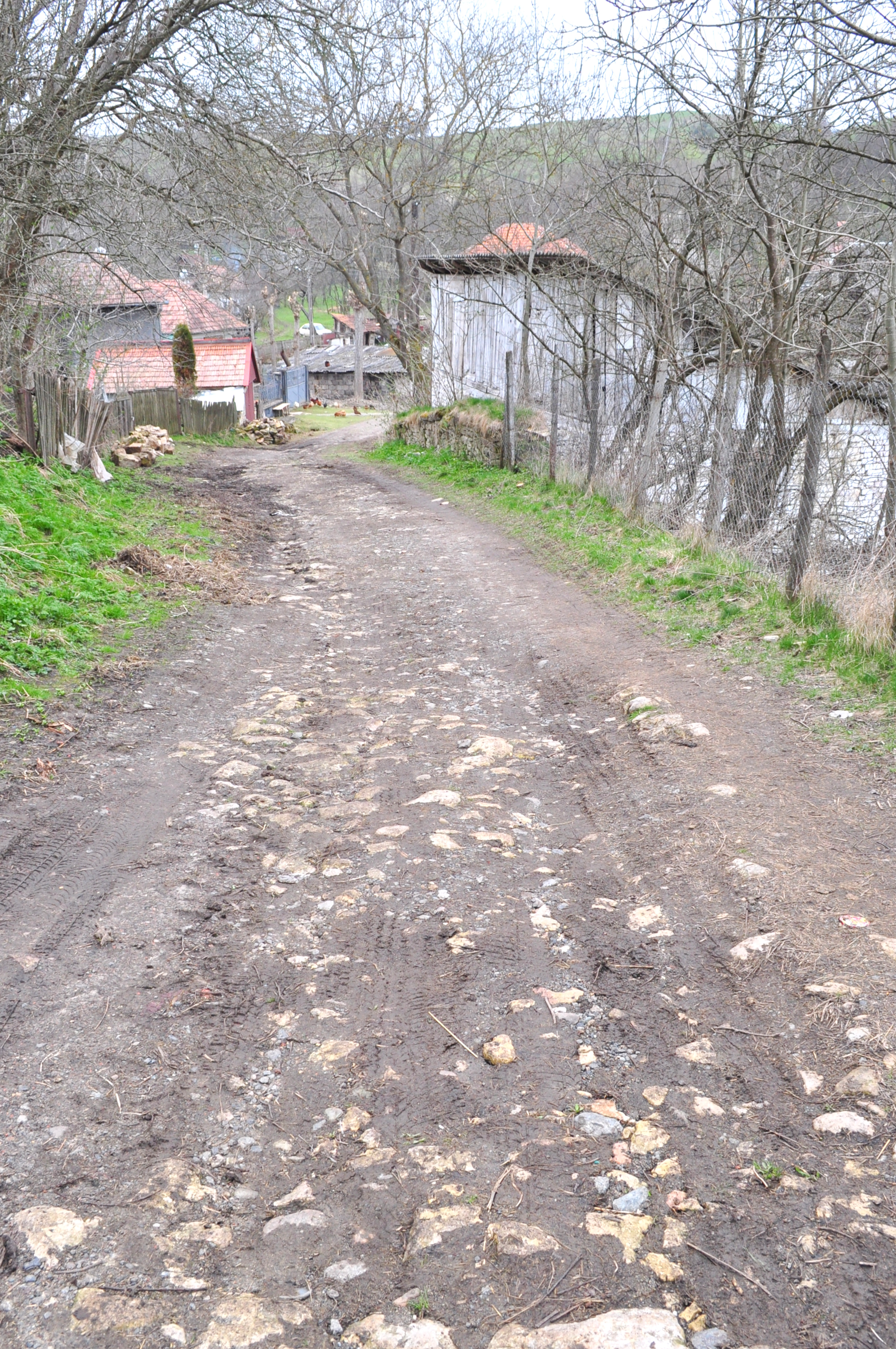
Drumul spre biserică
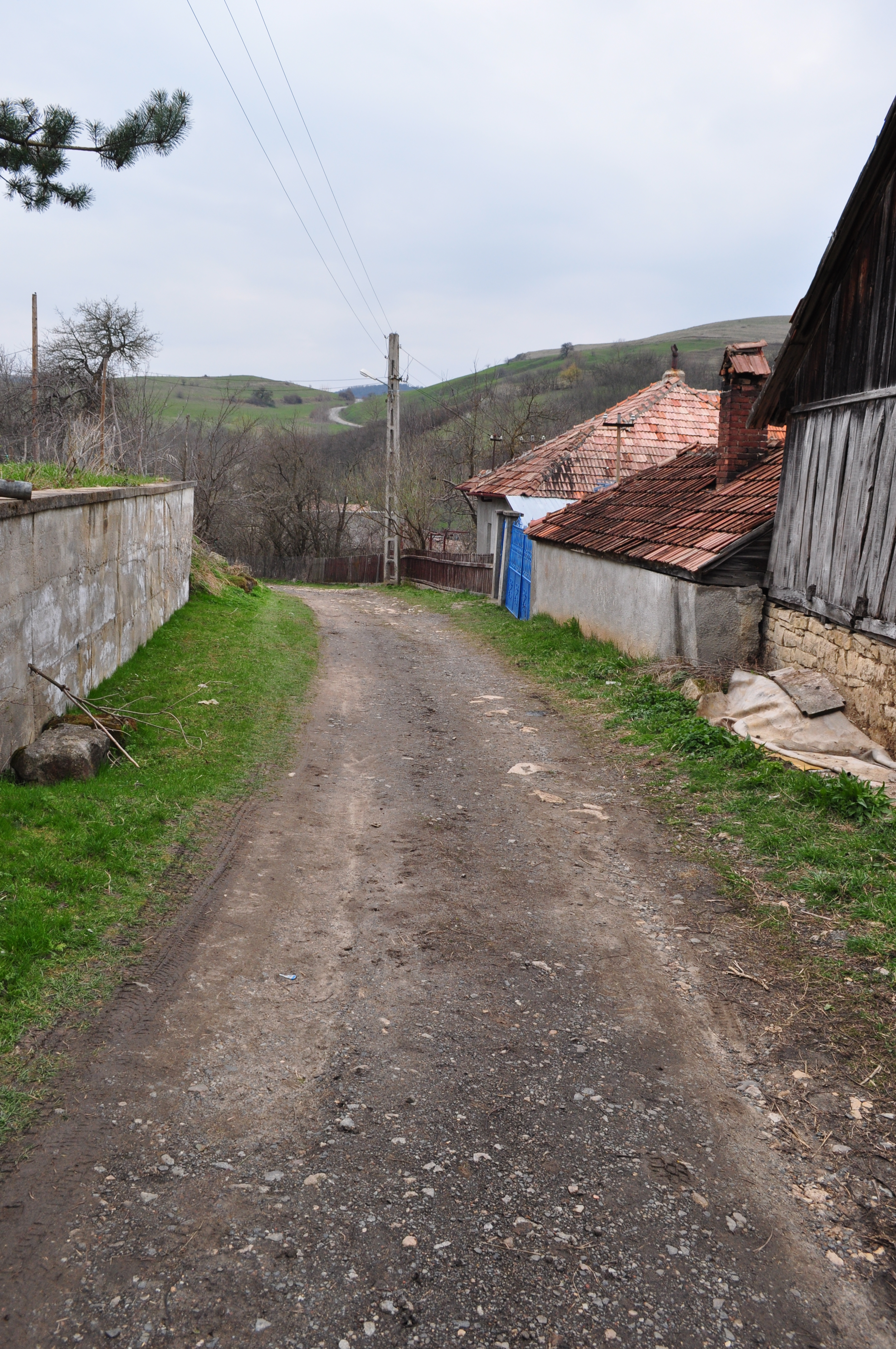
Drumul spre biserică
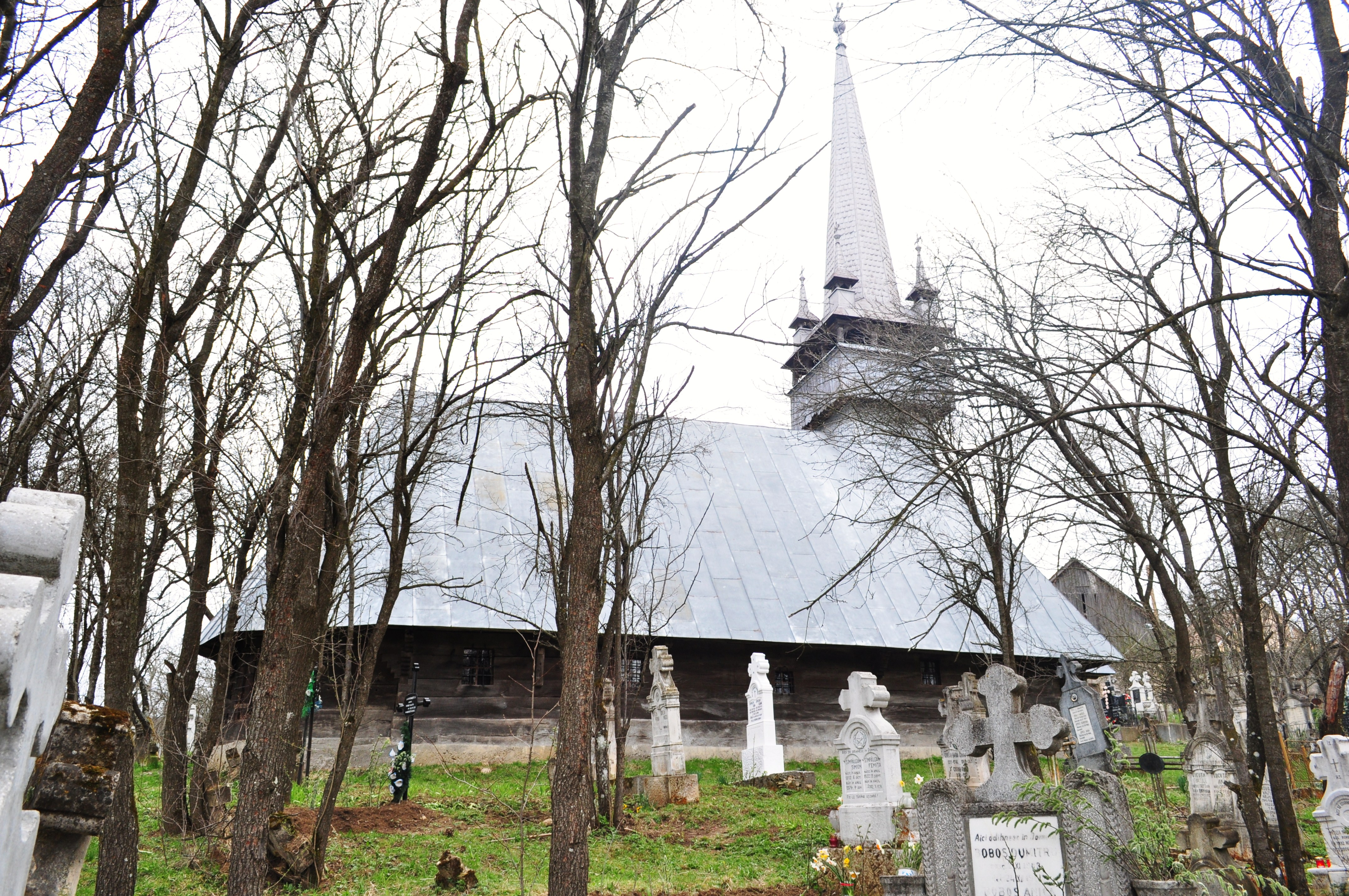
Biserica (nord)
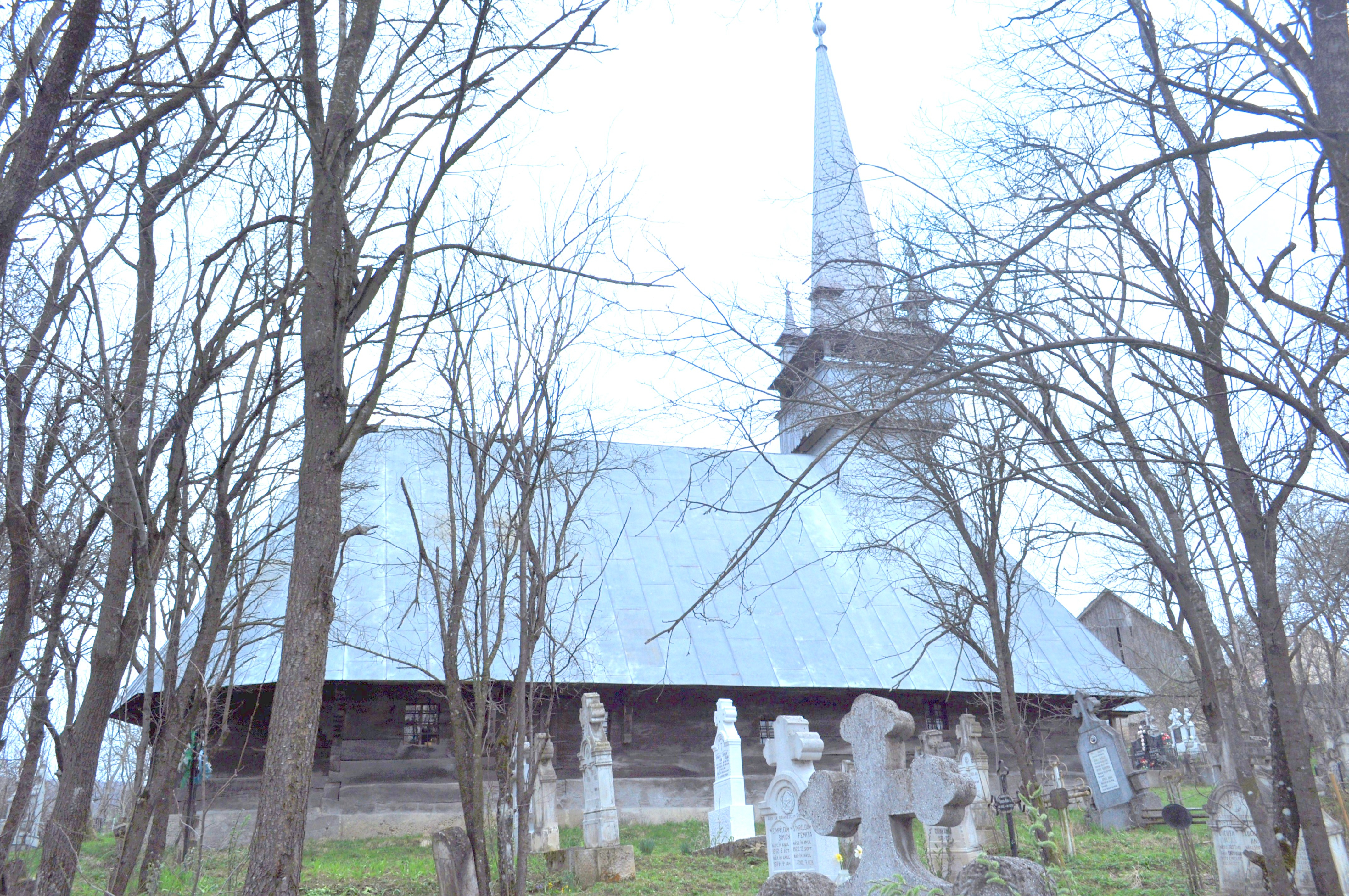
Biserica (nord)
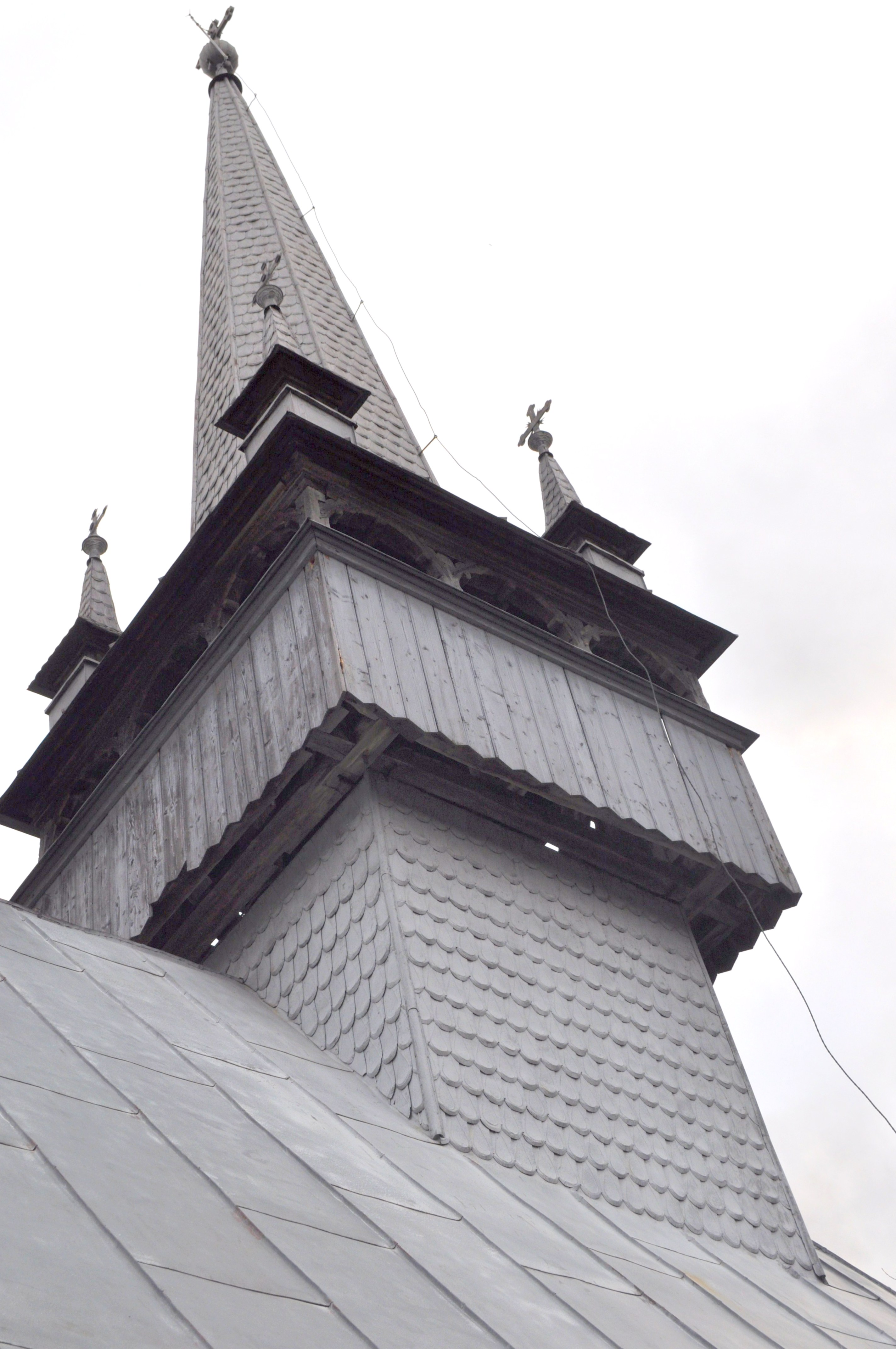
Turnul-clopotniță
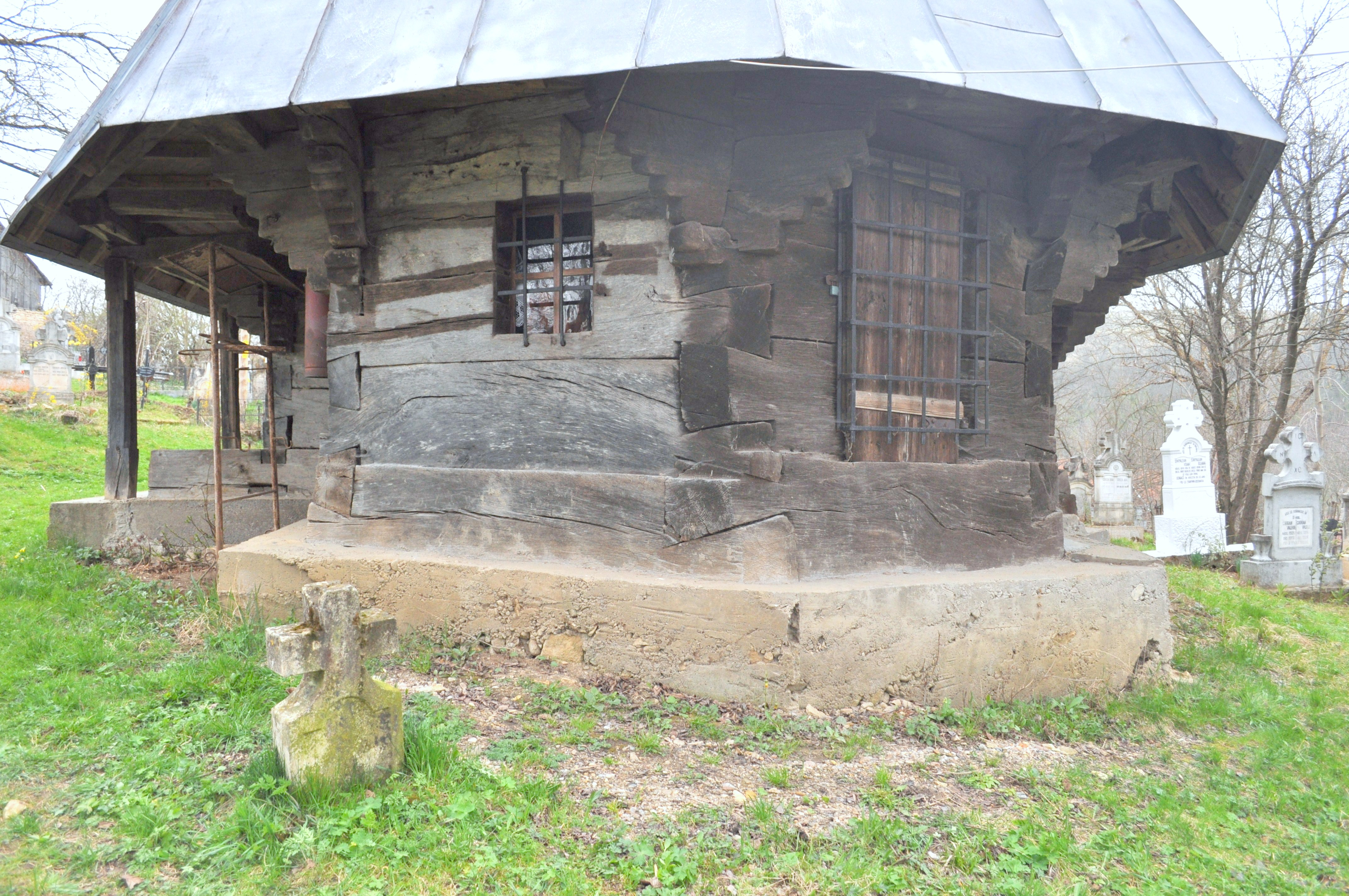
Absida altarului
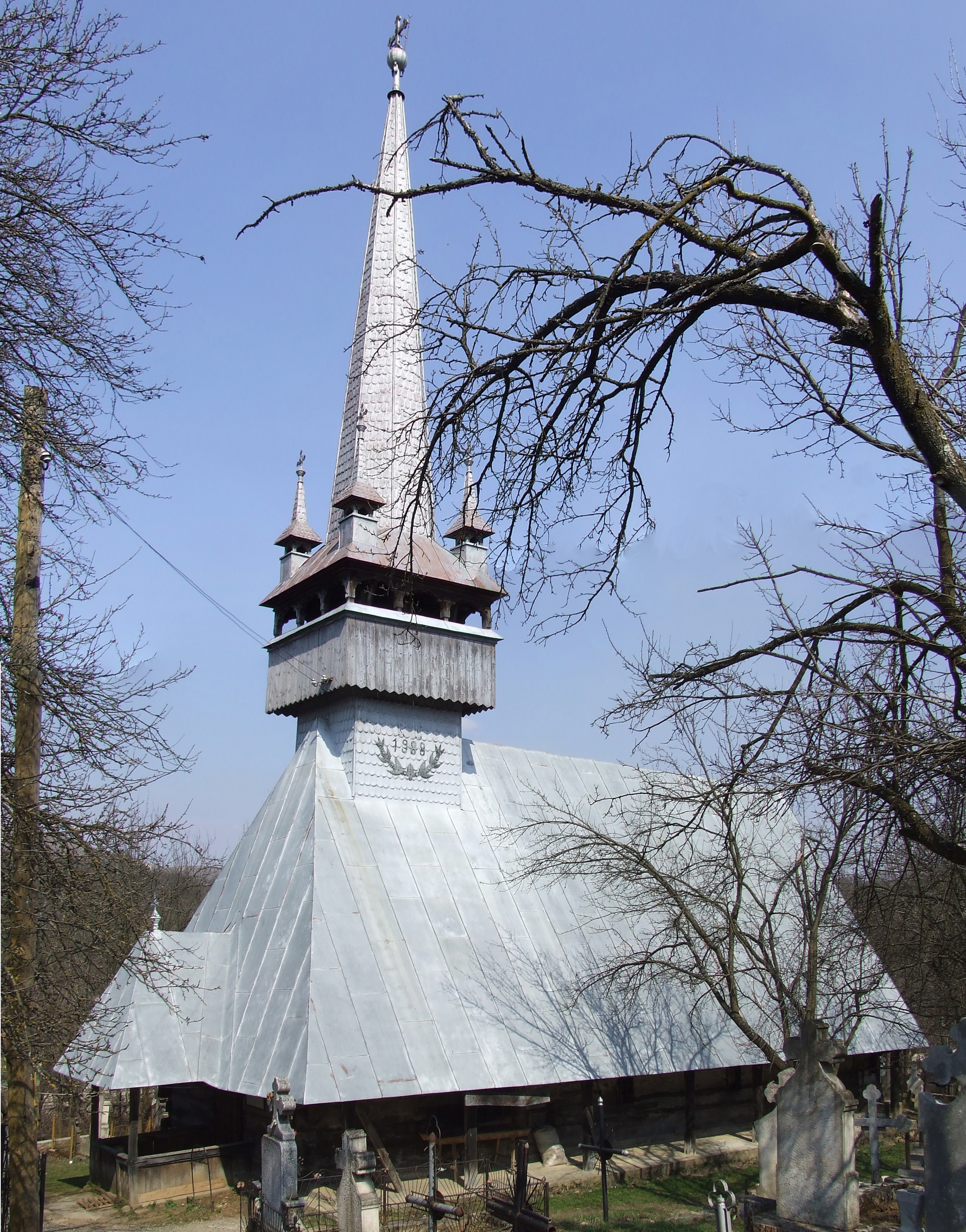
Biserica (sud-vest)
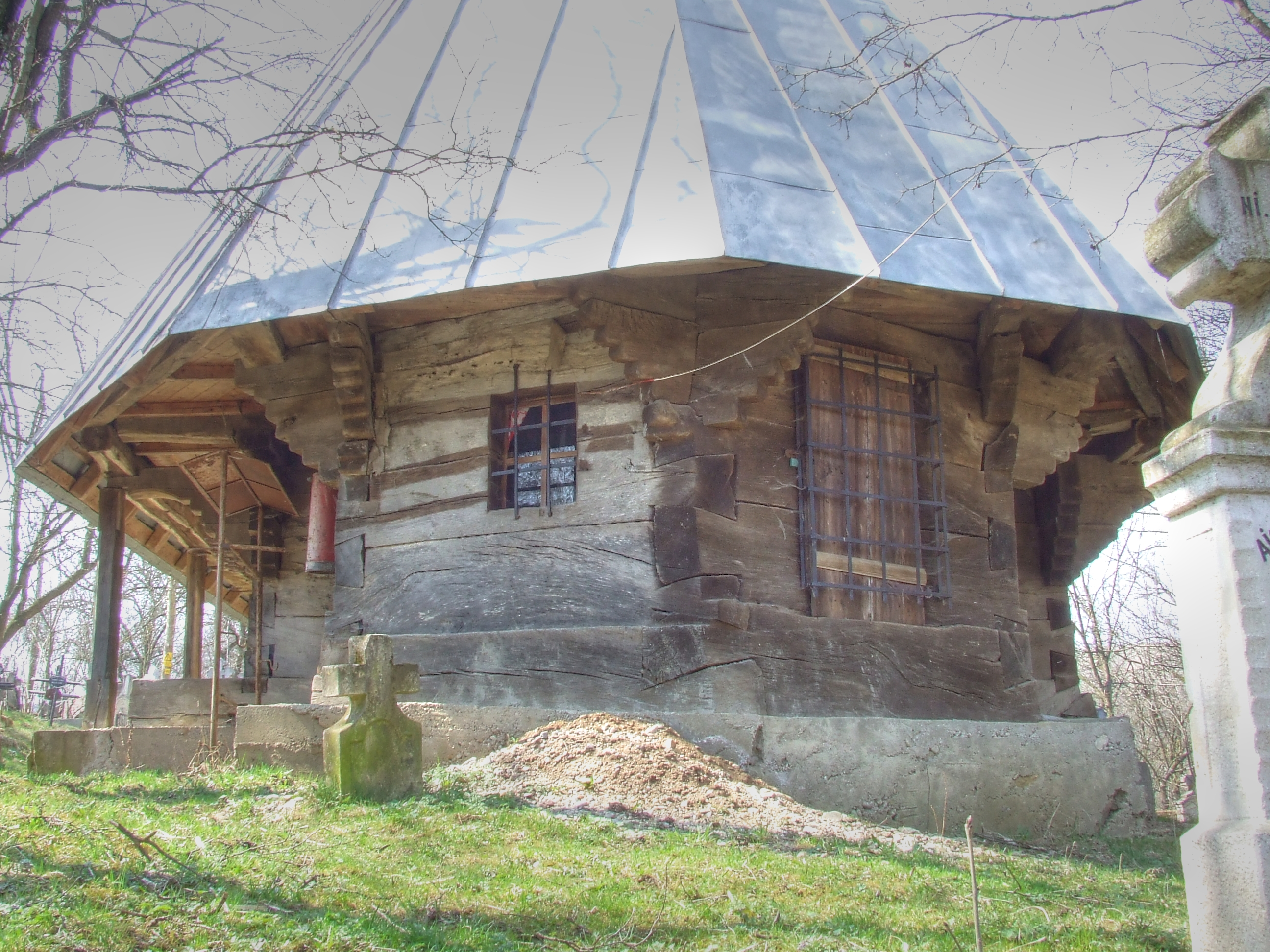
Absida altarului
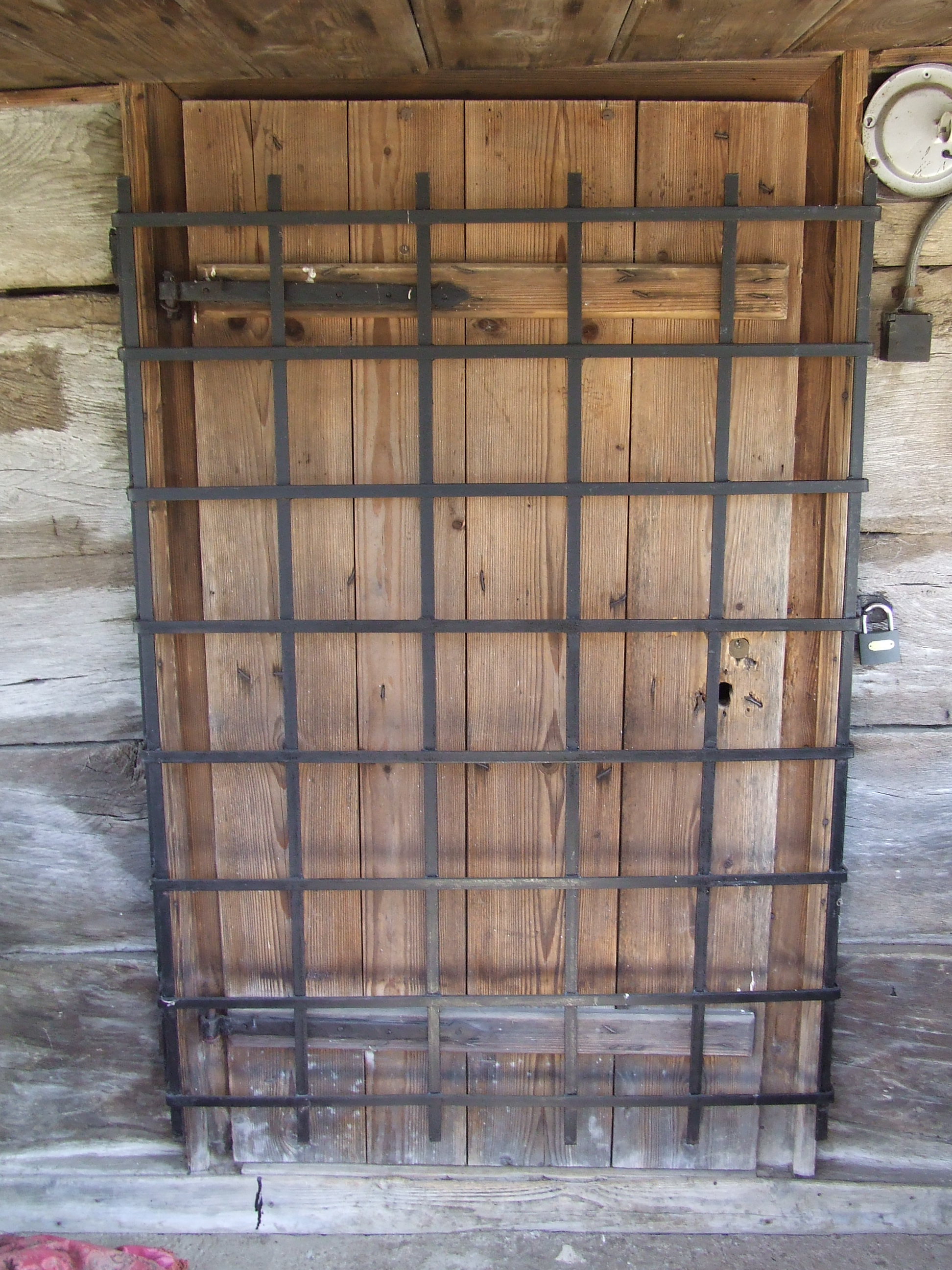
Intrarea în biserică
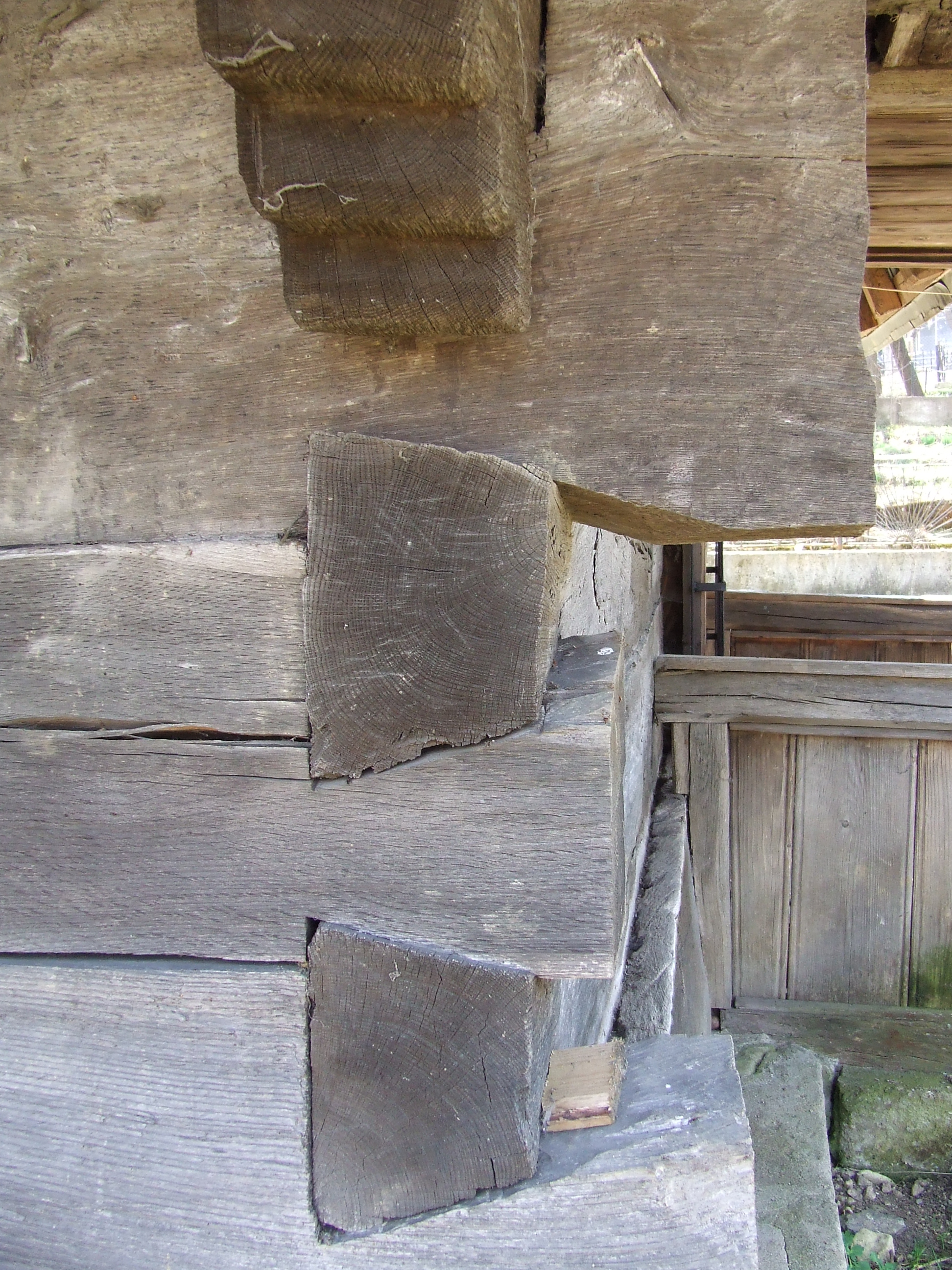
Îmbinare
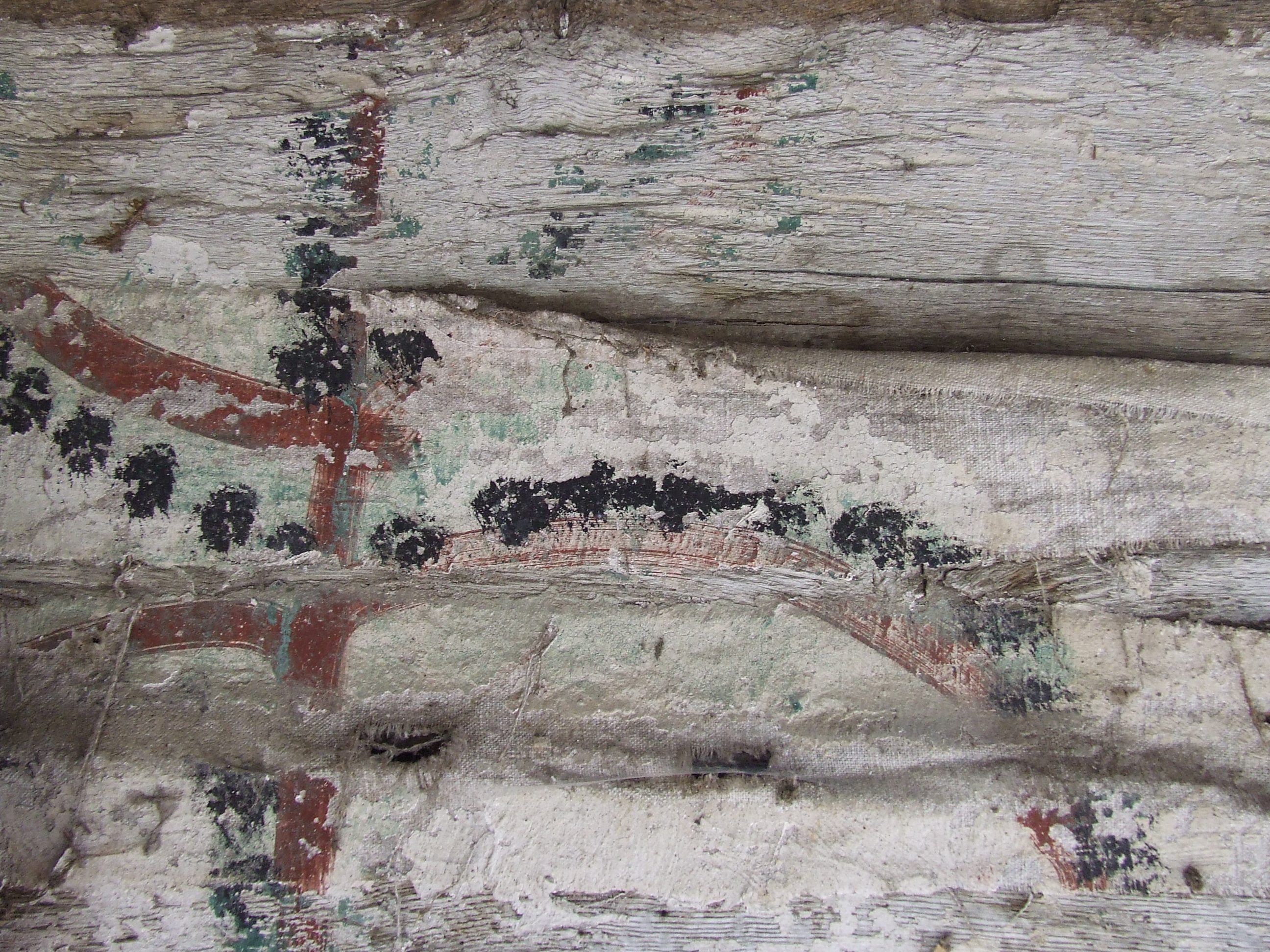
Urmele picturii exterioare
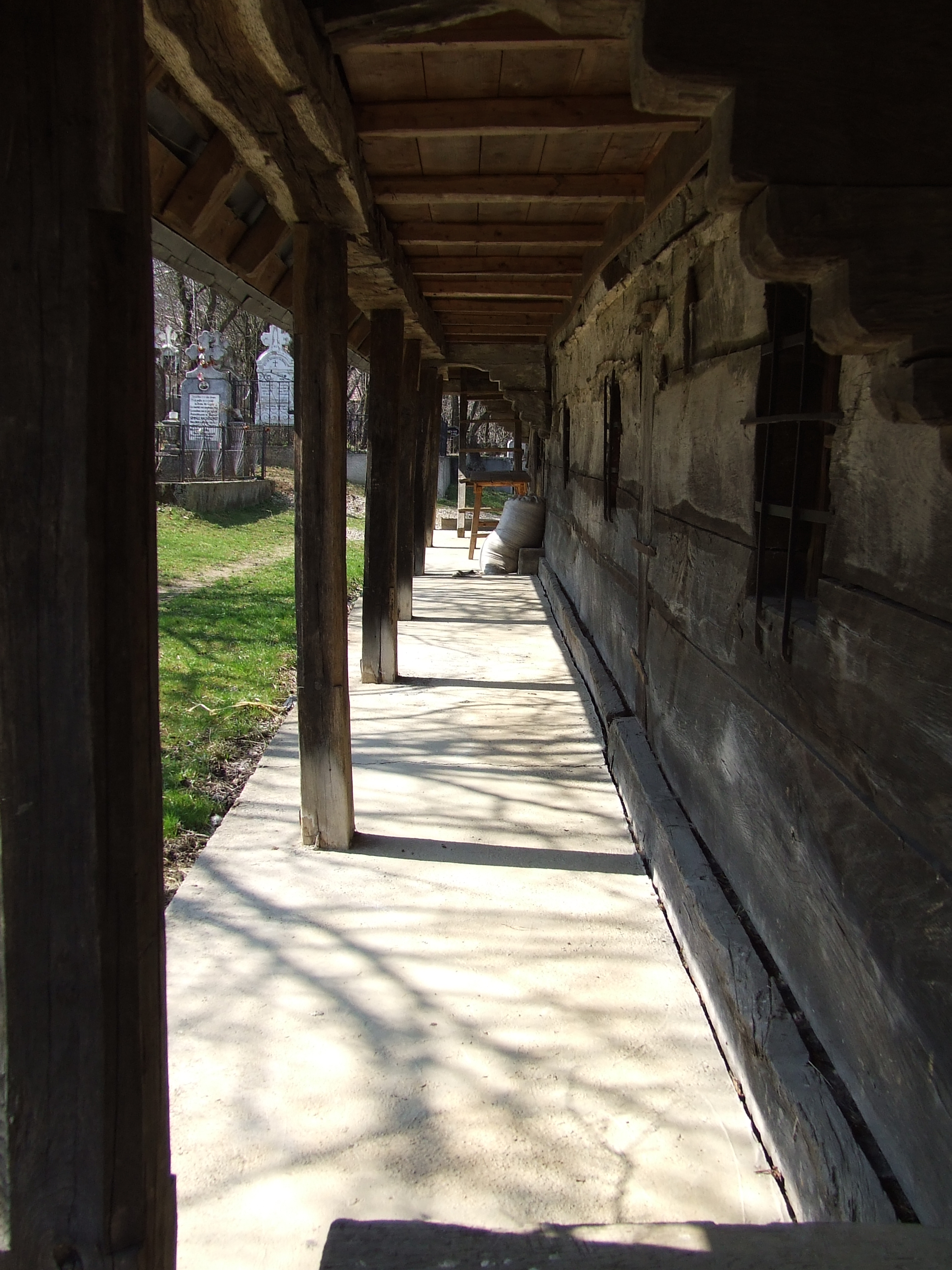
Vedere din prispa bisericii
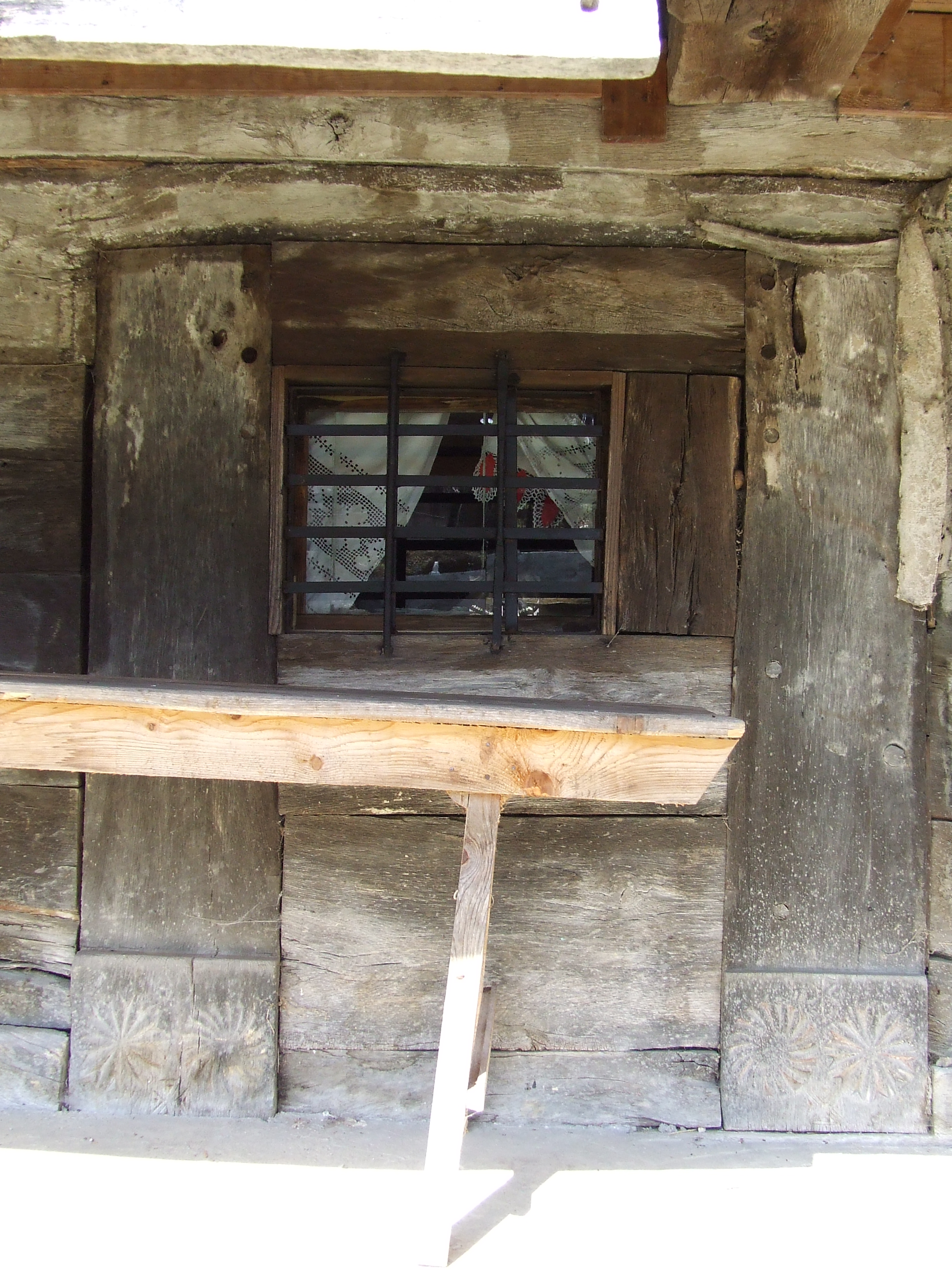
O veche intrare
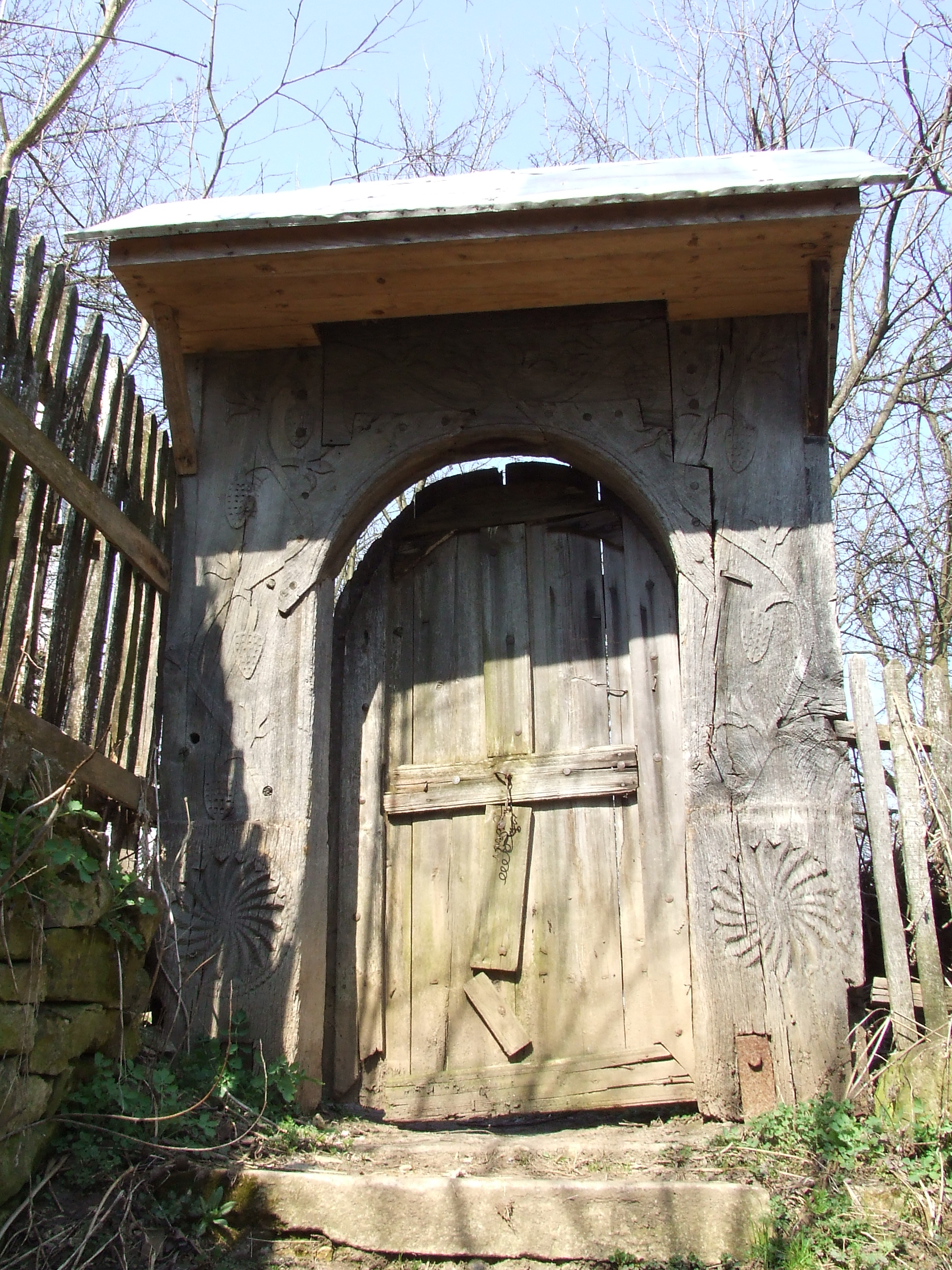
Intrarea în curtea bisericii
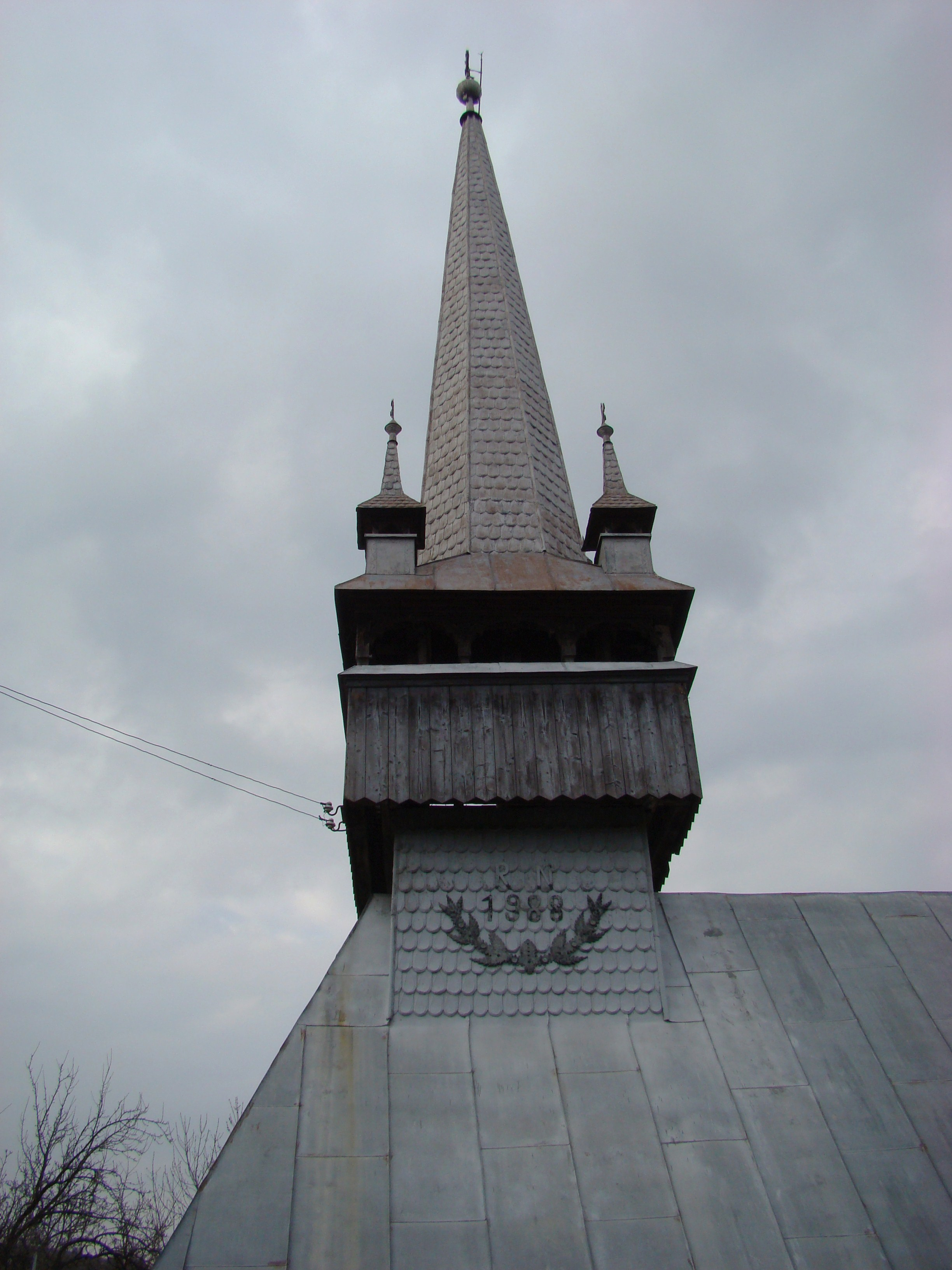
Turnul-clopotniță
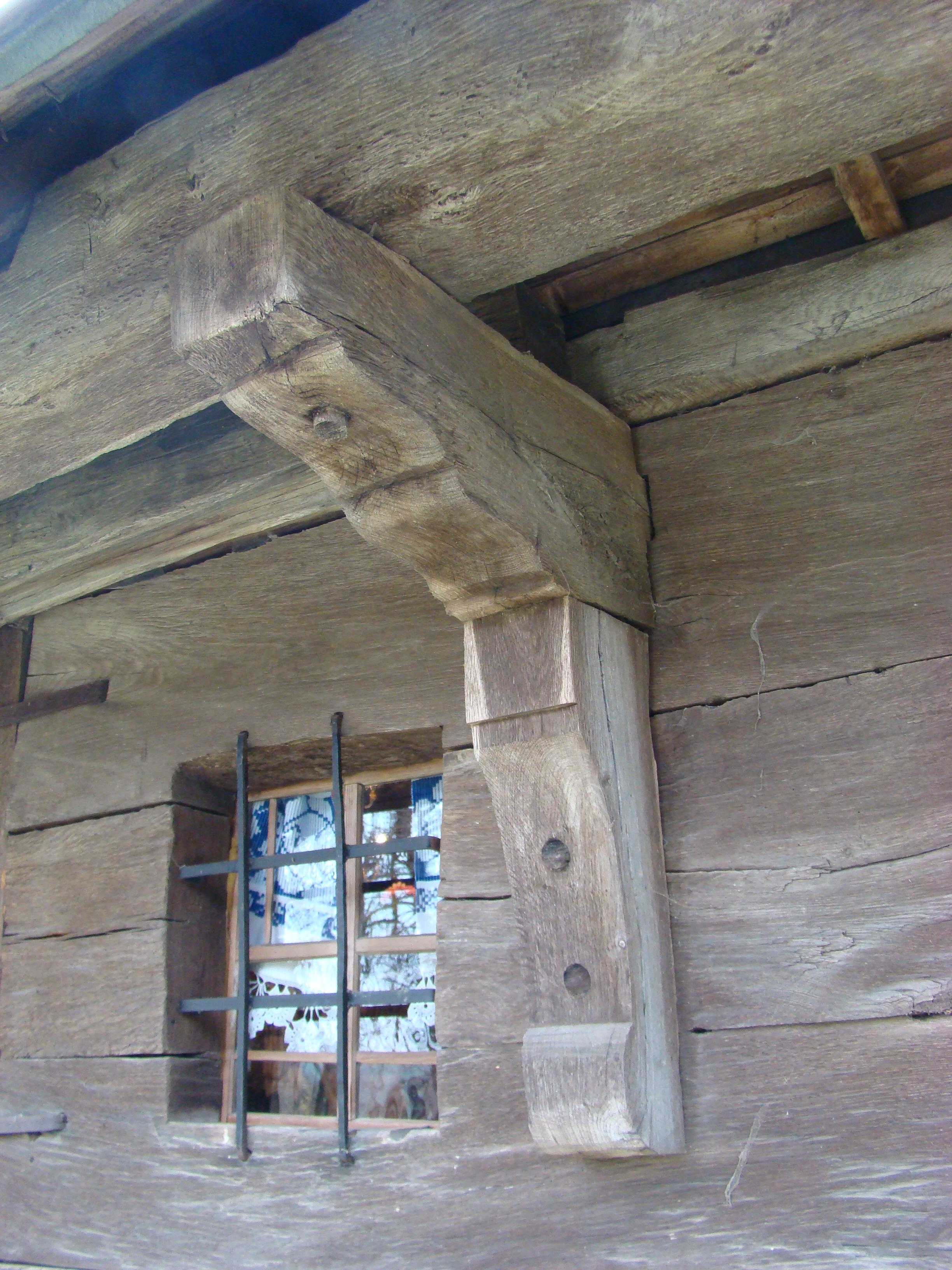
Consolă
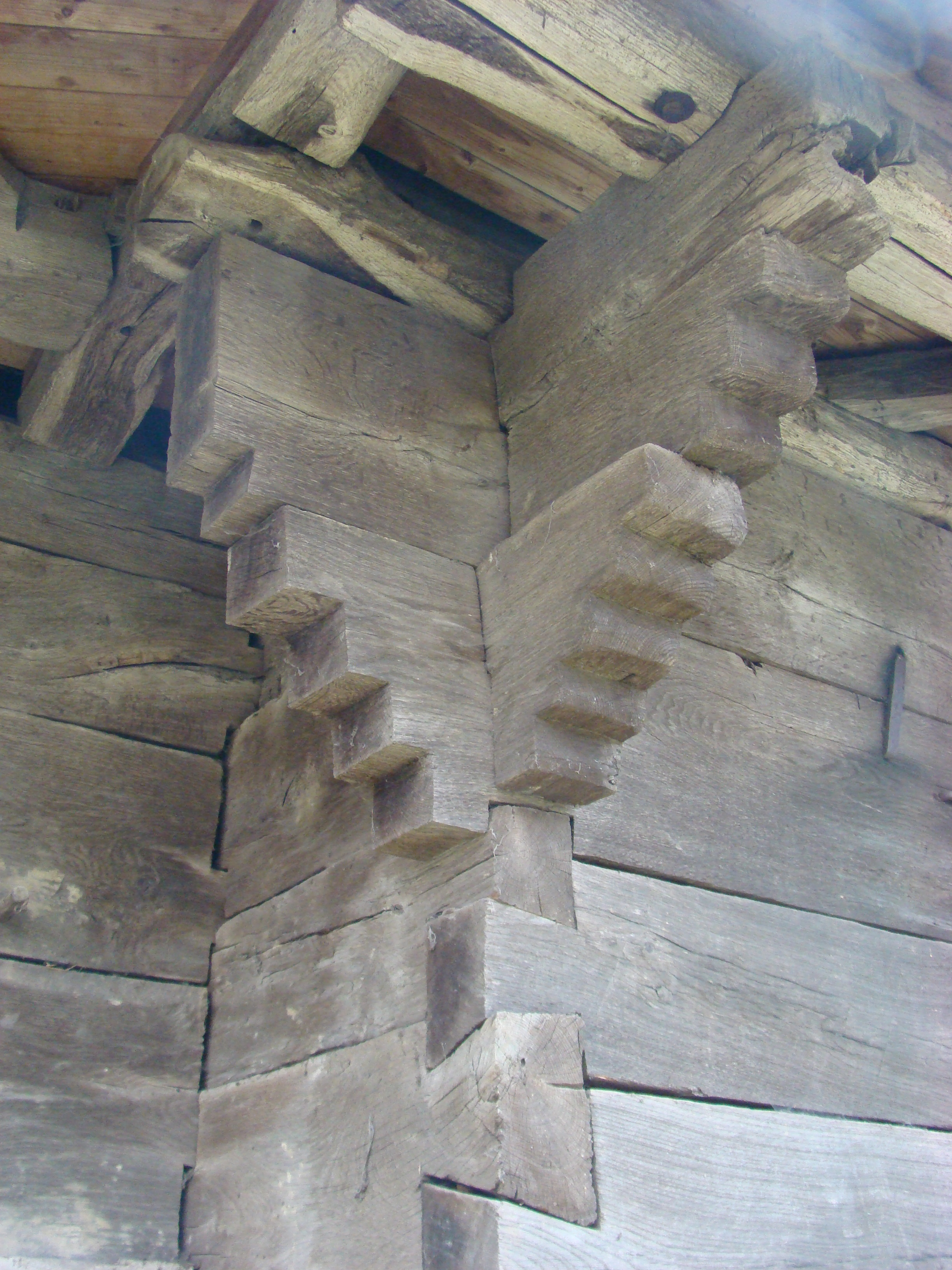
Console
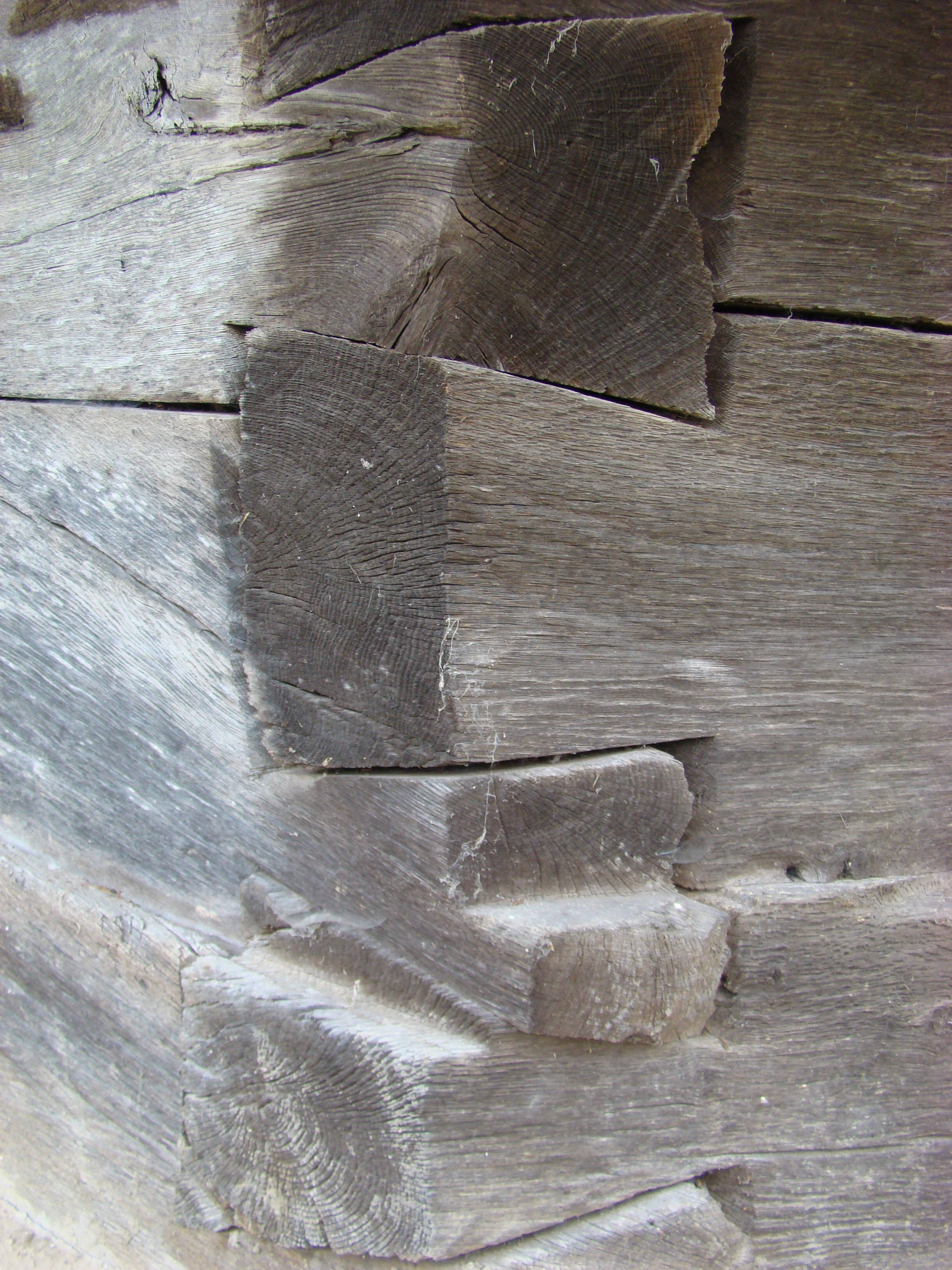
Îmbinări
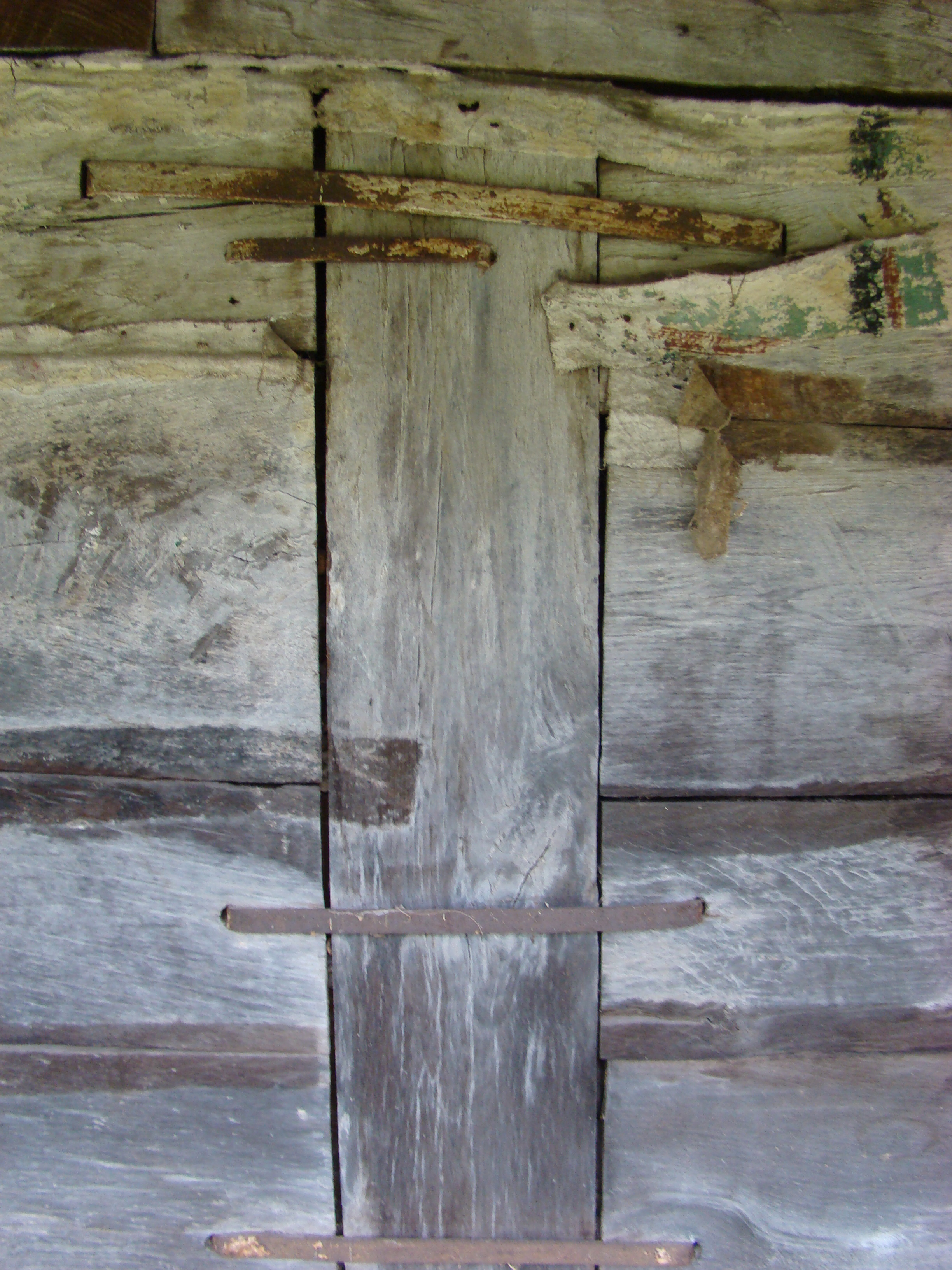
Îmbinări
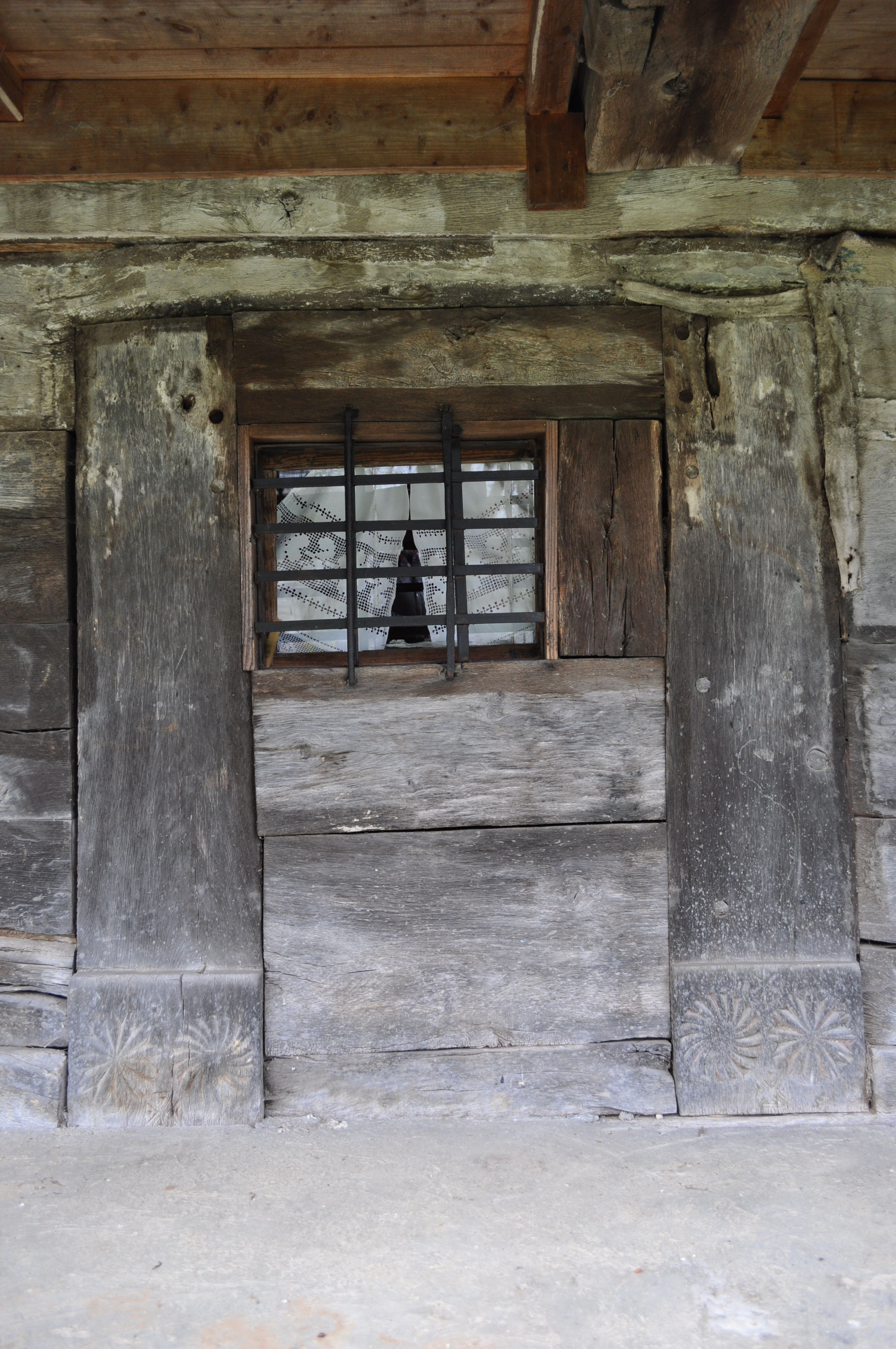
Veche intrare pe latura sudică

## Imagini din interior

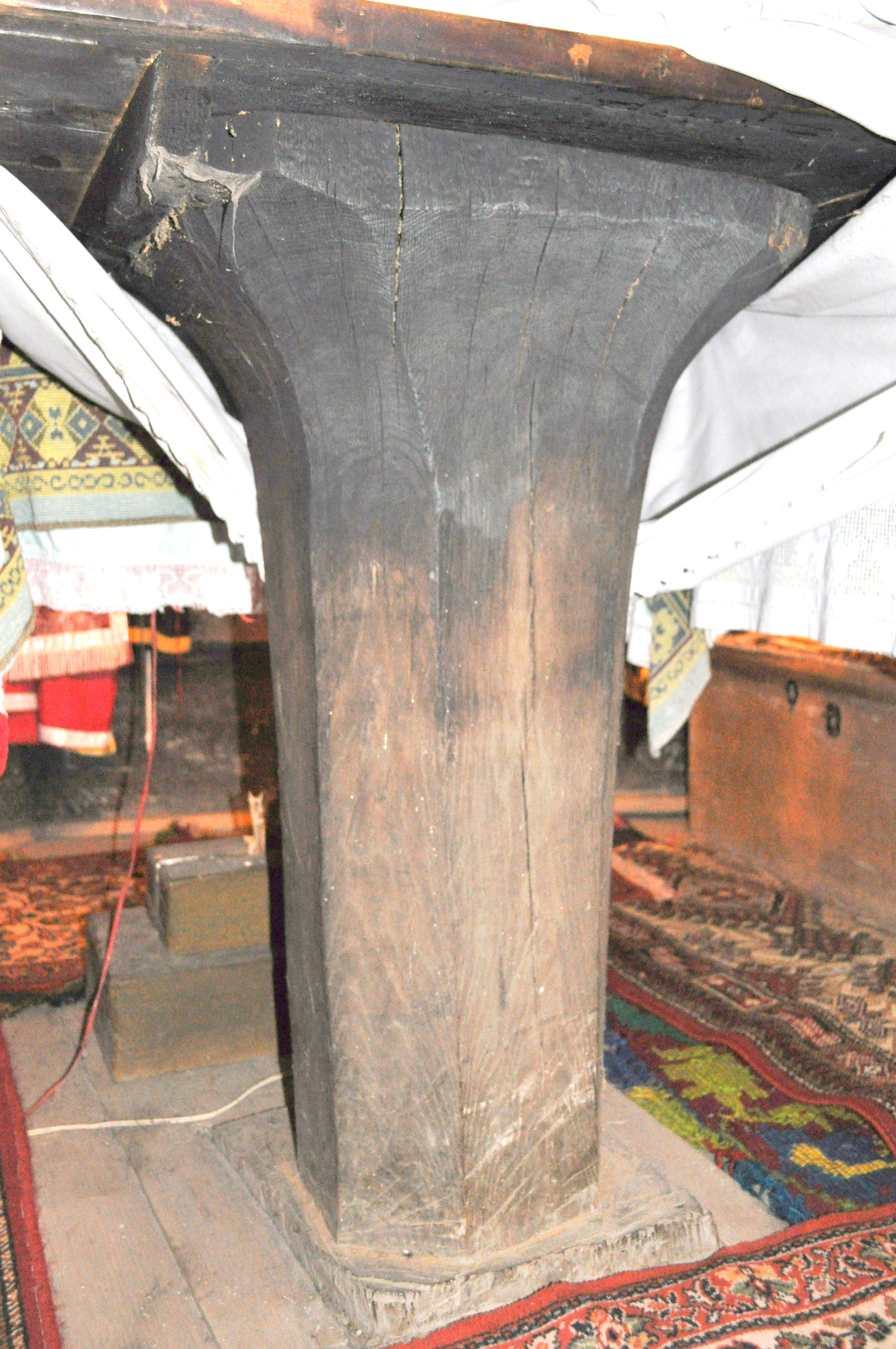
Piciorul mesei altarului
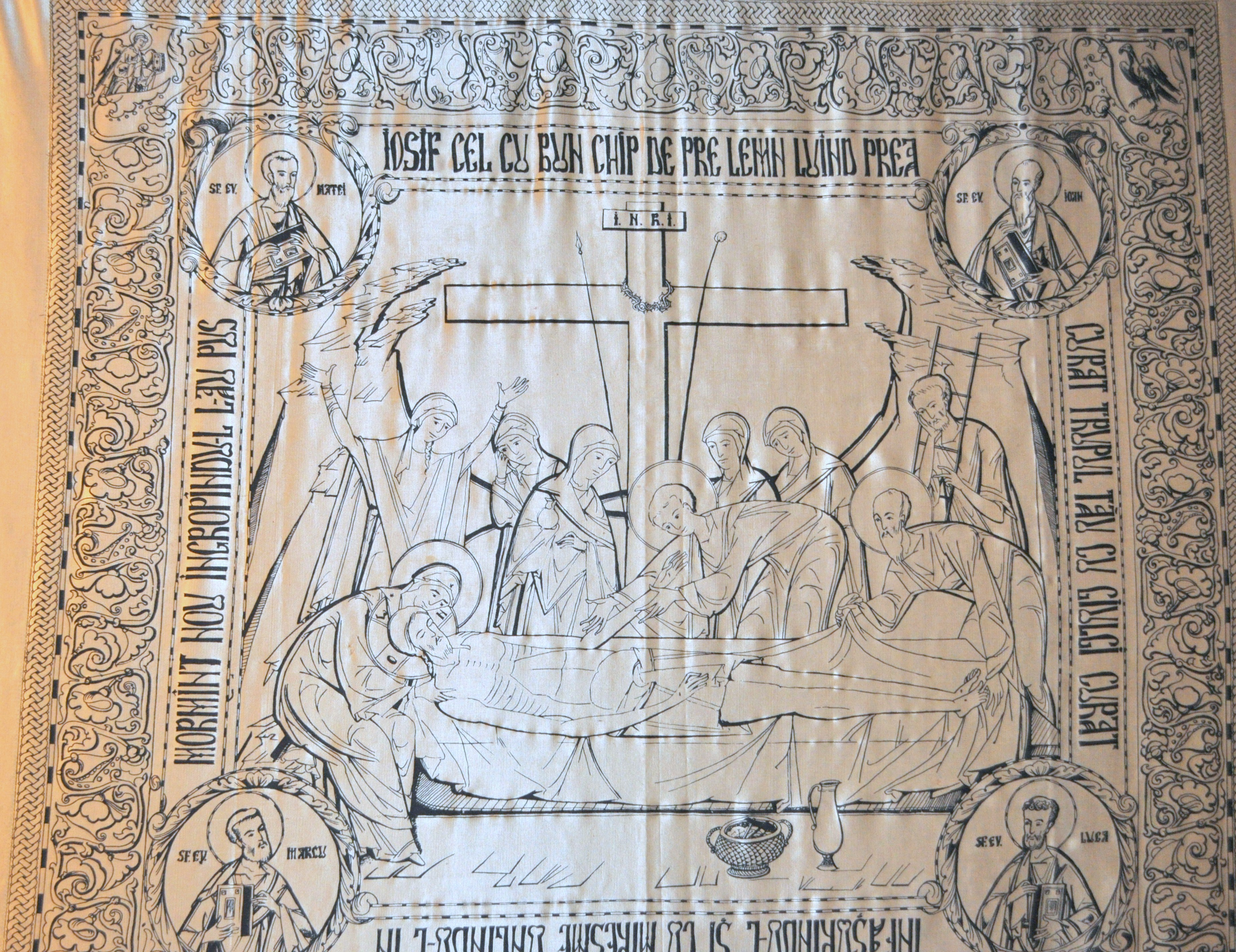
Epitaful
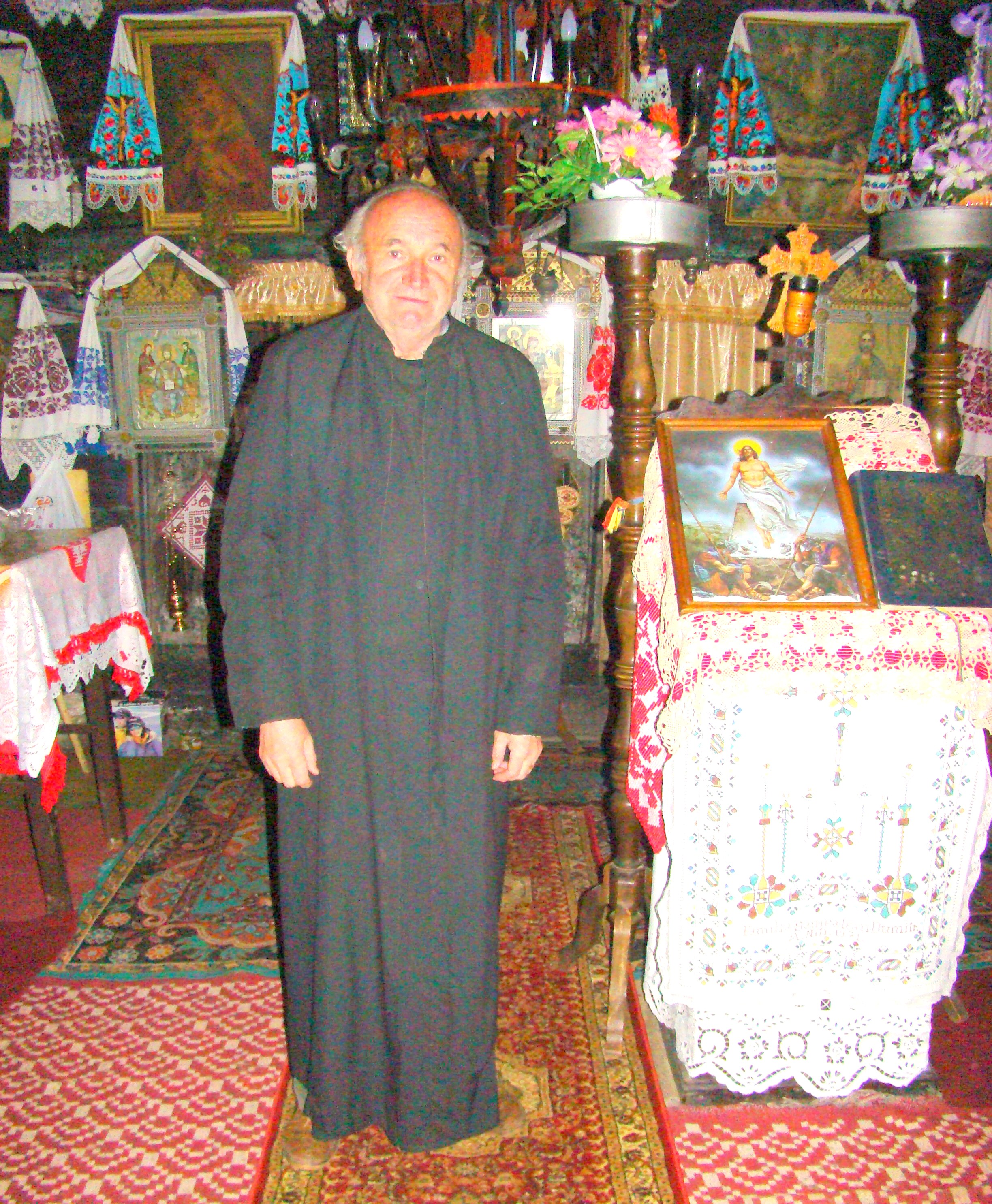
preotul paroh Sîmpelean Dănuț
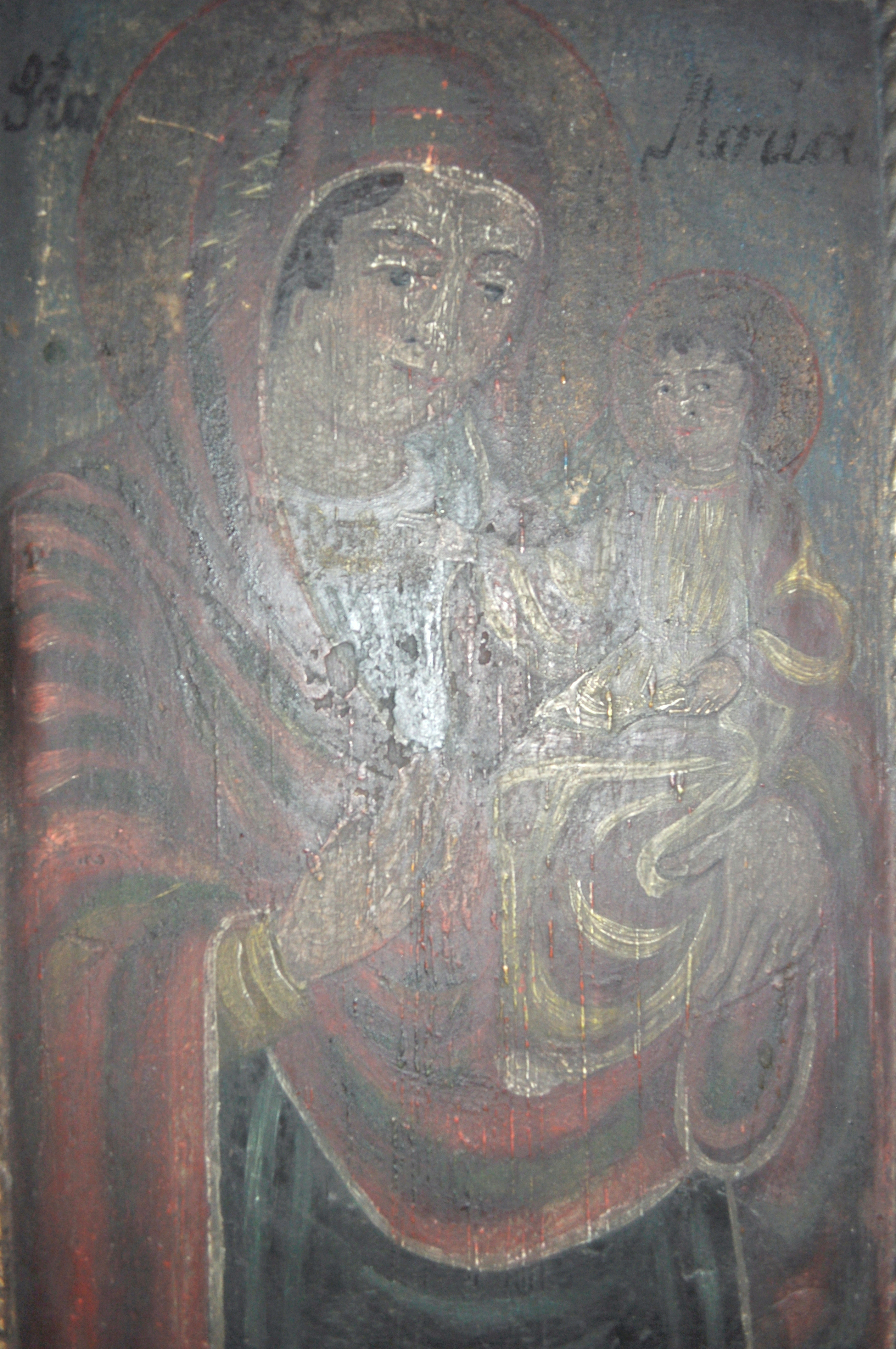
Maria cu Pruncul
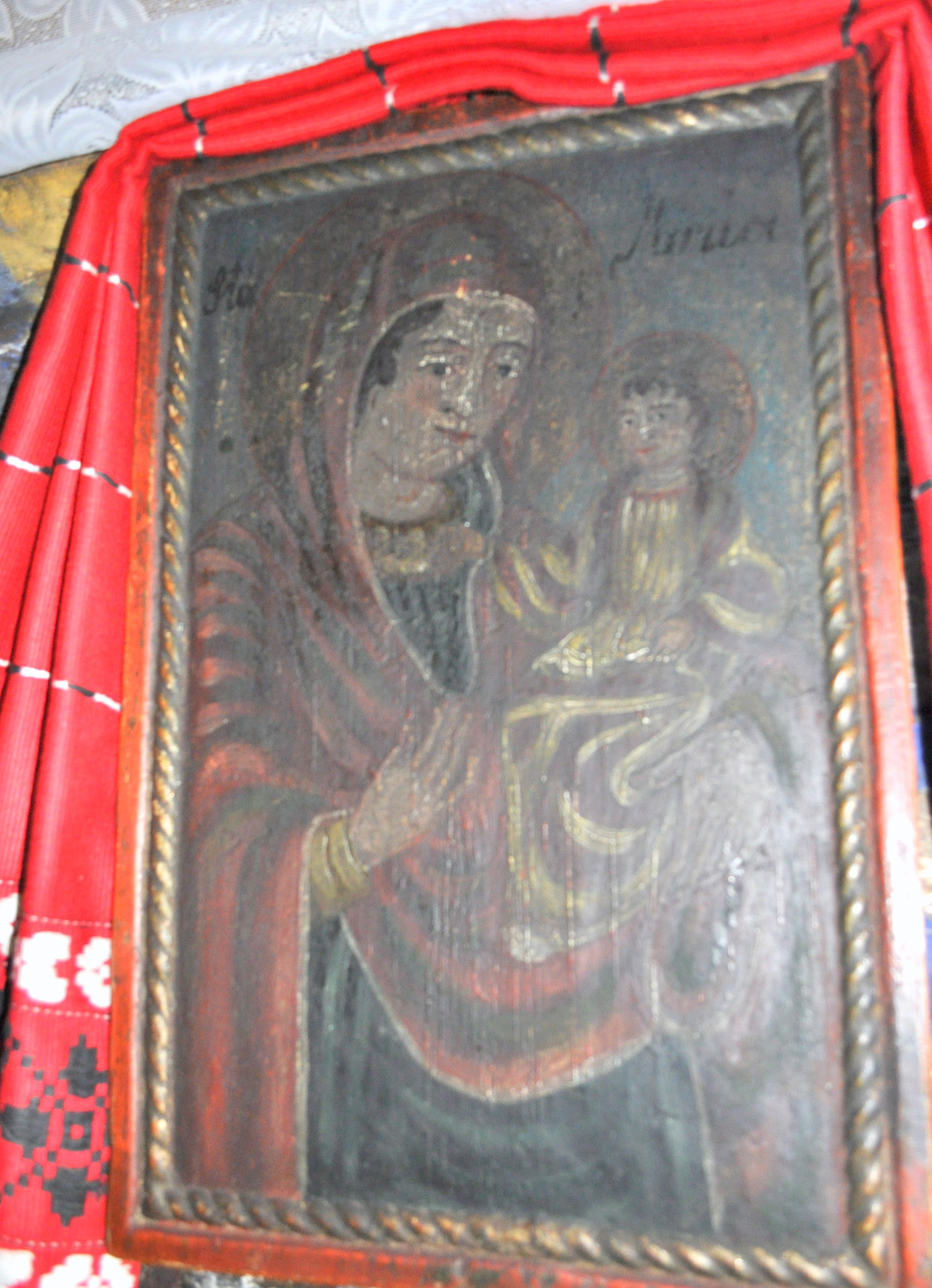
Maria cu Pruncul
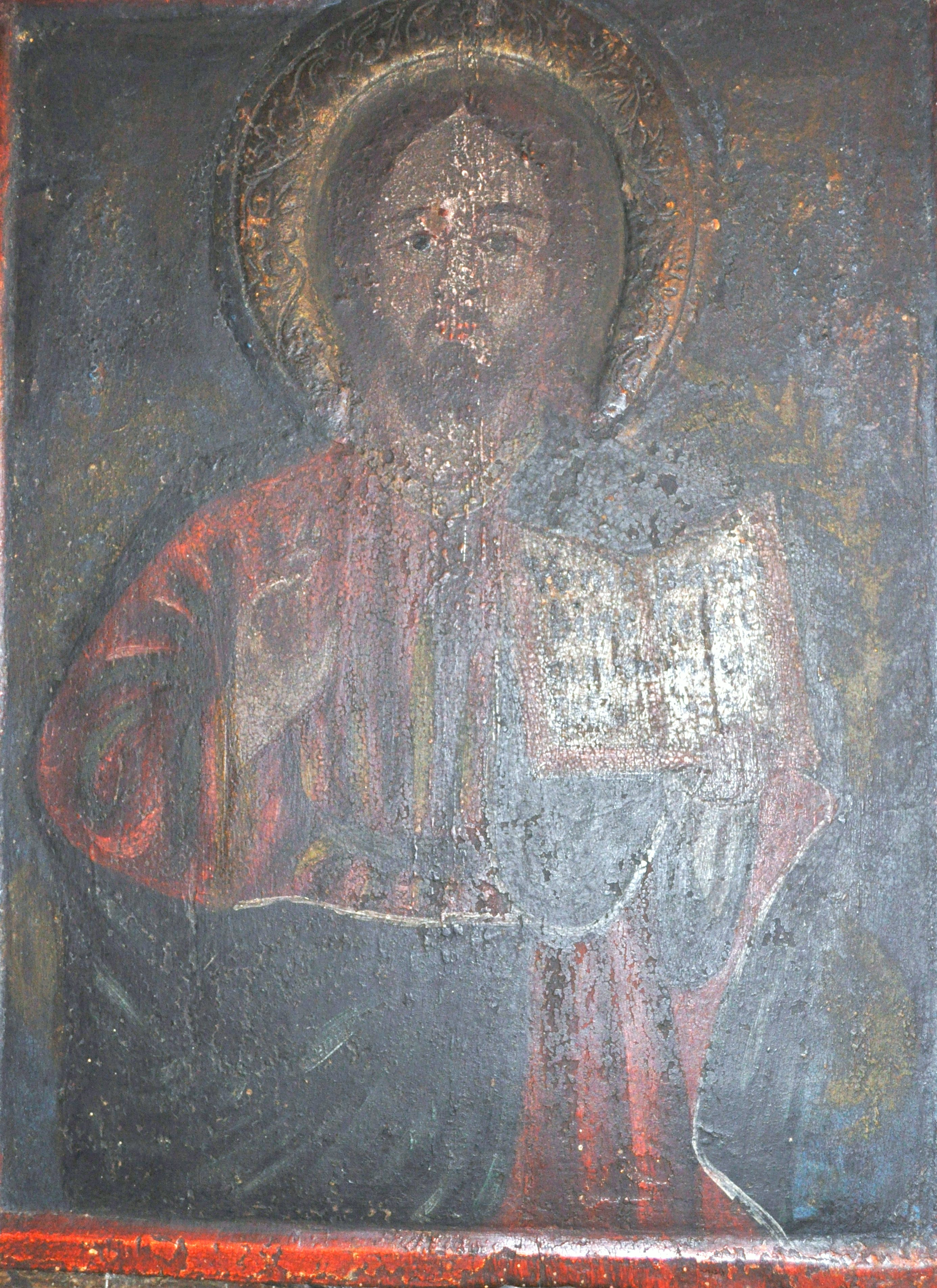
Iisus binecuvântând
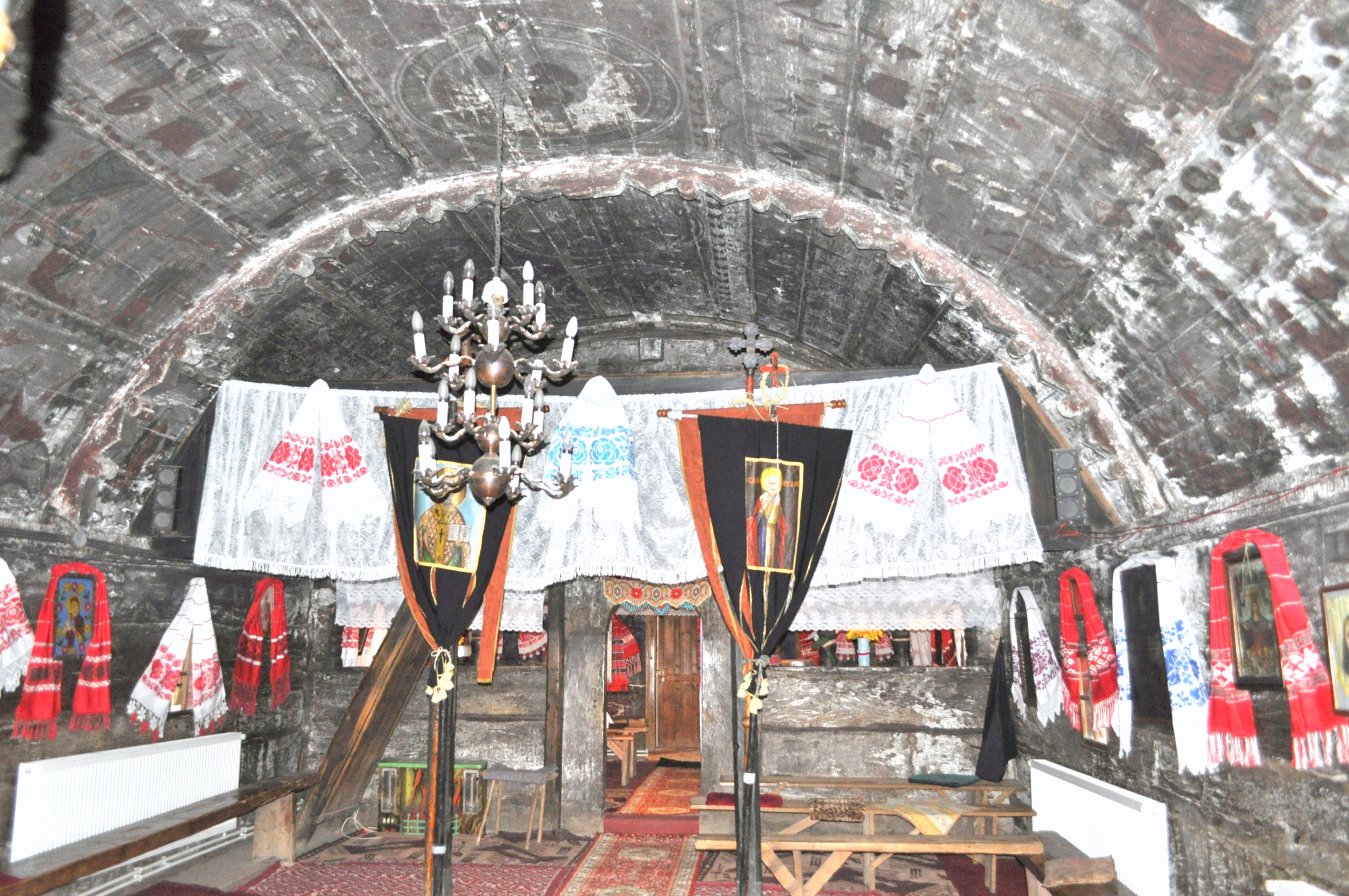
Interiorul navei
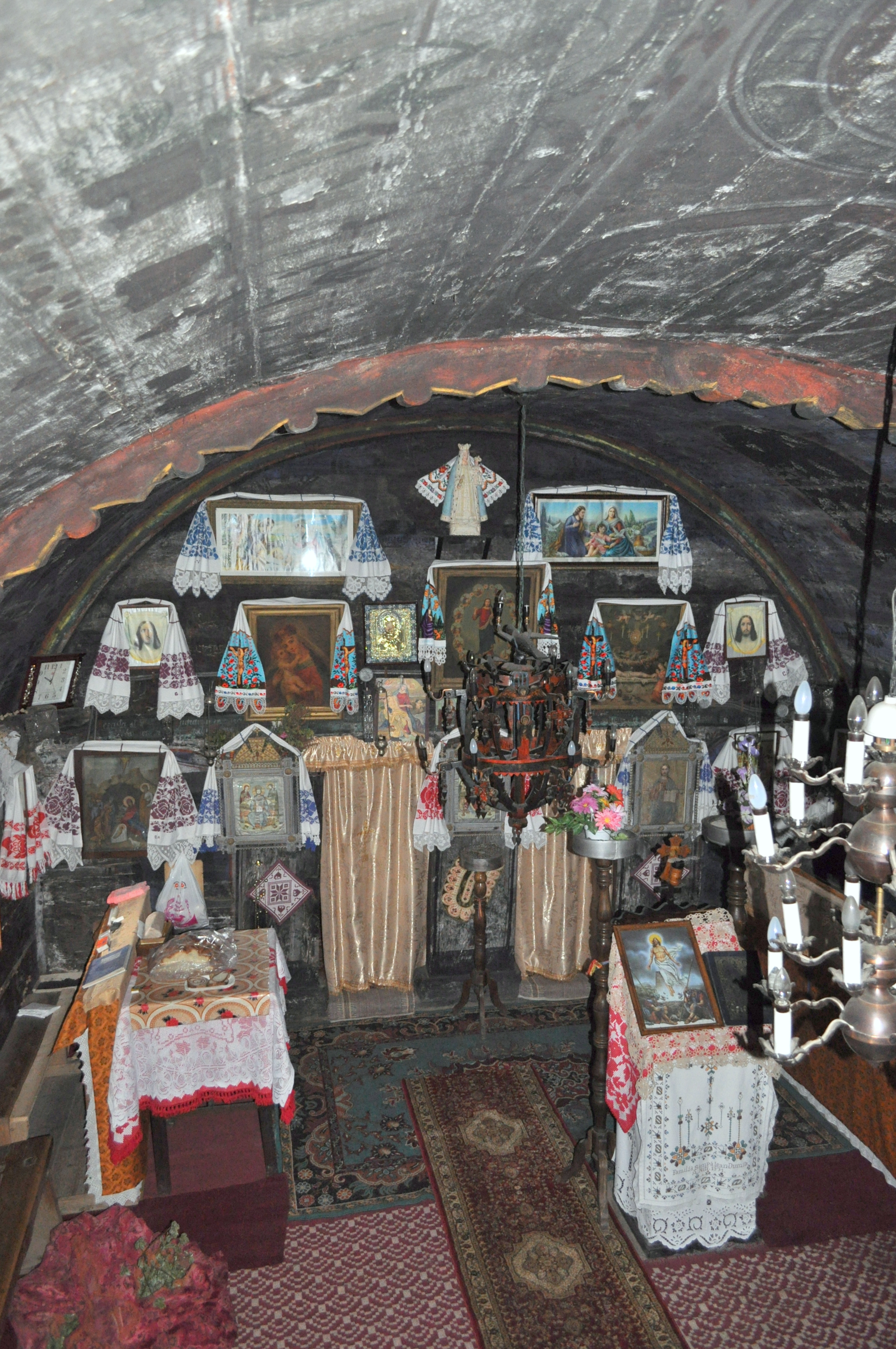
Interiorul navei văzut din corul bisericii
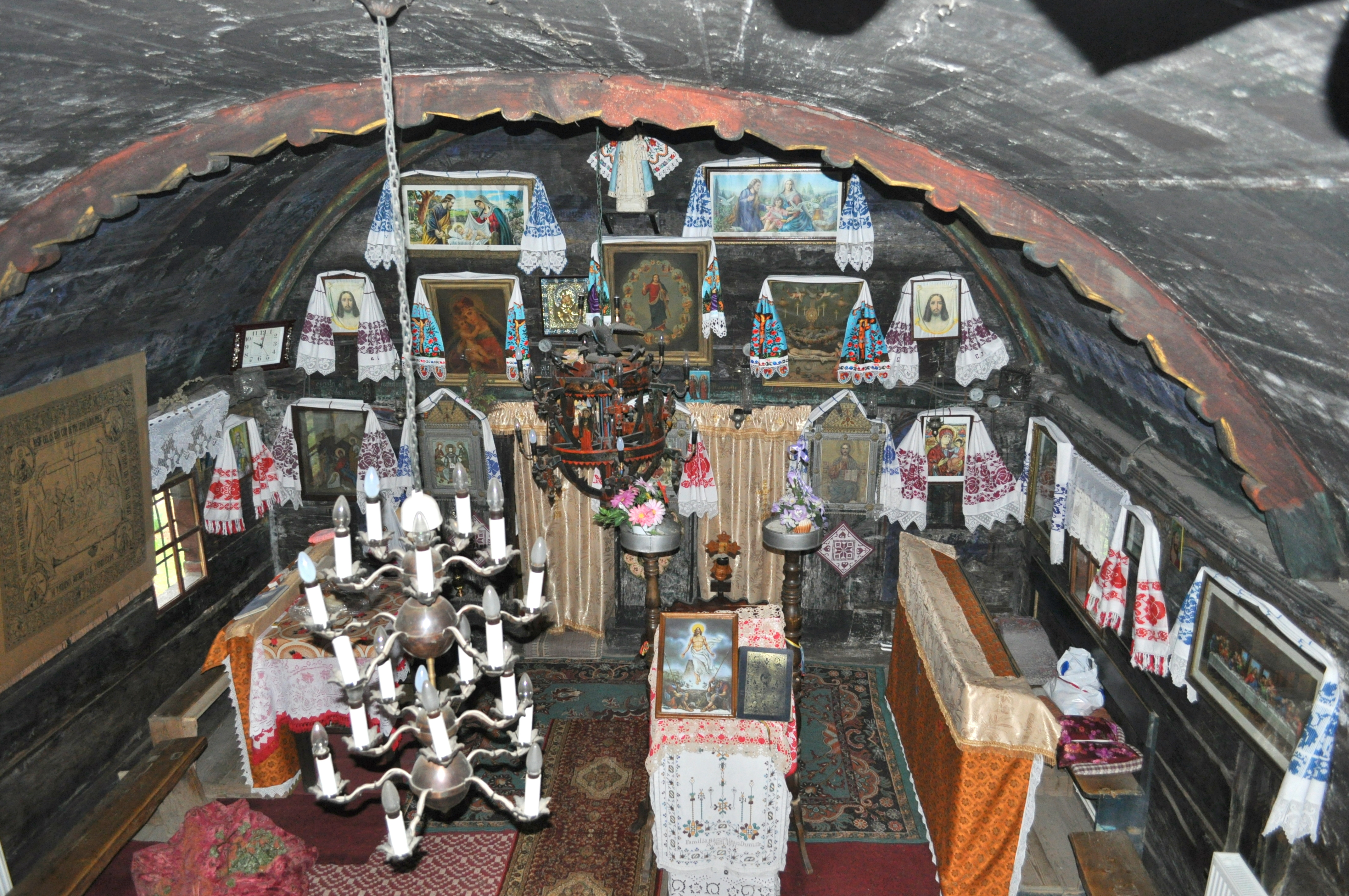
Interiorul navei văzut din corul bisericii
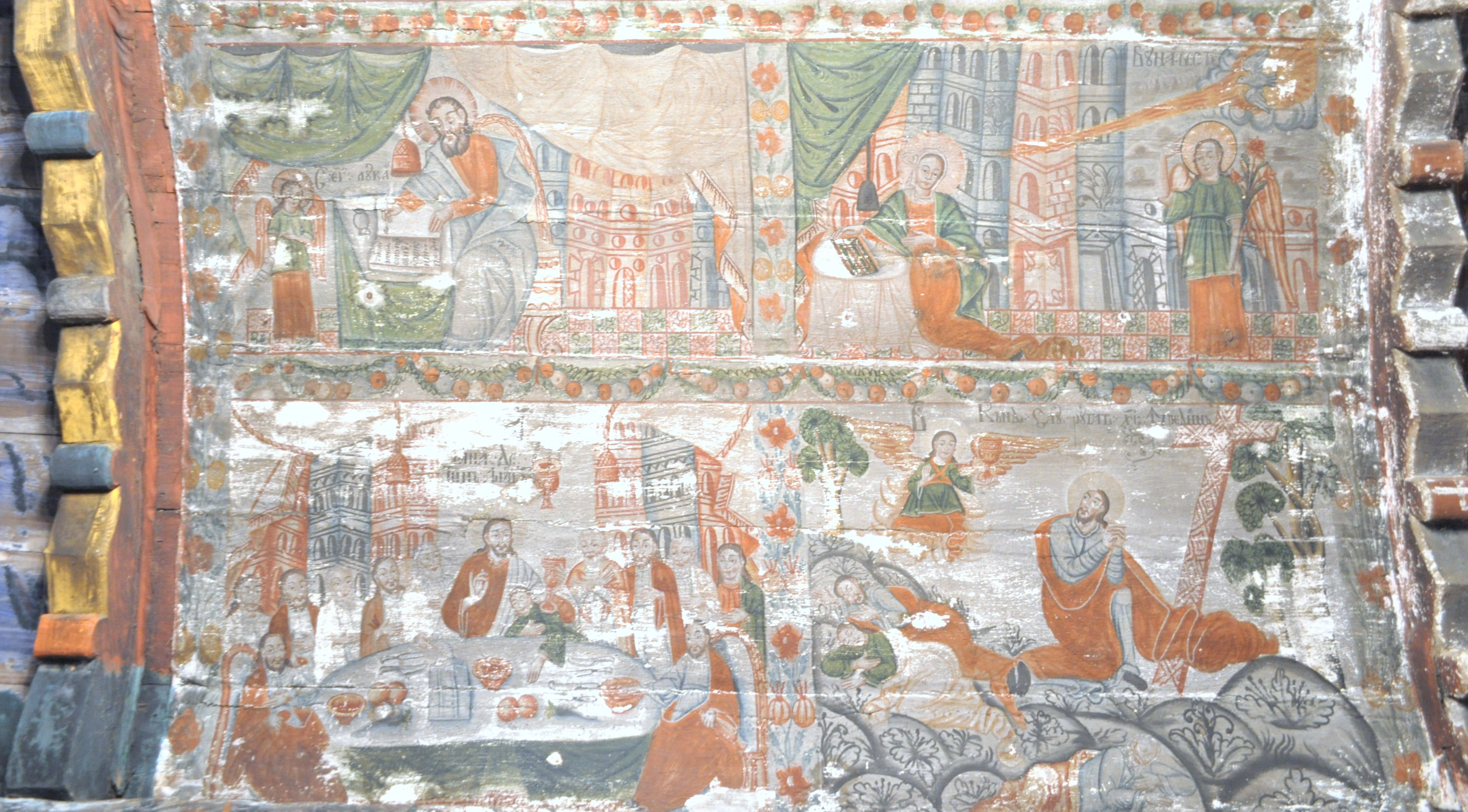
Pictura naosului (latura de nord)
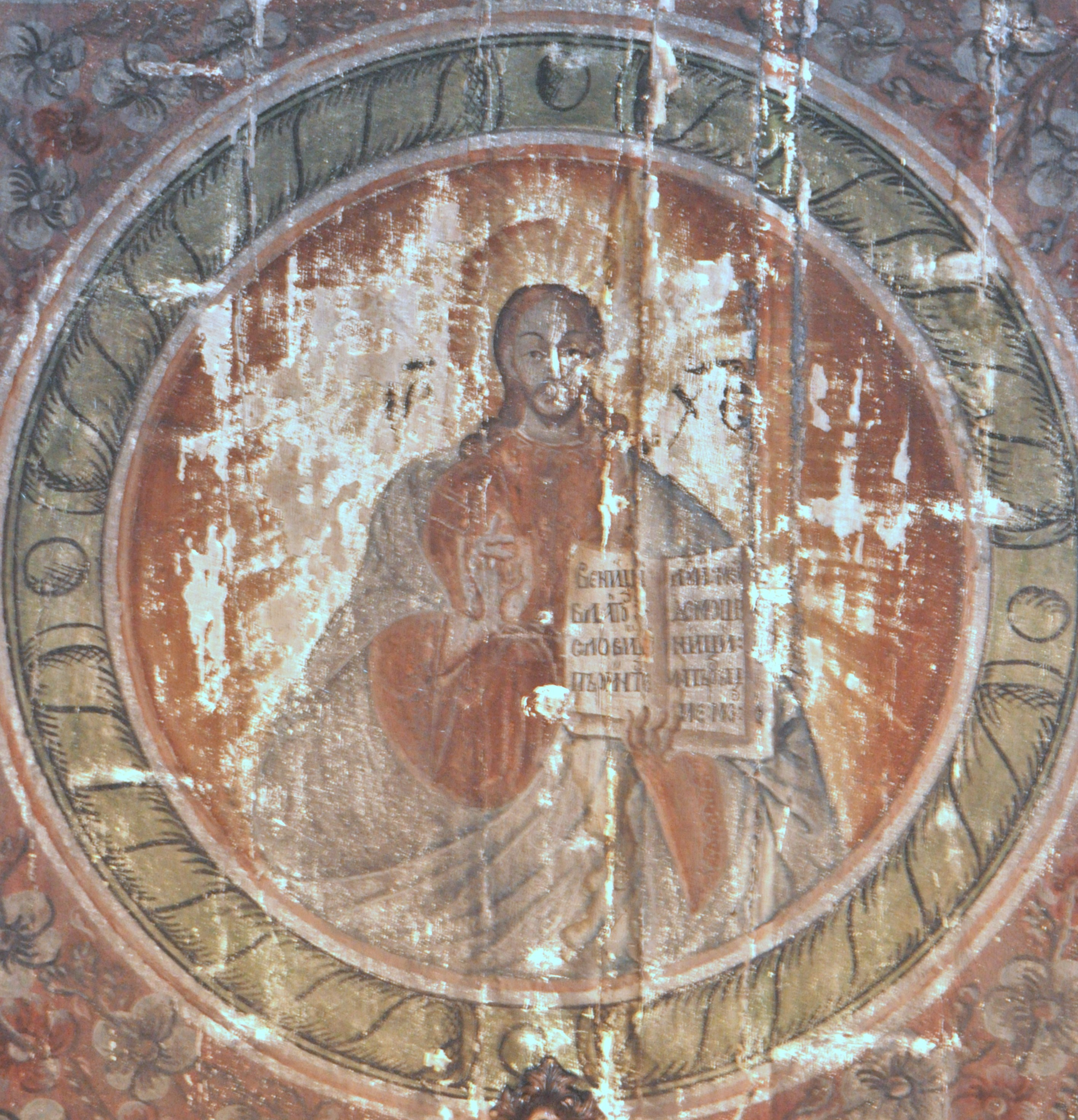
Bolta naosului: Dumnezeu Fiul
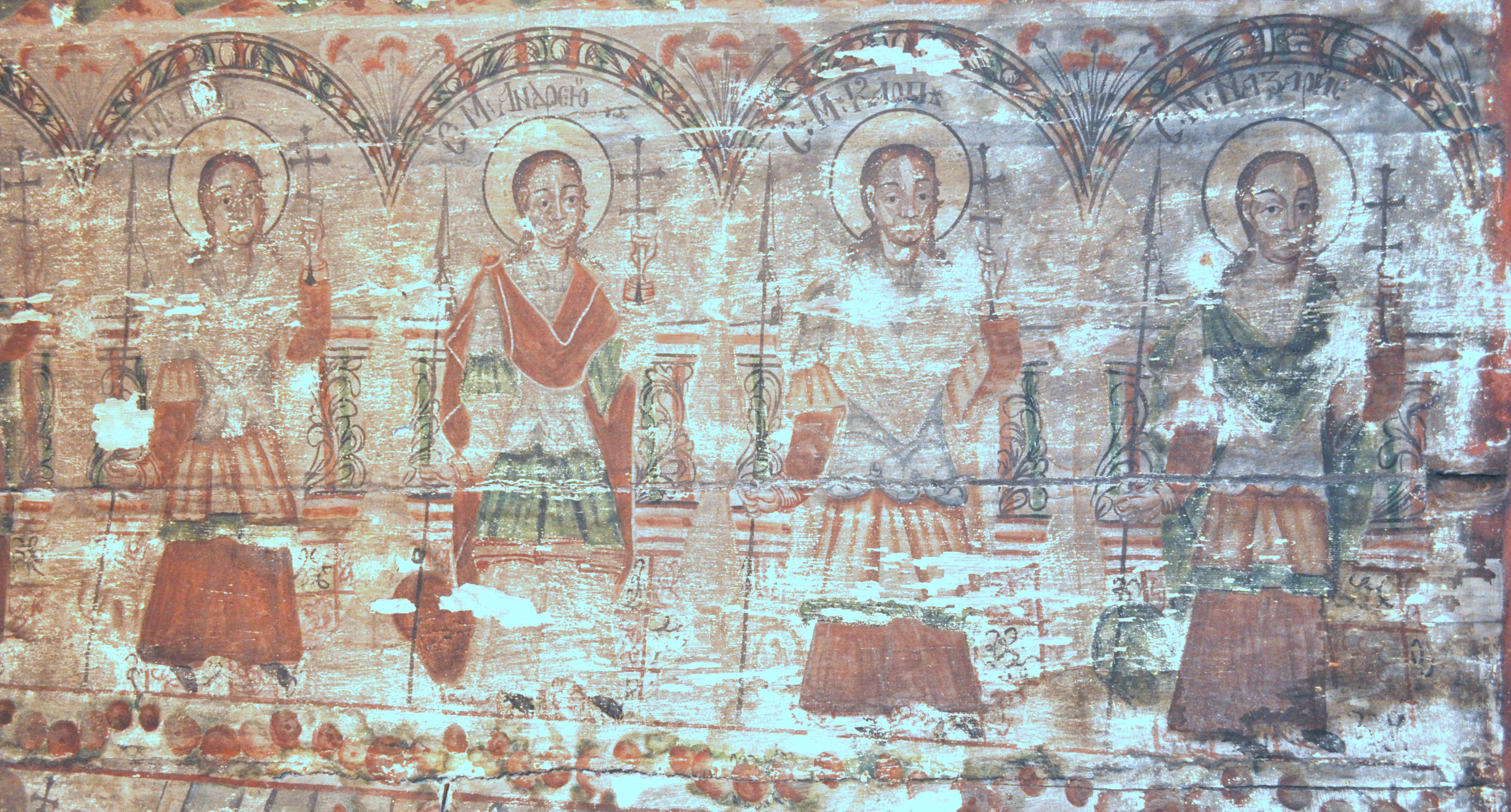
Friza Sfinților Militari
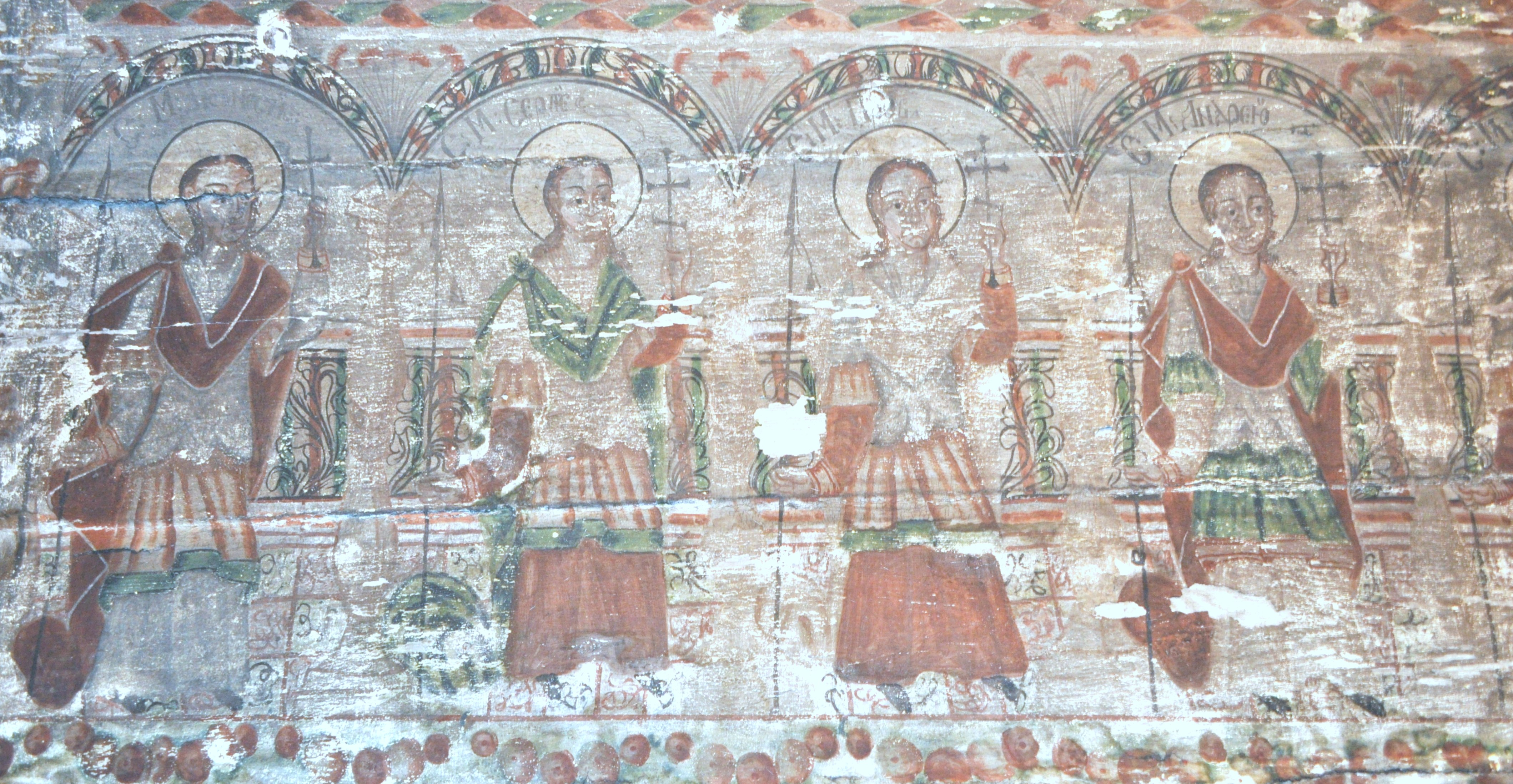
Friza Sfinților Militari
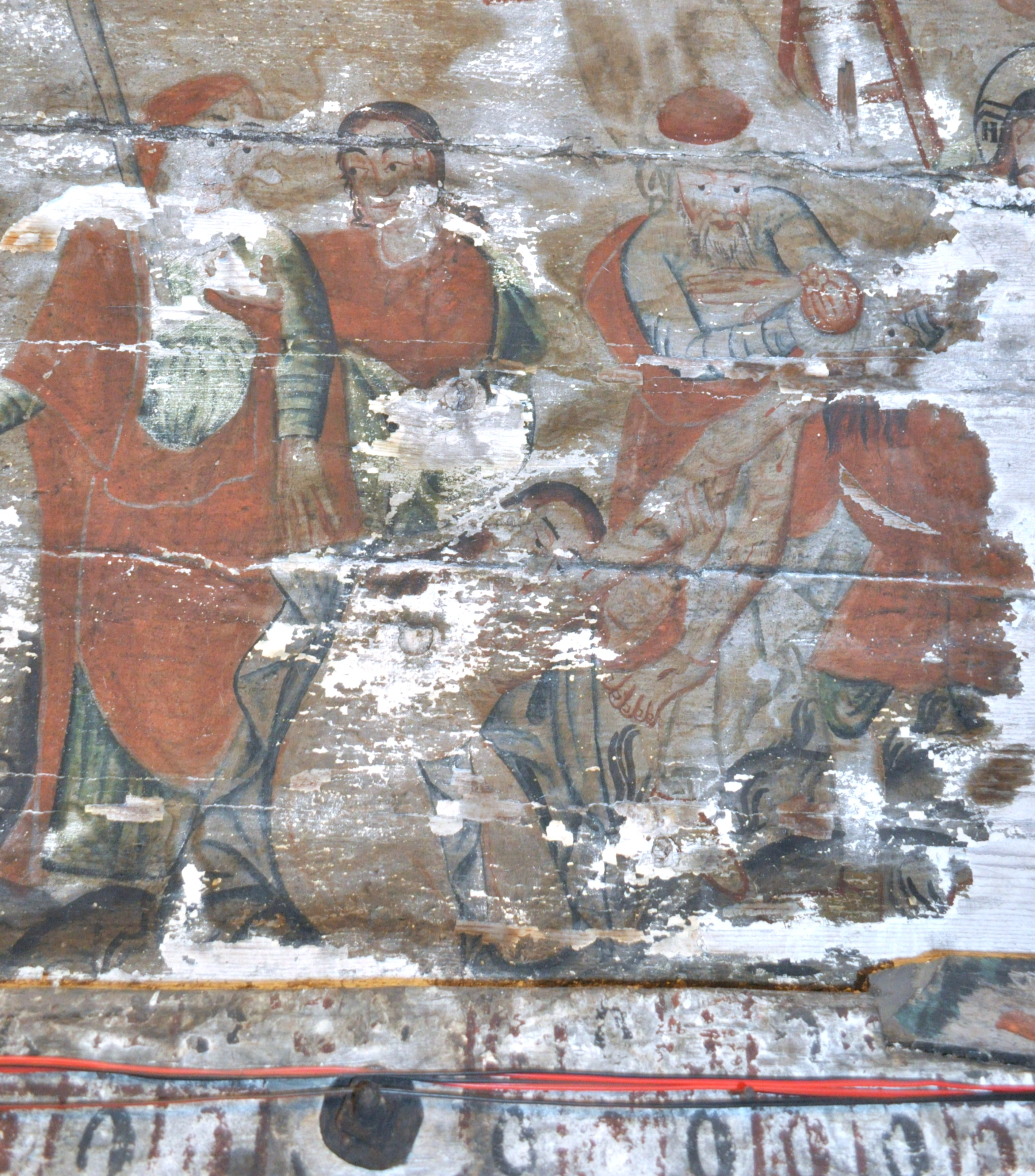
Pictura naosului
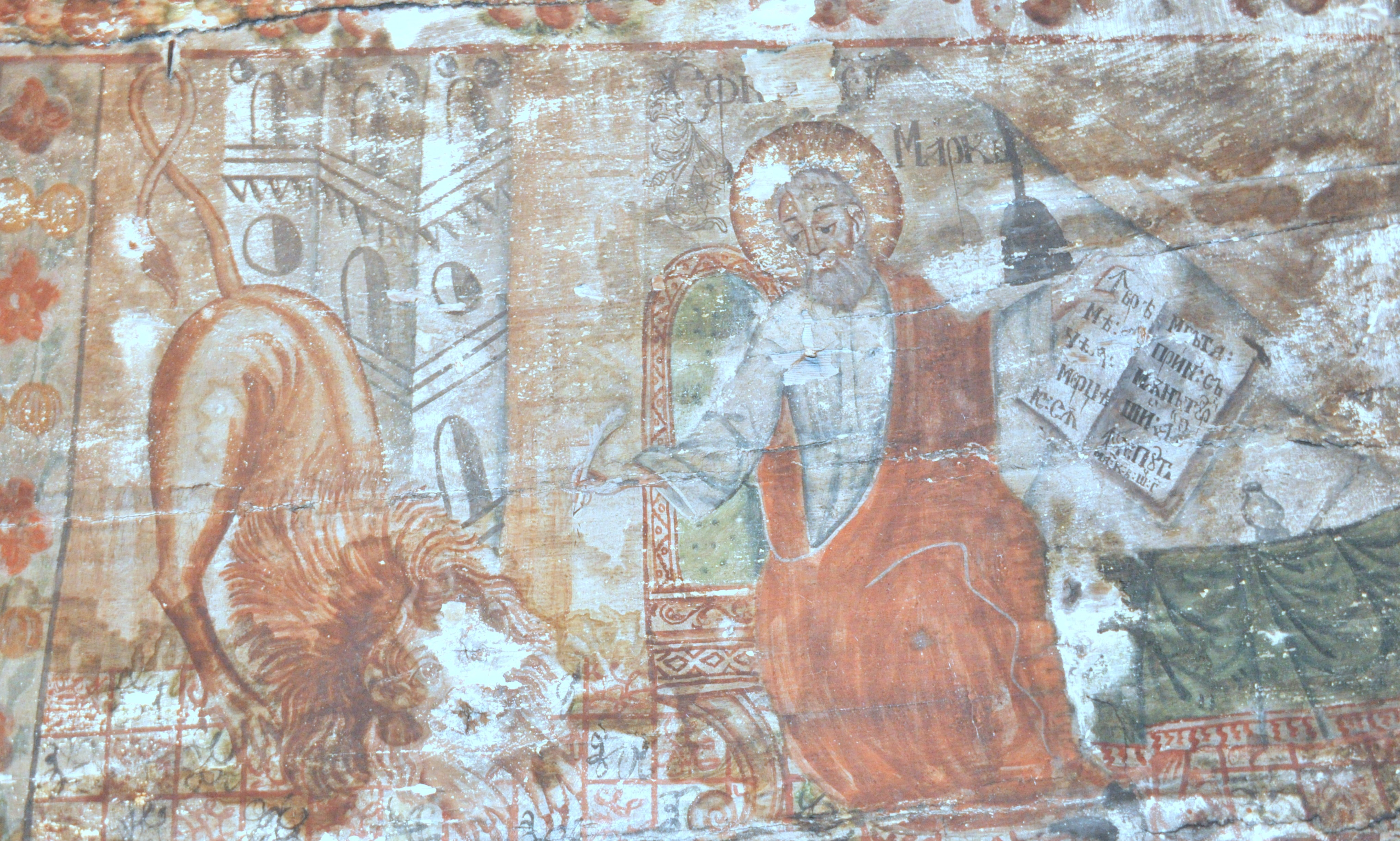
Evanghelistul Marcu
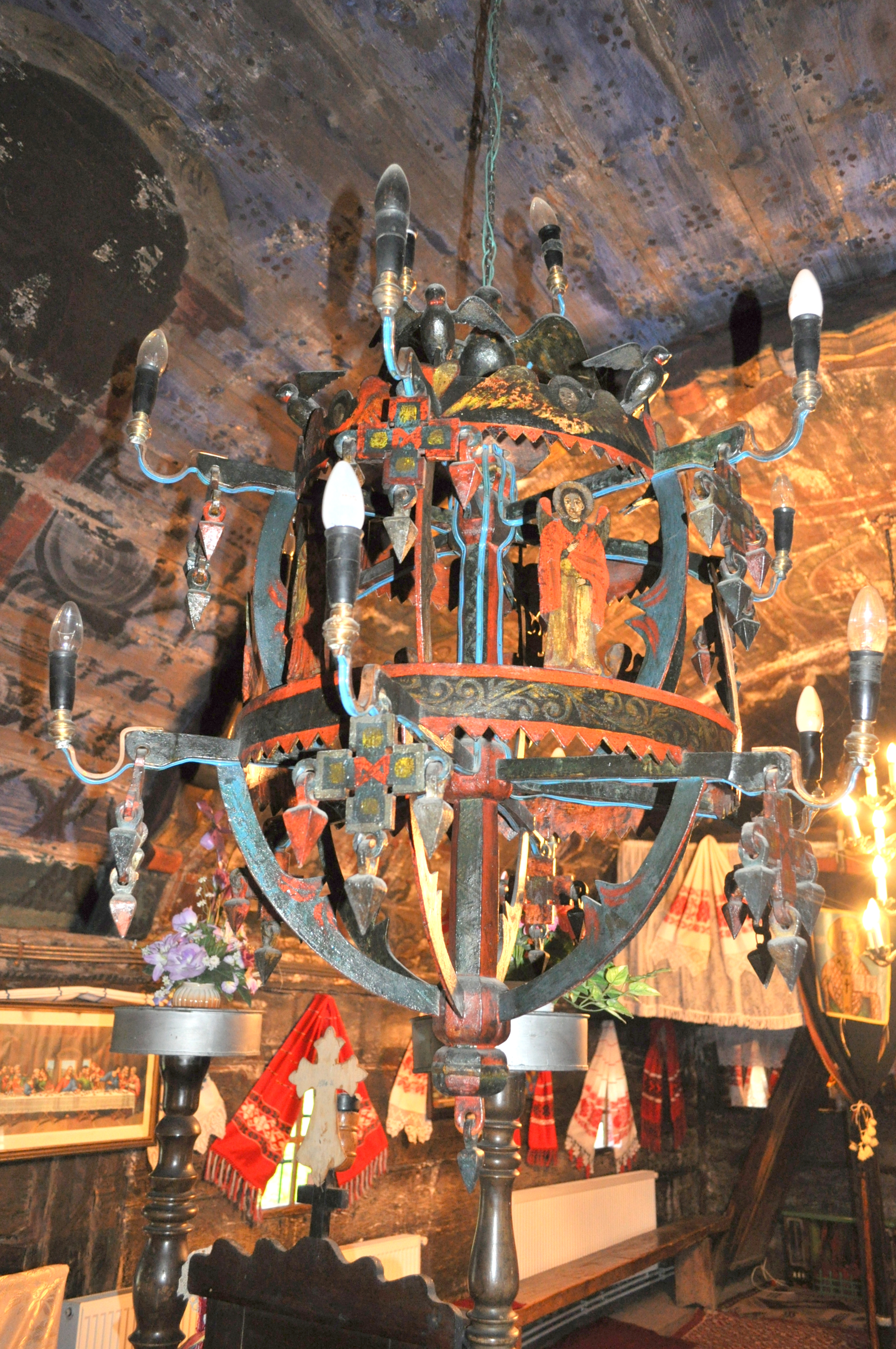
Candelabru vechi
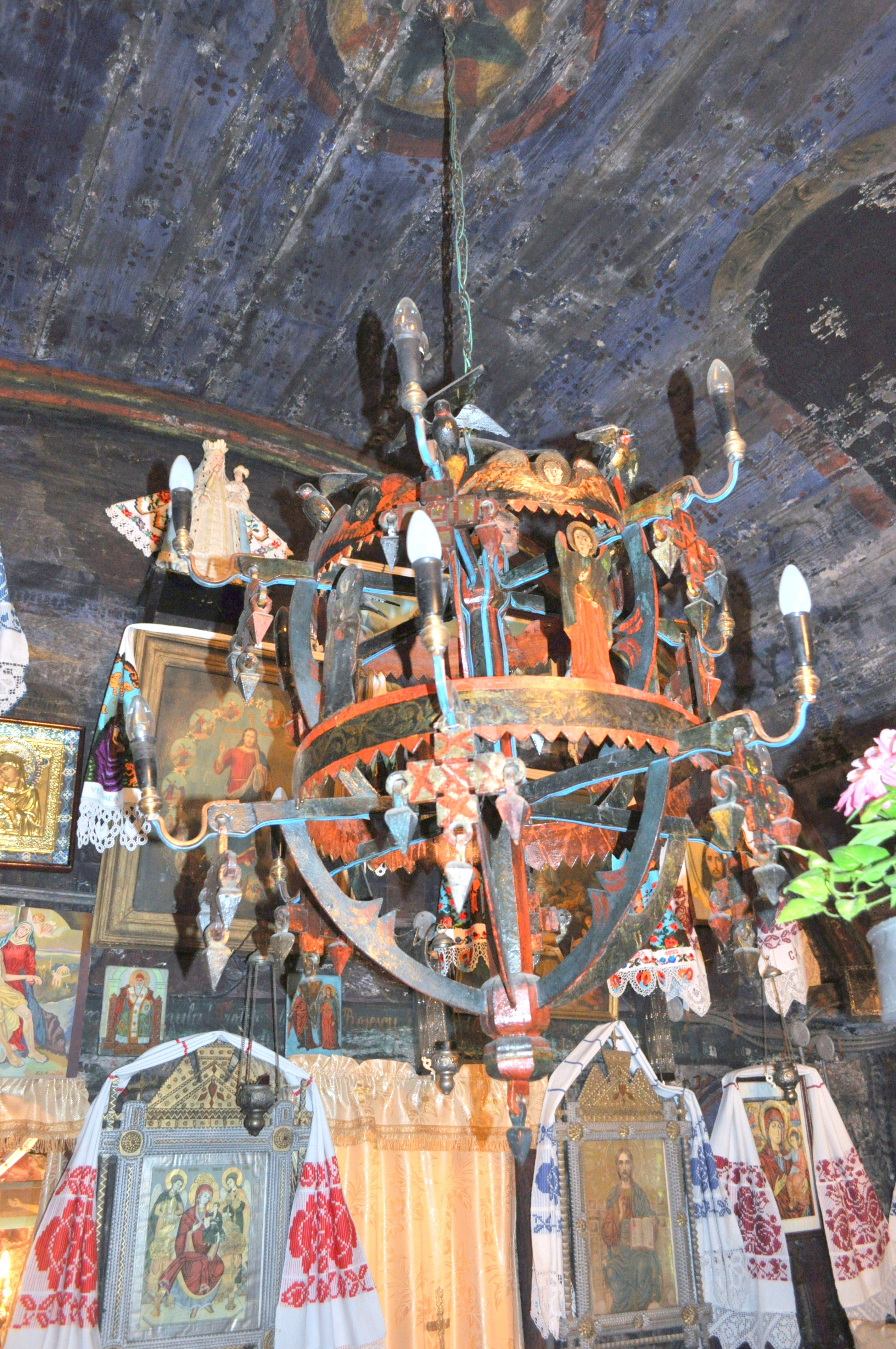
Candelabru vechi
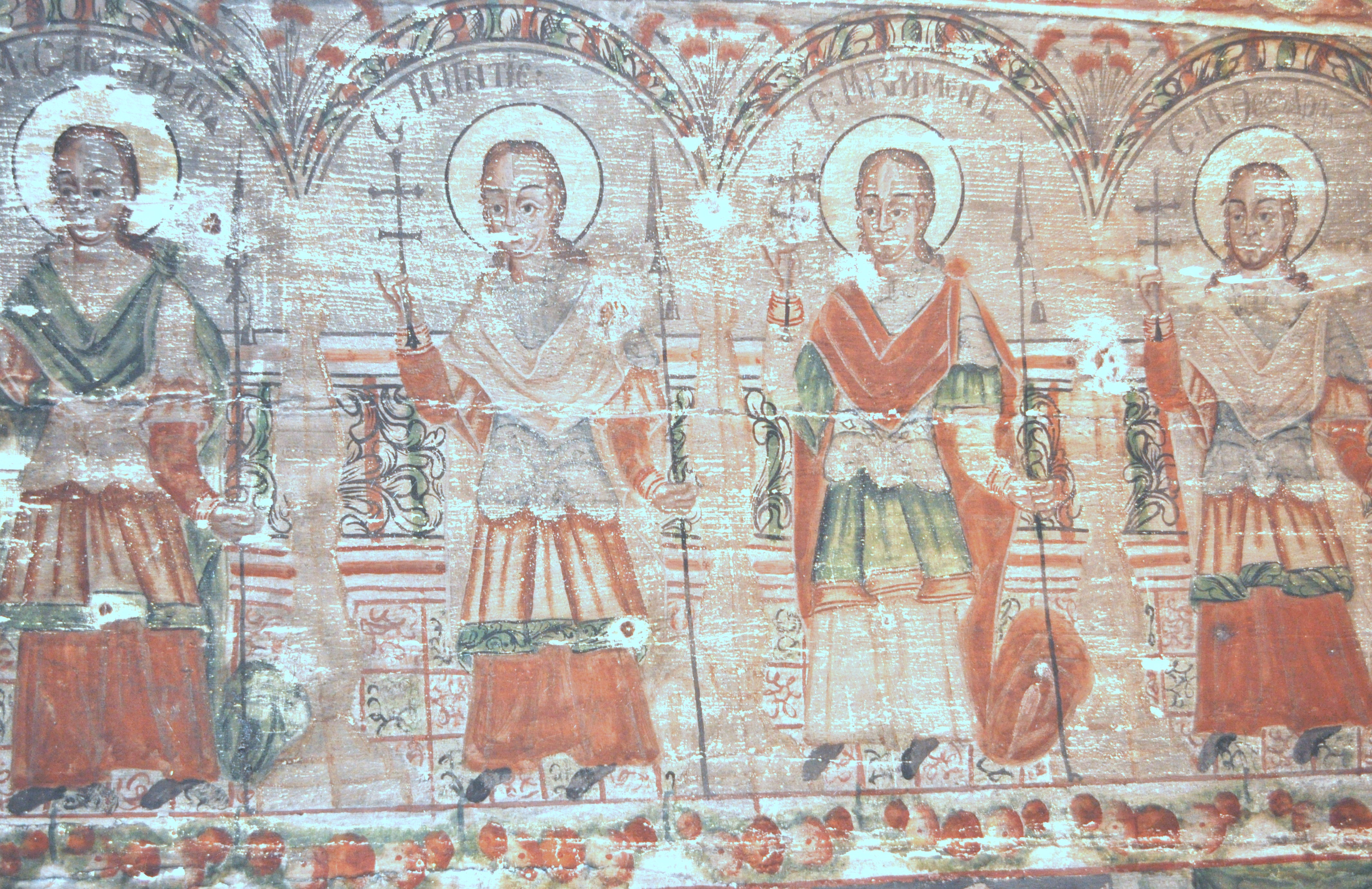
Friza Sfinților Militari
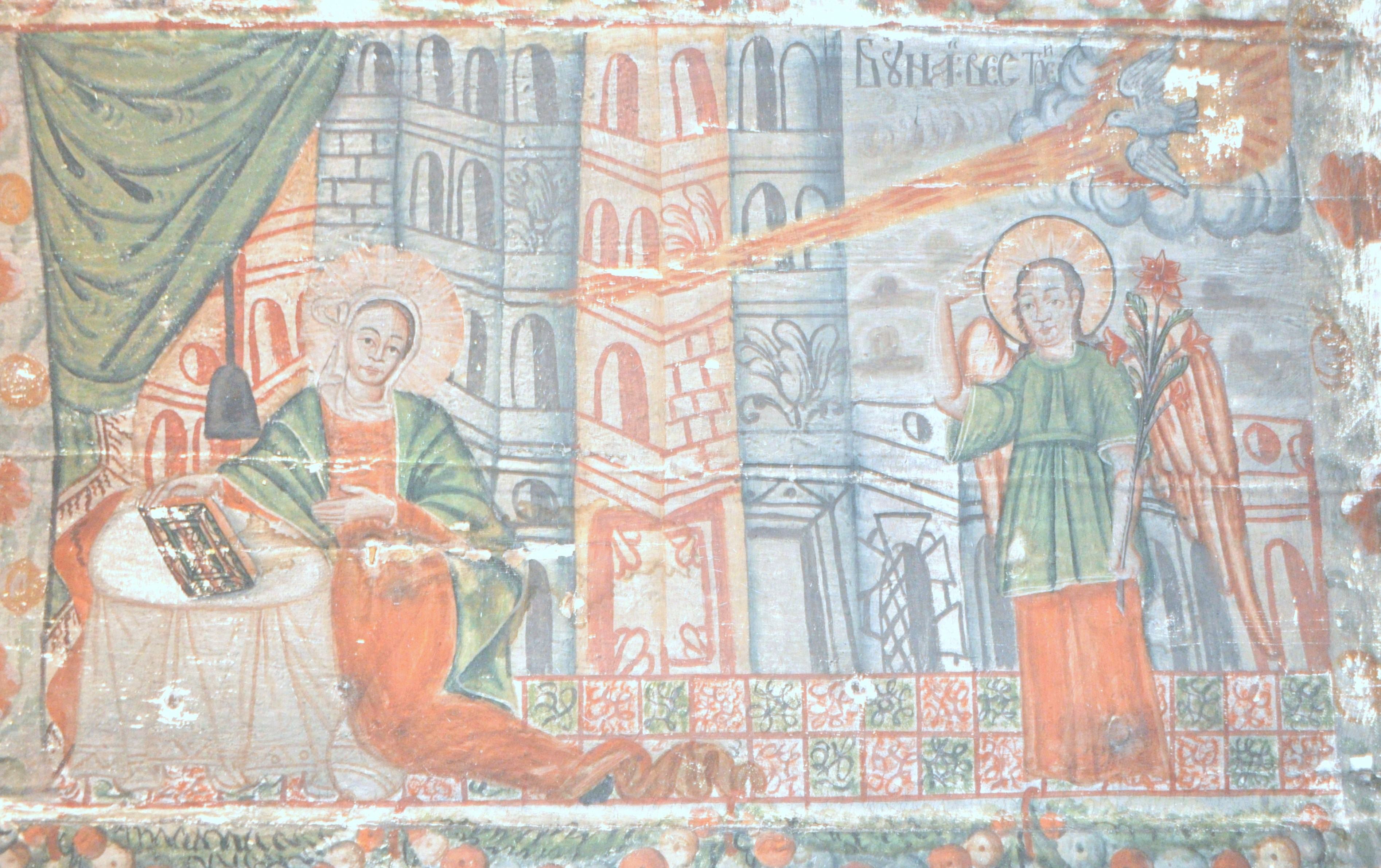
Buna Vestire
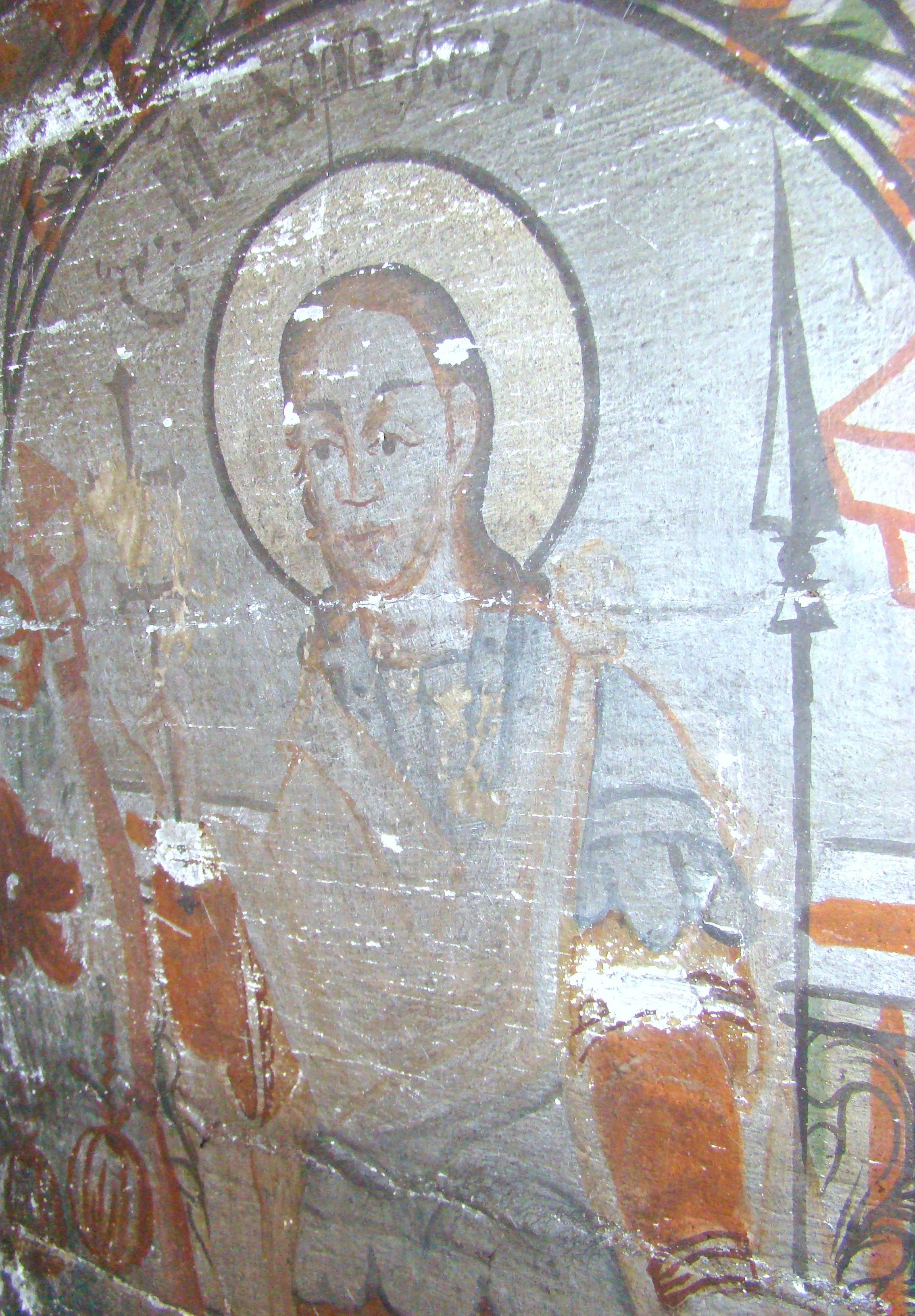
Sfinții Militari (detaliu)
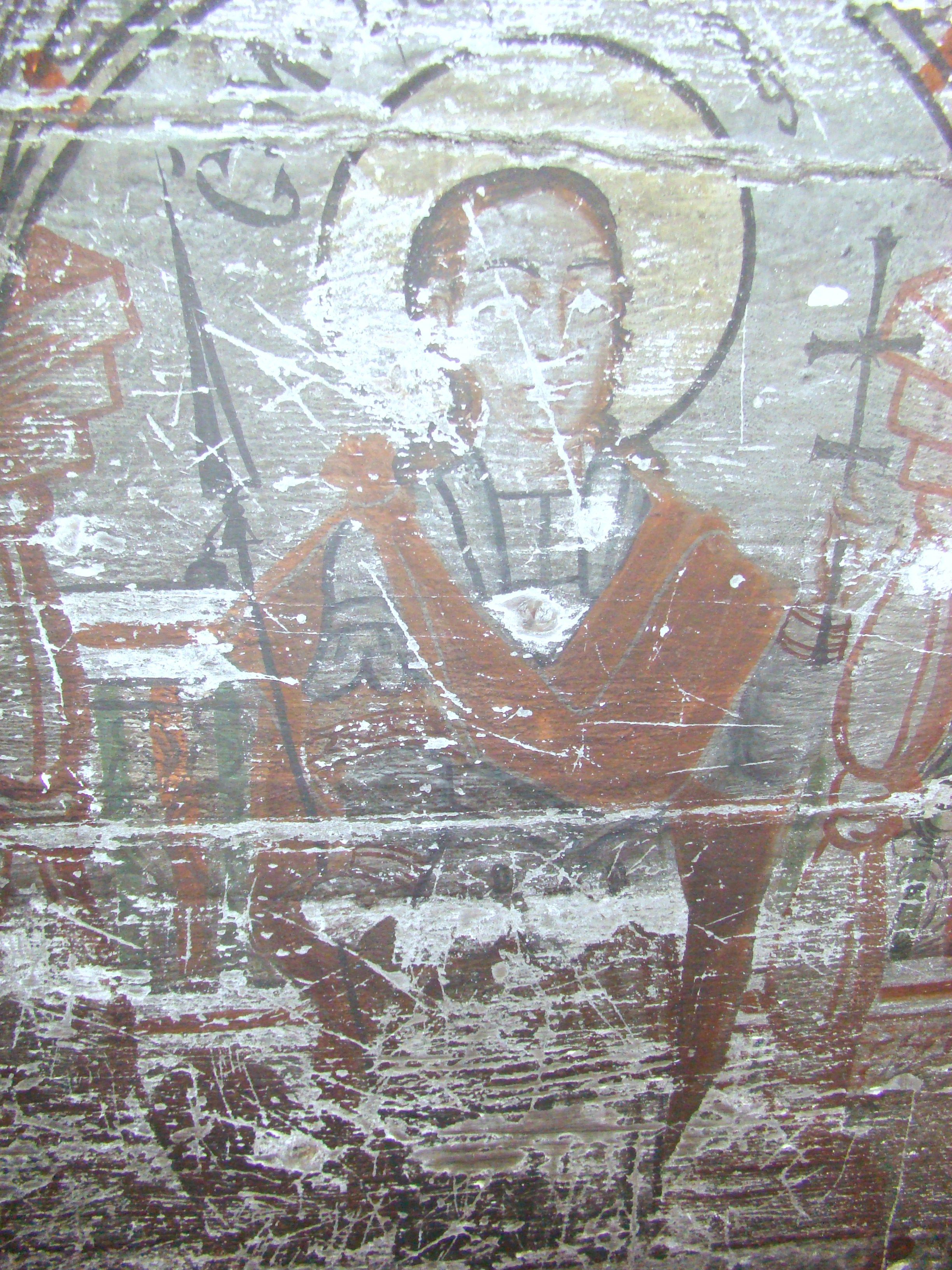
Sfinții Militari (detaliu)
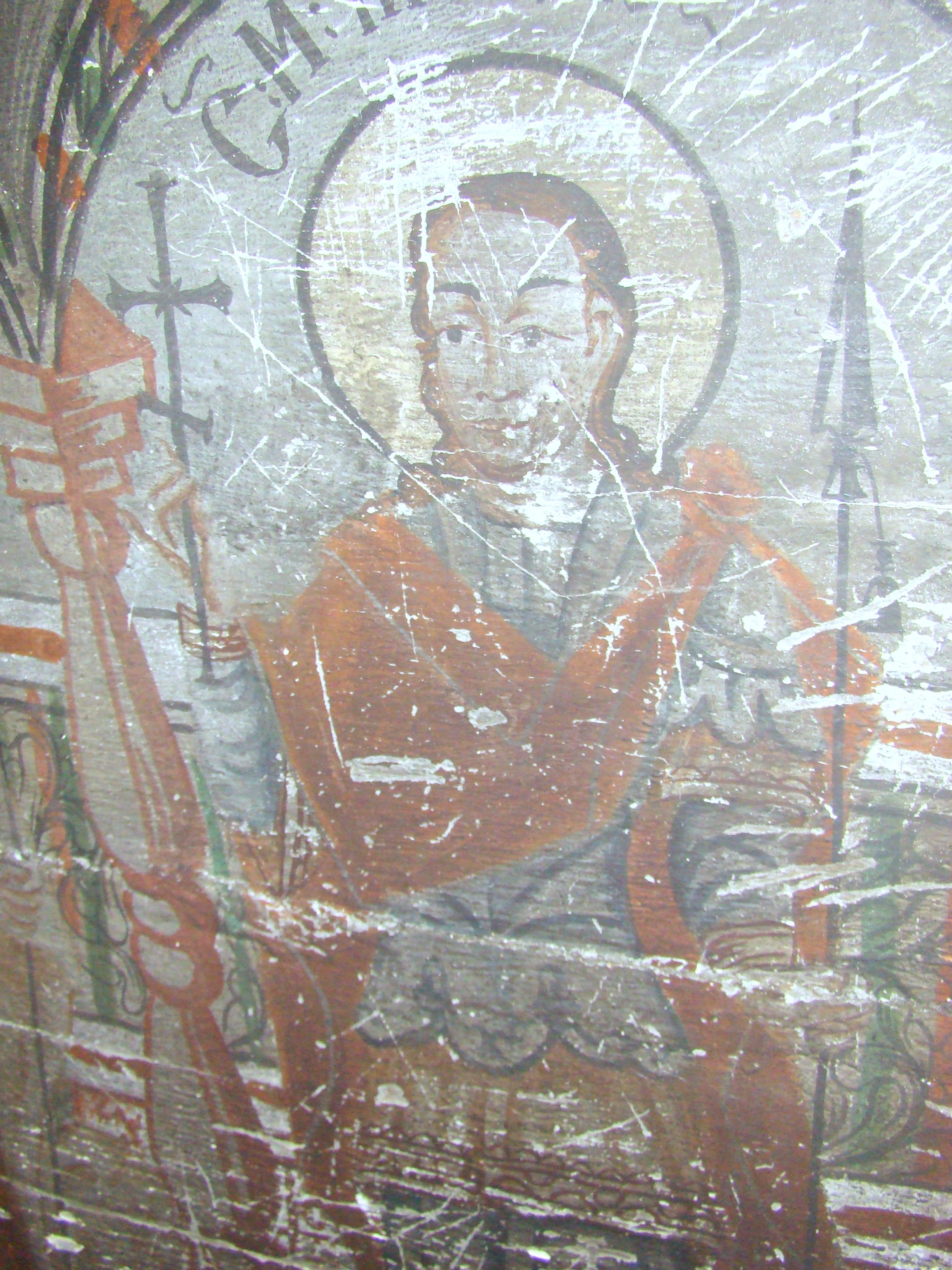
Sfinții Militari (detaliu)
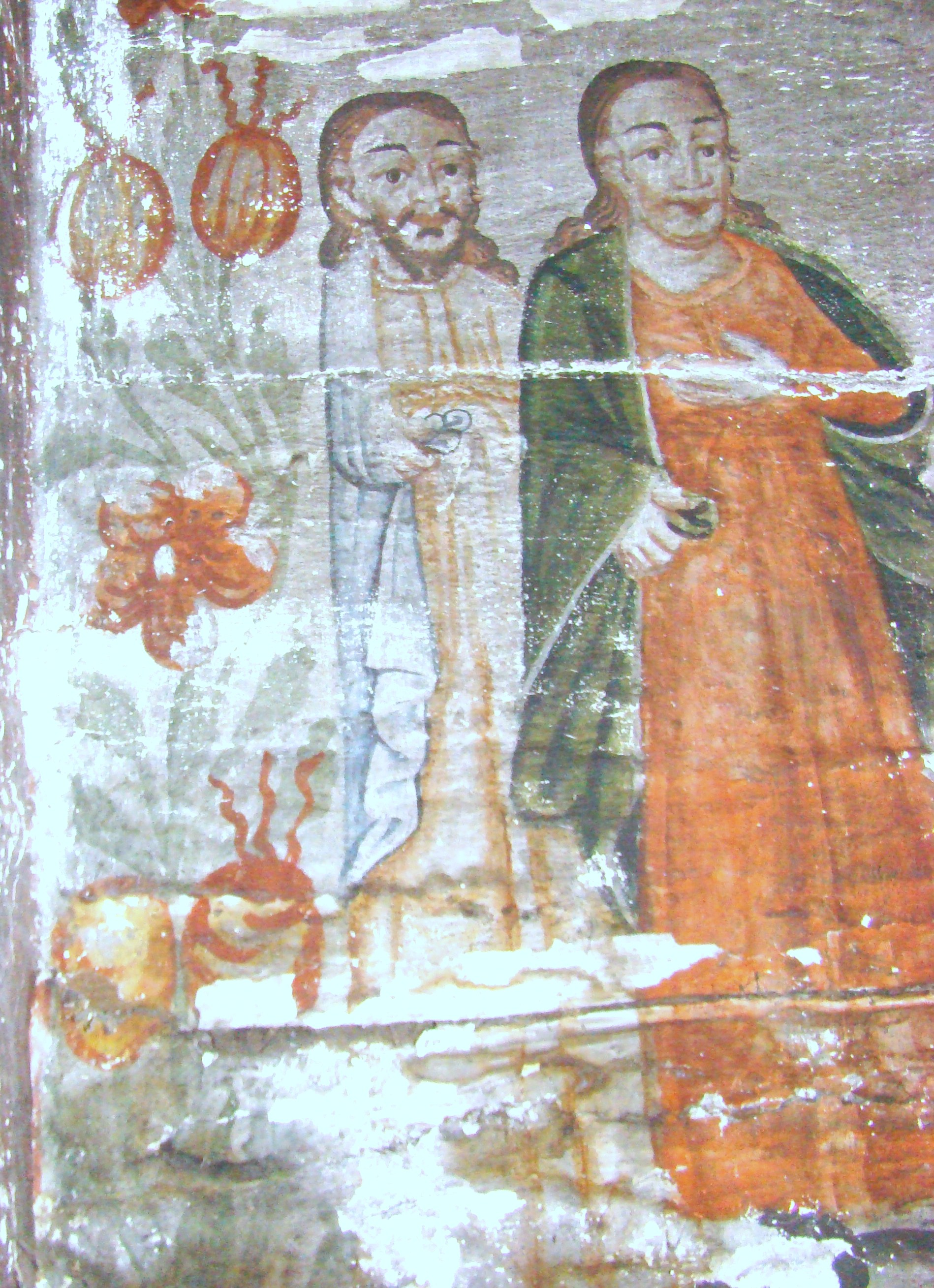
Pictura pronaosului
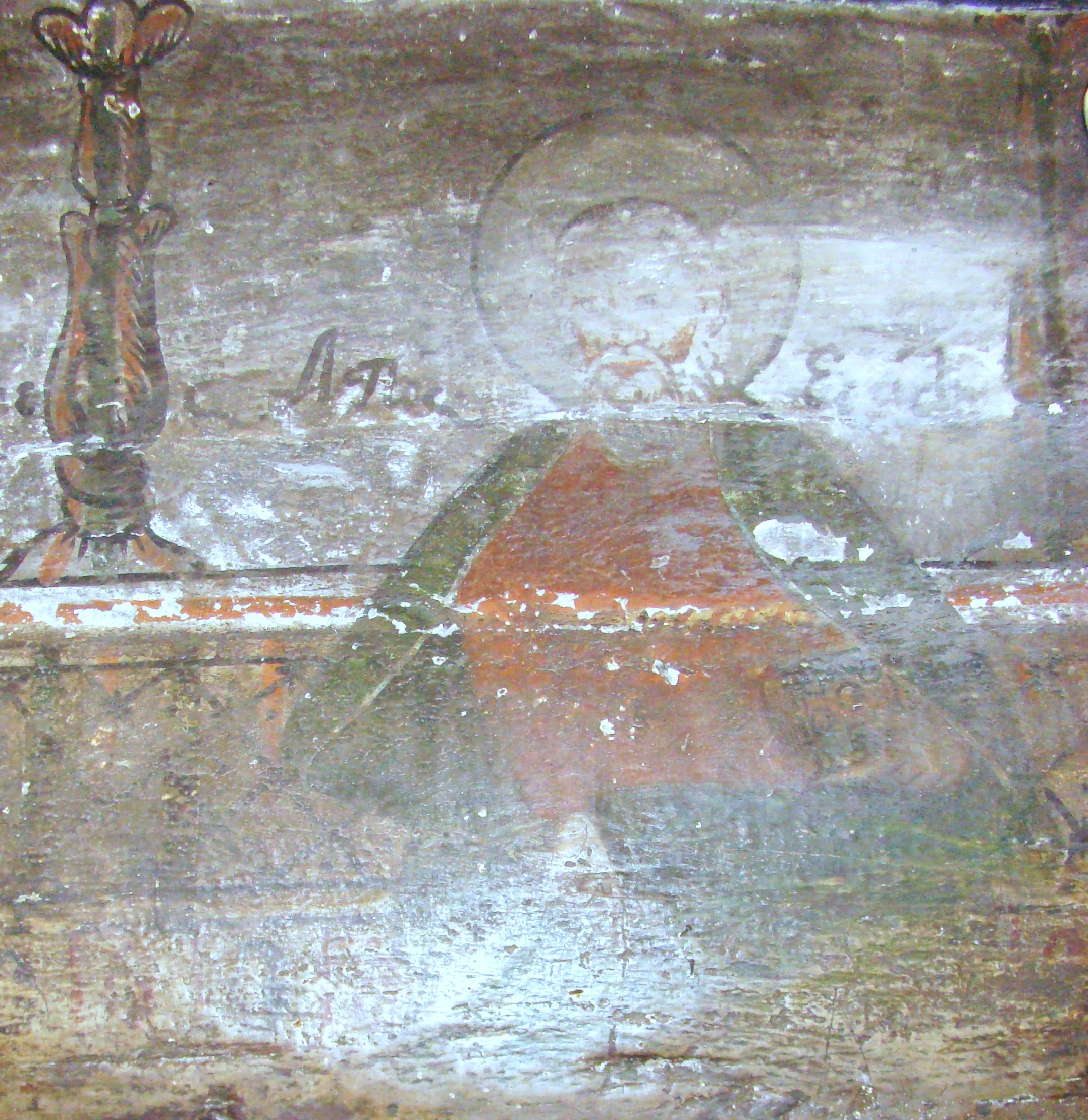
Pictura pronaosului
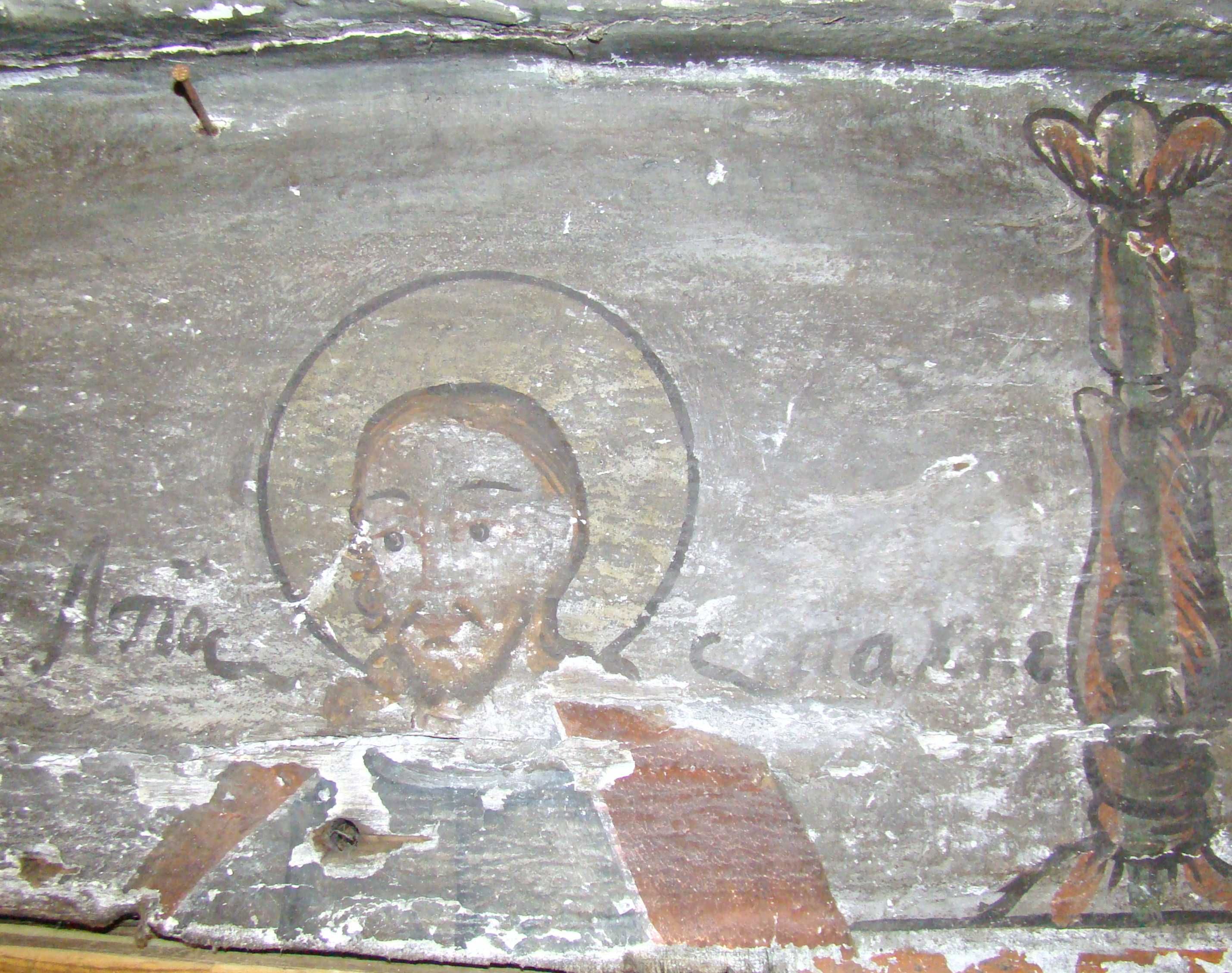
Pictura pronaosului
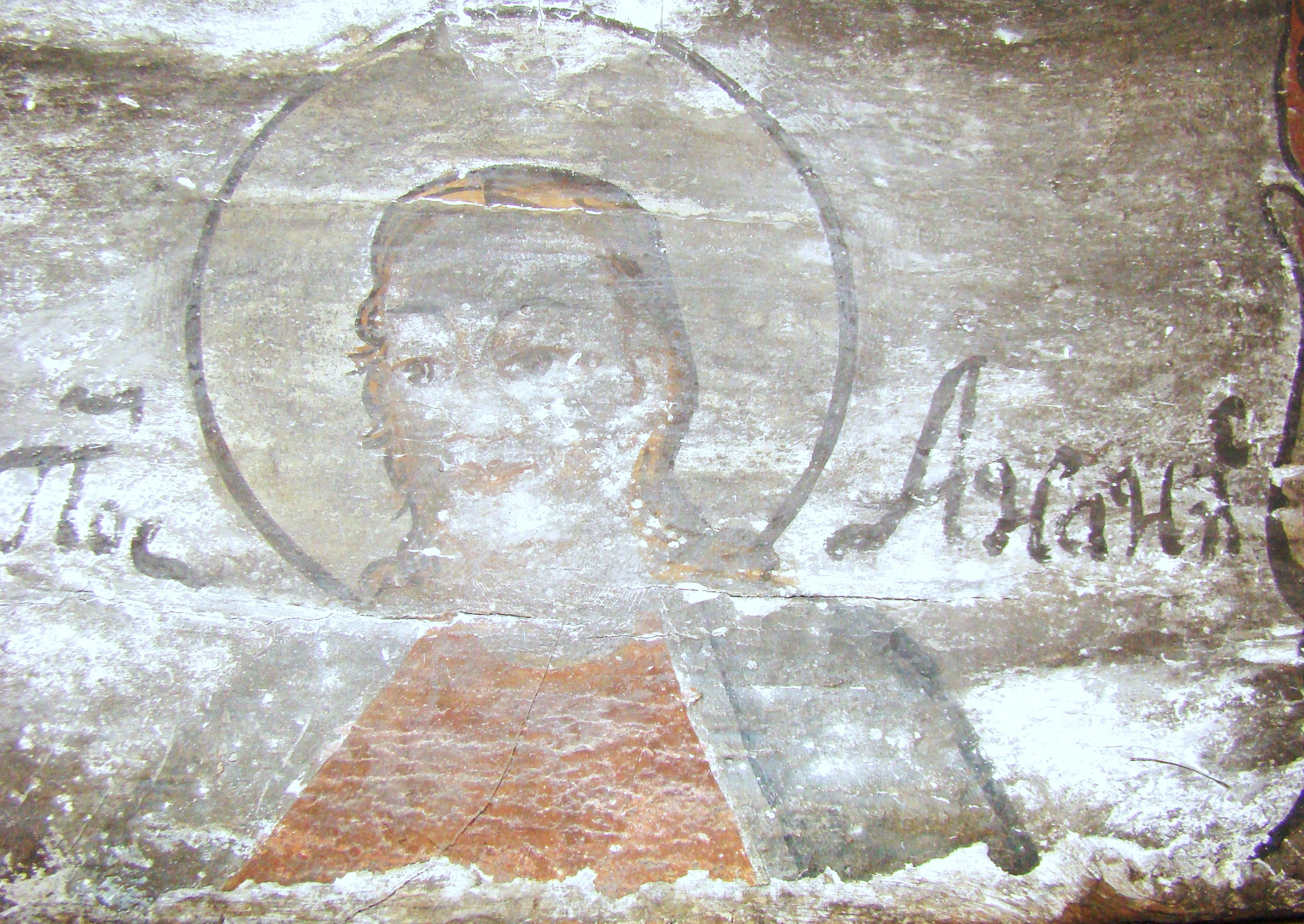
Pictura pronaosului
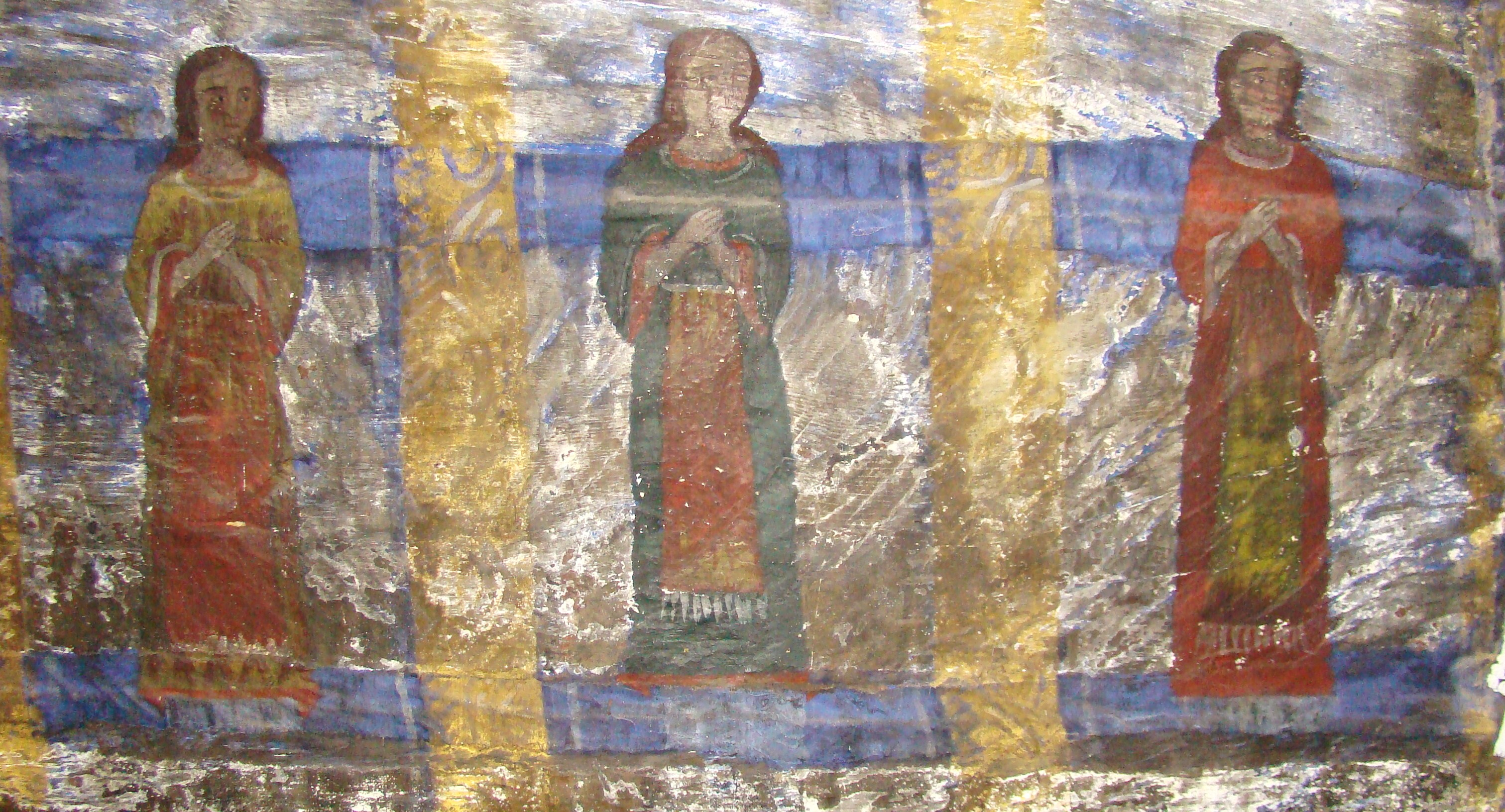
Pictura pronaosului: Pilda celor zece fecioare
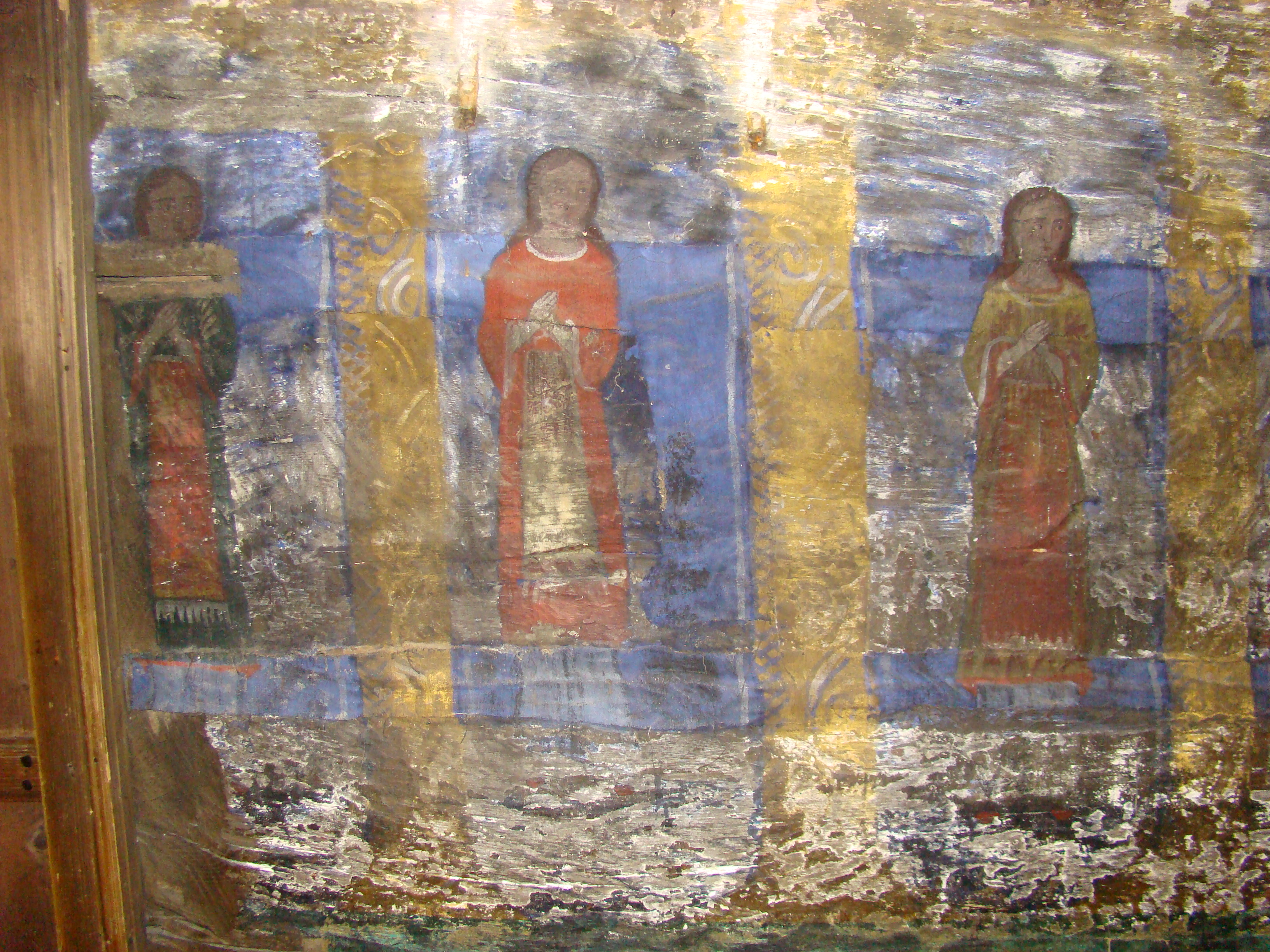
Pictura pronaosului: Pilda celor zece fecioare
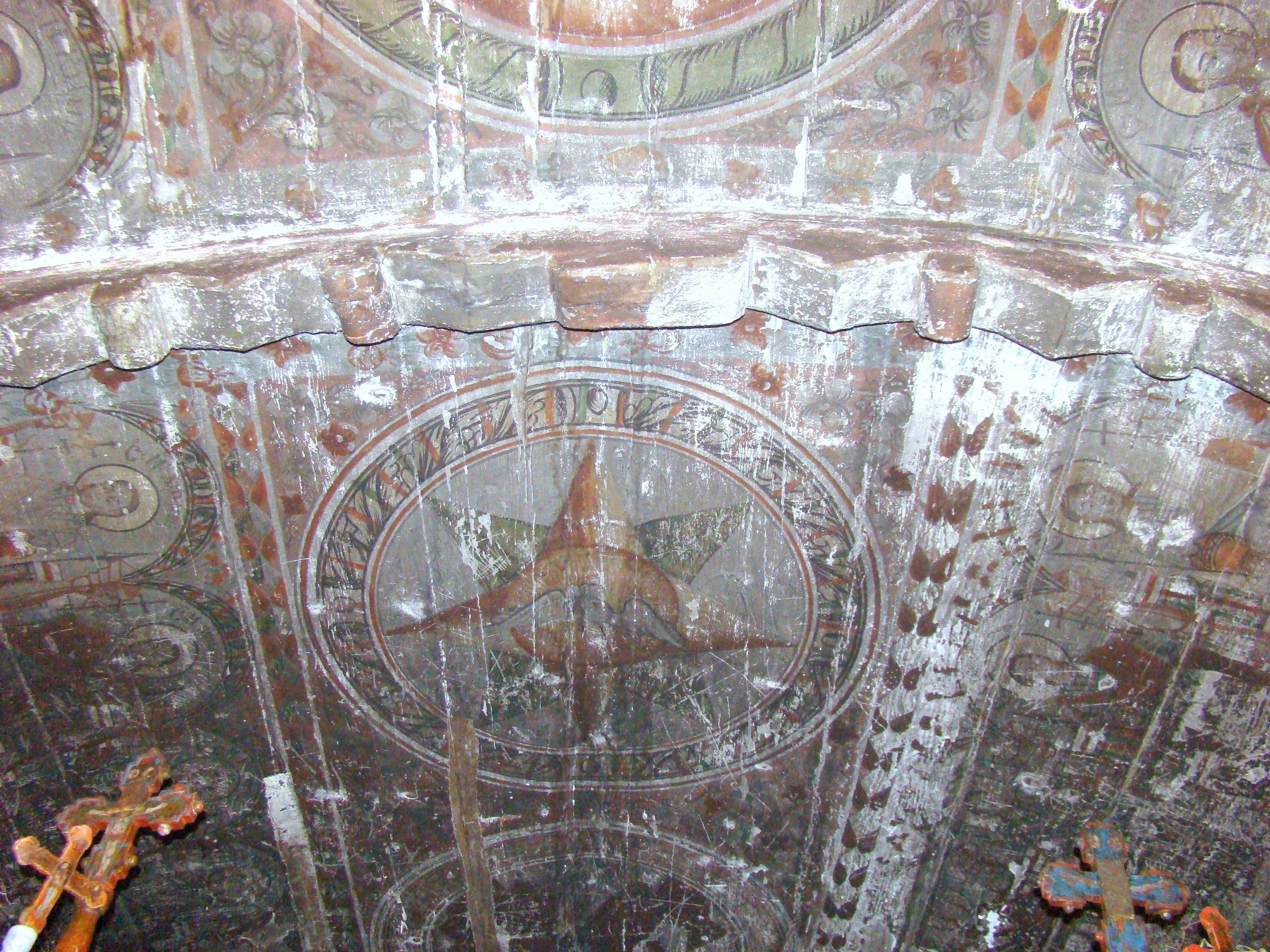
Arcul în relief care dublează bolta
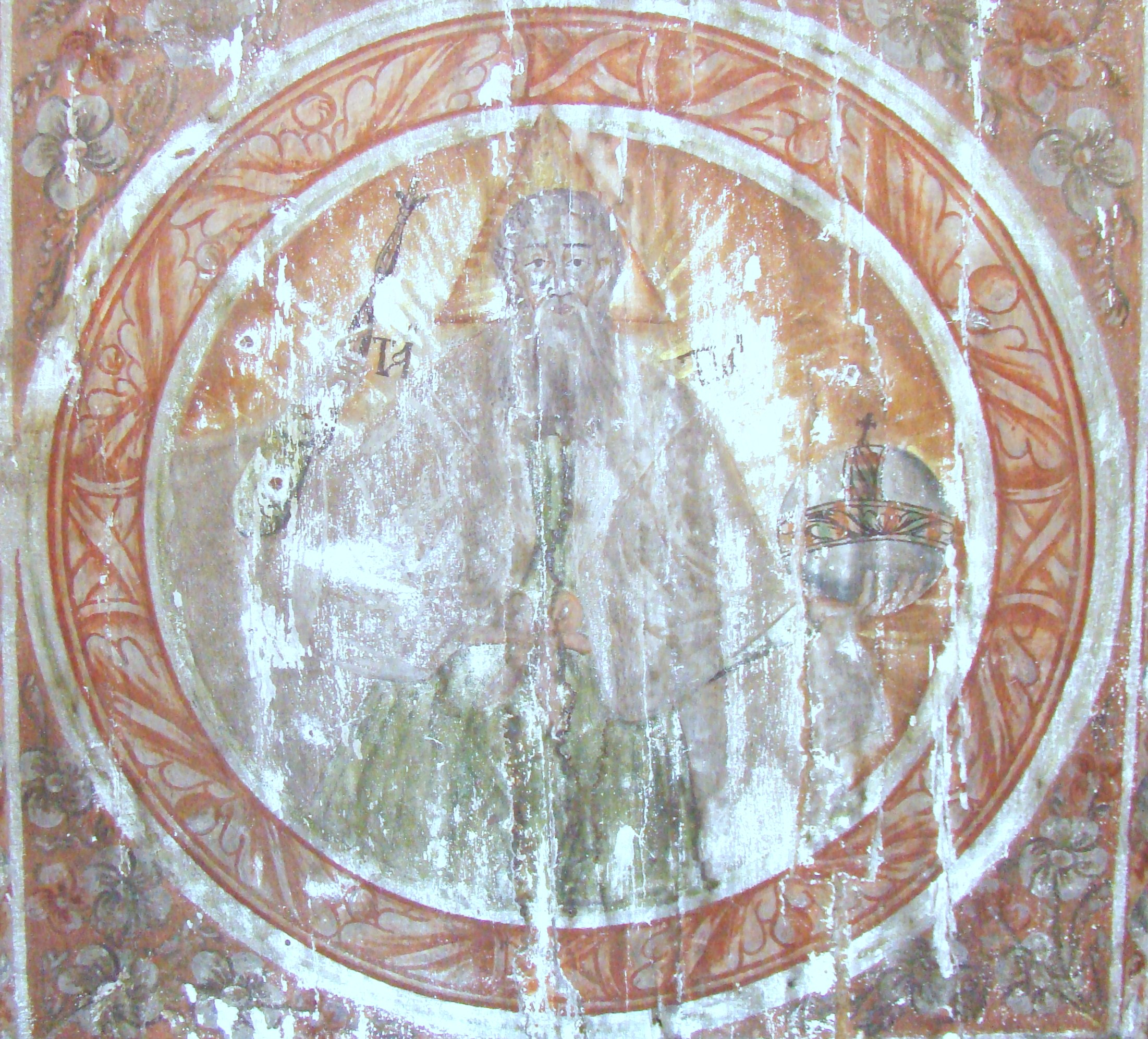
Dumnezeu Tatăl
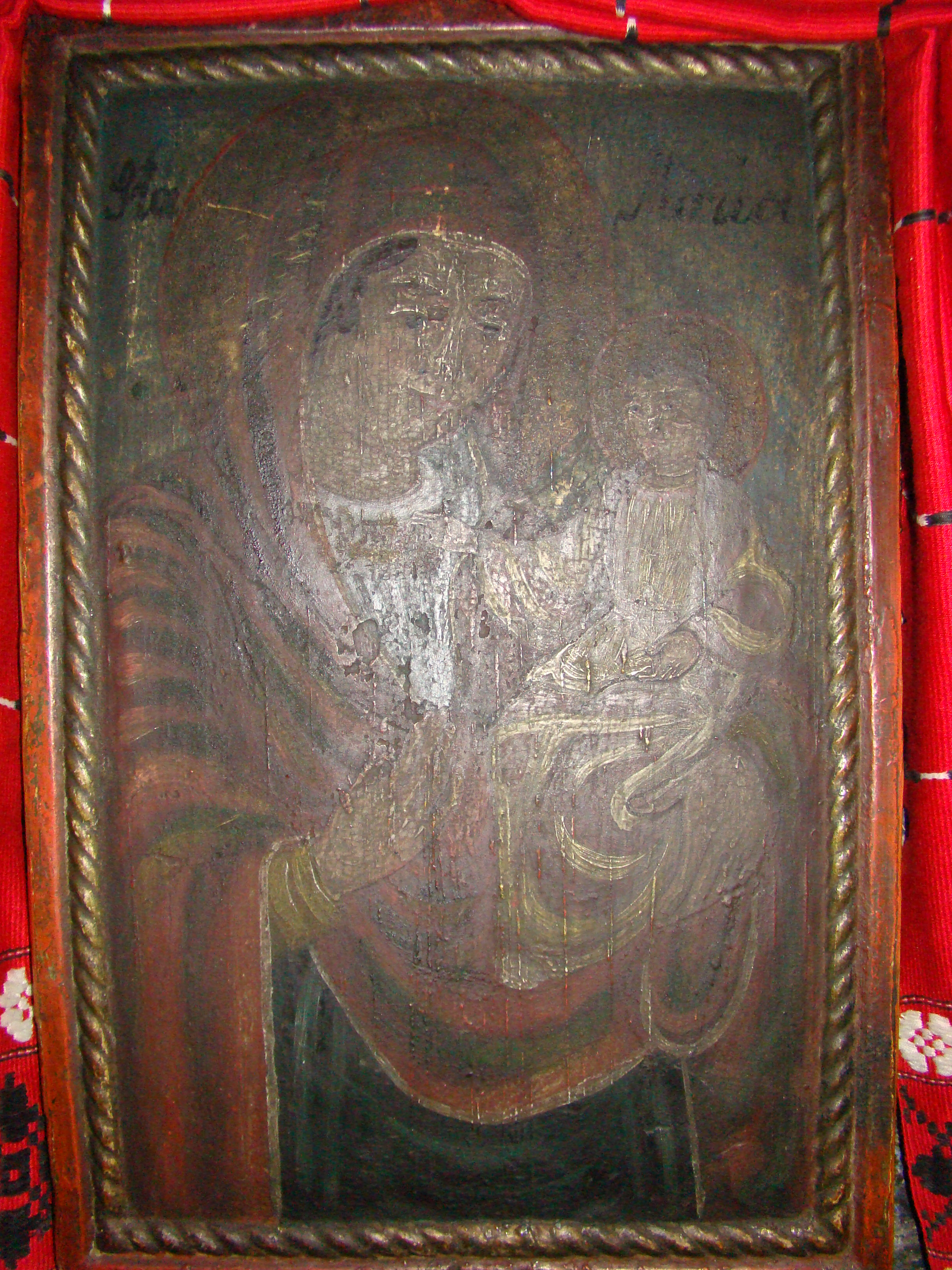
Sfânta Maria
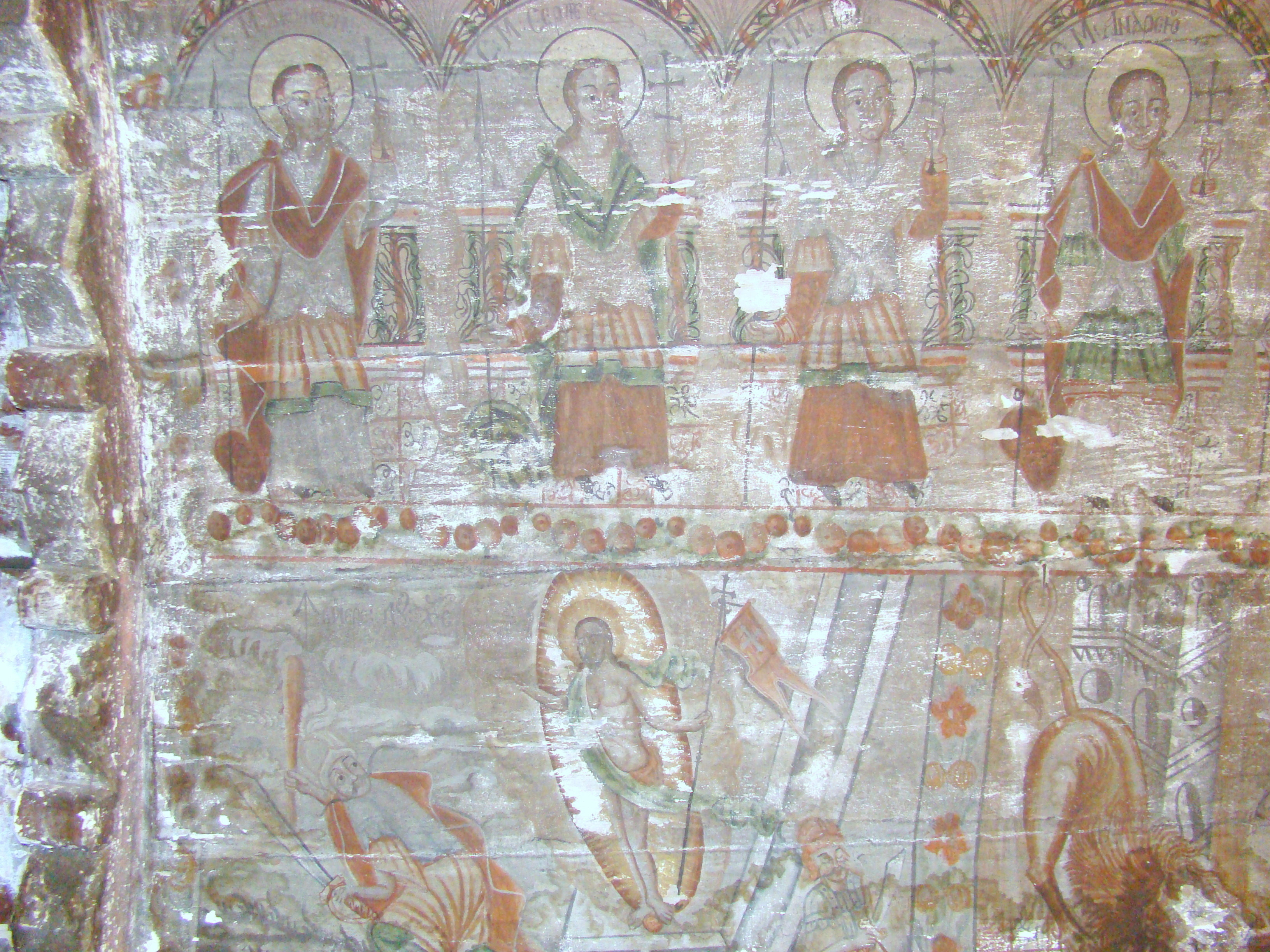
Pictura naosului